# Fiat
Pour les articles homonymes, voir Fiat (homonymie).

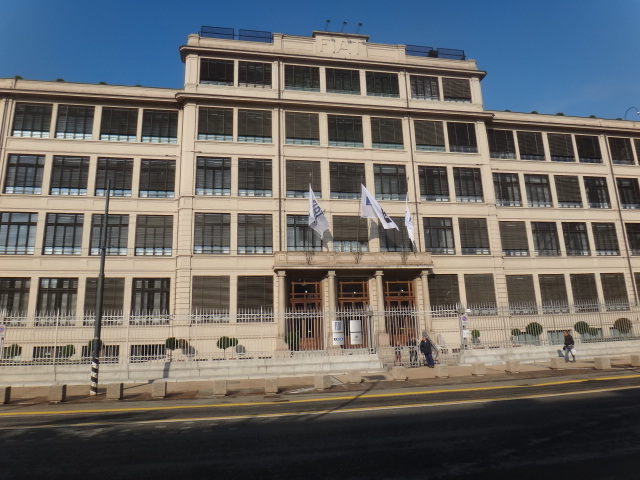
Le Lingotto, site industriel historique de Fiat. Le siège social et les bureaux du constructeur étaient dans ce bâtiment jusqu'en 2019

Logo du groupe Stellantis

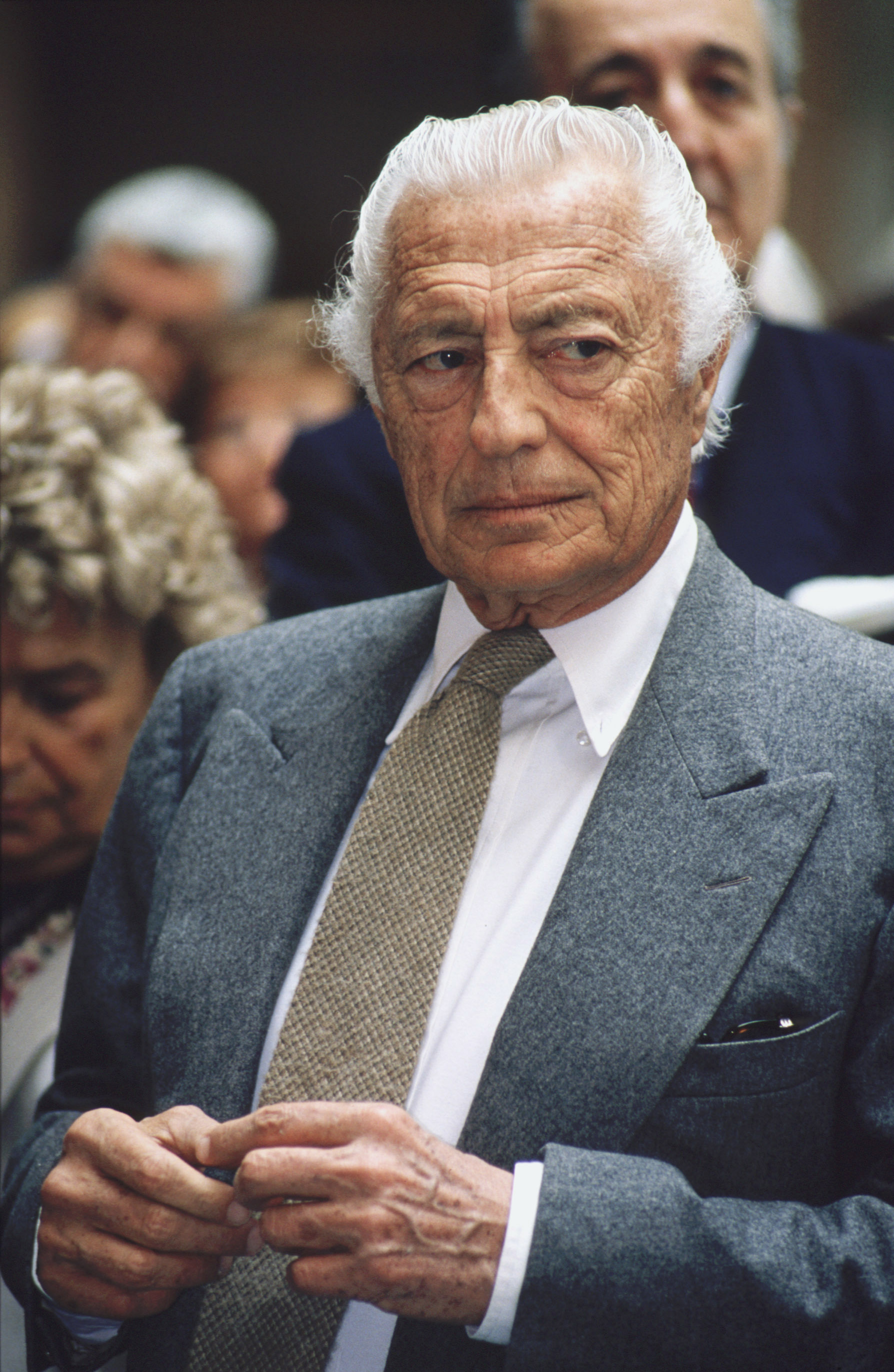
Gianni Agnelli, petit-fils de Giovanni Agnelli le cofondateur de Fiat

Fiat Automobiles S.p.A., à l'origine F.I.A.T. (acronyme de Fabbrica Italiana Automobili Torino, ou en français « fabrique italienne d'automobiles de Turin ») est un constructeur automobile italien, dont le siège social est situé dans l'usine de Mirafiori à Turin. 
Depuis 2021, le constructeur fait partie du groupe multinational Stellantis à la suite de la fusion de Fiat Chrysler Automobiles (FCA) avec le groupe PSA Peugeot-Citroën (PSA). Le directeur de Fiat est l'homme d'affaires français Olivier François.
Fiat S.p.A. a été créée le 11 juillet 1899 au Palazzo Bricherasio par trente actionnaires, dont Giovanni Agnelli. Le constructeur a multiplié sa production par huit en cinq ans lors des années magiques de l'automobile italienne, devenant à lui seul le symbole du « miracle économique italien ».

## Histoire

### Constitution de la société

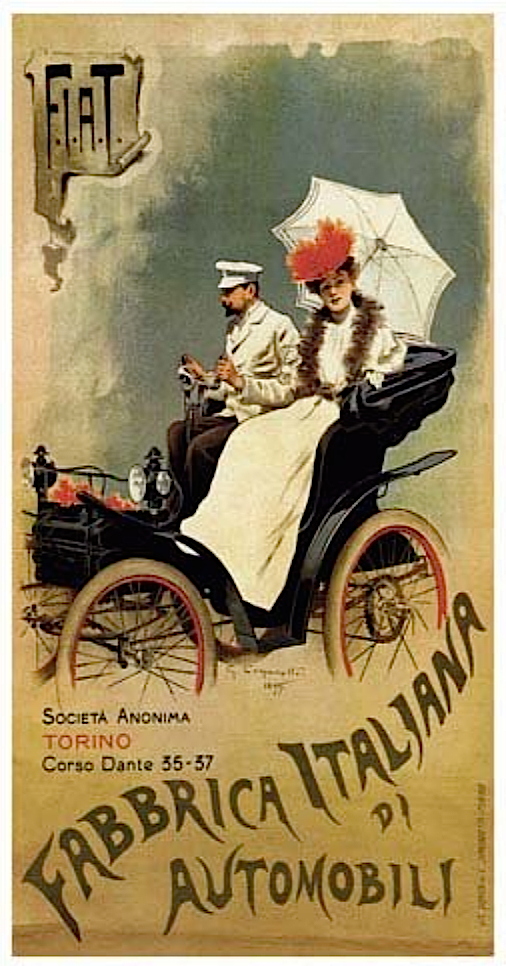
Première affiche vantant la maison FIAT (1899) par Giovanni Battista Carpanetto.

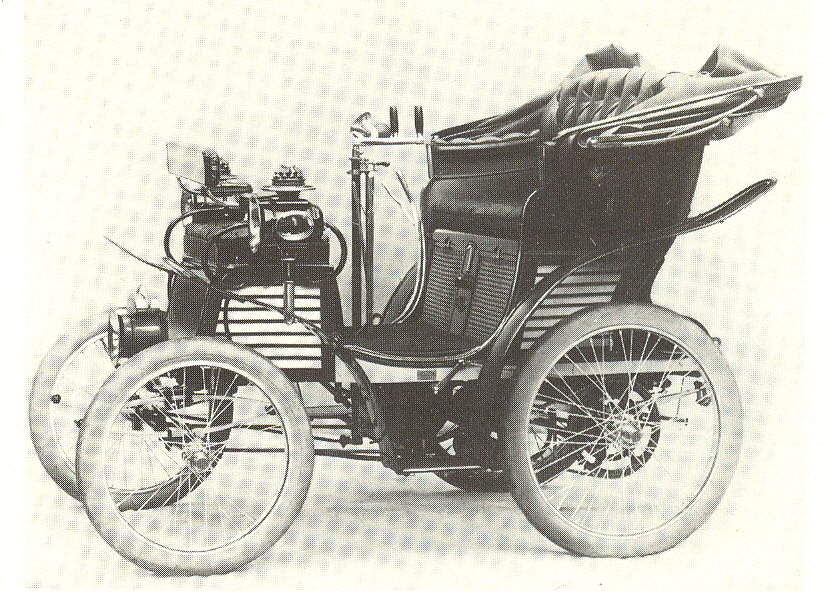
La Fiat 3½ HP, produite en 1899

L'acte de création de la F.I.A.T. « Società Anonima Fabbrica Italiana Automobili Torino » est signé le 11 juillet 1899 au Palazzo Bricherasio, à Turin, en Italie. On dénombre trente actionnaires, parmi les noms desquels figurent notamment Giovanni Battista Ceirano, Aristide Faccioli, Felice Nazzaro et Vincenzo Lancia pour un capital social de 800 000 lires. Parmi ces trente fondateurs se trouvent Lodovico Scarfiotti, qui sera le premier Président du conseil d'administration, et Giovanni Agnelli, l'homme qui les a réunis. Giovanni Agnelli n'est ni un technicien, ni un financier, ni un spéculateur, mais un visionnaire qui, grâce à son dynamisme et son esprit d'entrepreneur, prendra la direction de la société dès 1902.
Le sénateur Giovanni Agnelli, un grand homme d'action, a voulu très vite constituer une entreprise d'importance nationale, pour que la jeune Italie à peine réunifiée (1860), puisse refaire son retard industriel sur ses voisins français et allemands. L'idée de Giovanni Agnelli était de produire rapidement des automobiles « populaires », utilisables par le plus grand nombre. Il réussit à persuader un groupe de financiers turinois des perspectives intéressantes de la production automobile.
Au début, il renonce à l'élaboration d'un modèle original qui lui aurait fait perdre temps et argent, et se tourne par conséquent vers un modèle existant, conçu par ses associés Giovanni Battista Ceirano et Aristide Faccioli, qui en avaient déjà vendu quelques exemplaires. Les événements qui suivent montrent bien la détermination et l'empressement de Giovanni Agnelli. La société Ceirano, déclarée le 23 octobre 1898, se définit clairement comme une « société pour la fabrication de prototypes automobiles » et dès le 20 mars 1899, l'ingénieur Faccioli dépose le brevet de sa voiture. À peine sa constitution entérinée, la nouvelle société F.I.A.T. rachète les actions et les brevets de la société Ceirano. Elle dispose alors d'un modèle viable, la Fiat 3½ HP, et de capitaux à peine entamés. De plus, elle sous-traite la fabrication des pièces à des entreprises expérimentées.

### Épopée industrielle

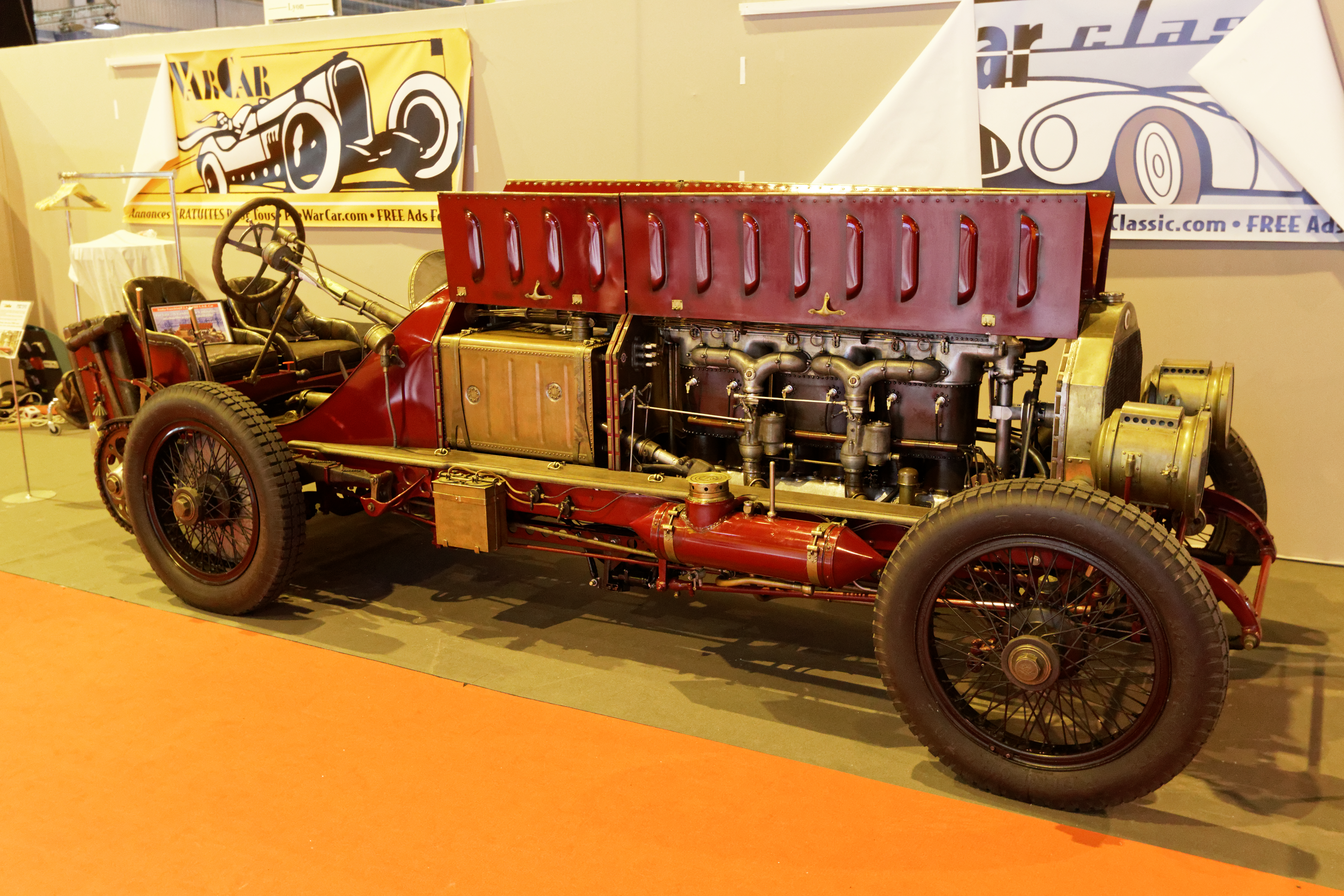
Rarissime Fiat moteur Isotta-Fraschini, de 1905.

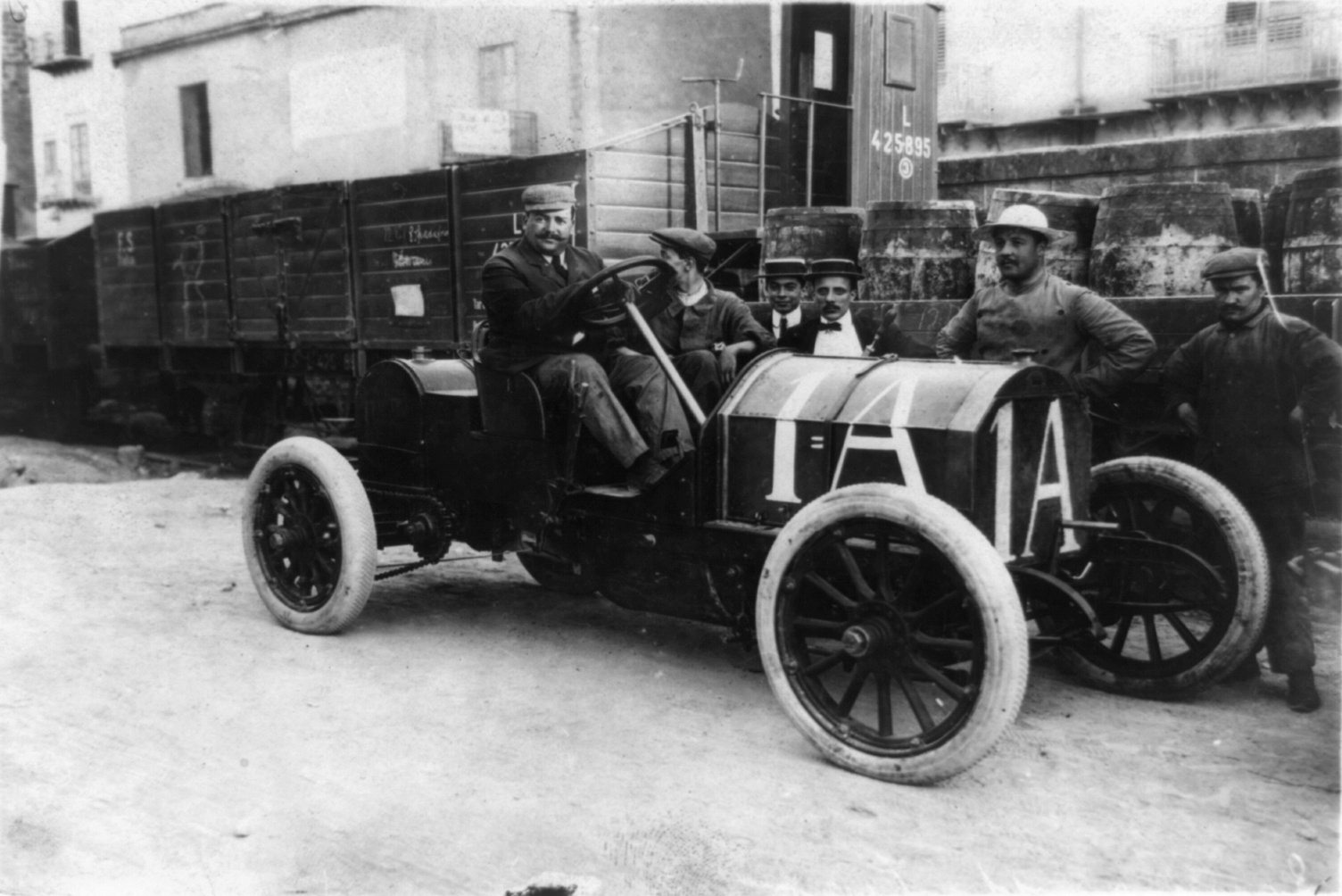
Vincenzo Lancia à bord d'une 50 HP en 1908.

La nouvelle société F.I.A.T. S.p.A. inaugure sa première grande usine en 1900, au no 35 du Corso Dante à Turin. Sur une surface de 12 000 m2, 150 ouvriers produiront vingt-quatre automobiles durant cette année.
En 1902, la société commence à acquérir ses premières lettres de noblesse dans le sport automobile. Les neuf voitures Fiat engagées sur le Tour d'Italie automobile franchissent toutes la ligne d'arrivée. Vincenzo Lancia remporte la course de côte Sassi-Superga au volant de la Fiat 24 HP Corsa, première voiture de compétition réalisée et présentée peu de temps avant par le constructeur, tandis que Felice Nazzaro établit un nouveau record sur la Fiat 8 HP lors du second Tour d'Italie.
En 1903, après avoir présenté ses premiers autobus en 1901, F.I.A.T. S.p.A. commence à produire des camions, des autobus, des trams, des moteurs marins et aéronautiques et les exportations d'automobiles atteignent la France, la Grande-Bretagne, l'Autriche, l'Amérique et l'Australie.

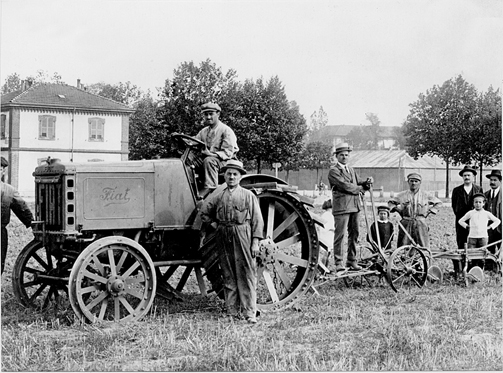
F.I.A.T. 702, un des premiers tracteurs Fiat

En 1906, les effectifs de F.I.A.T. s'élèvent à 1 500 salariés qui ont produit 1 150 voitures et 52 camions, et l'entreprise entreprend ses premières acquisitions en rachetant la société Ansaldi.
Sur le plan sportif, Felice Nazzaro et Vincenzo Lancia s'illustrent dès 1900 pour la marque F.I.A.T.. Nazzaro gagne entre autres le Grand Prix de l'ACF 1907, le Kaiserpreis 1907, la Targa Florio 1907 et la Coppa Florio 1908, et Lancia remporte la Coppa Brescia 1904, la Coppa d'Oro à Milan en 1906, tandis que Mathis s'adjuge en 1906 la Targa d'Oro lors de la Coppa Herkomer au volant d'une F.I.A.T. 40 HP Corsa. Le français Louis Wagner apporte sa pierre à l'édifice, avec le Grand Prix des États-Unis en 1908.
C'est aussi à ce moment que les exportations commencent à décoller, jusqu'à représenter les deux tiers de la production. F.I.A.T. S.p.A. adopte une stratégie de croissance axée sur la mondialisation et conquiert des parts importantes sur des marchés porteurs. En 1907, Le constructeur italien crée une filiale à Vienne, alors capitale de l'Autriche-Hongrie, « FIAT-Werke AG Wien », plus connue sous le nom de Austro-FIAT, le premier site de fabrication hors d'Italie. La production dans l'usine, implantée au numéro 72 de la Brünnerstrasse, commence en avril 1908 par l'assemblage de la Fiat 14/16 HP, clone de la FIAT Tipo 1, à partir d'éléments importés d'Italie puis, progressivement avec des composants locaux. En 1915, après la déclaration de guerre de l'Italie à l'Autriche, la gestion de la société passe sous l'Administration autrichienne qui la renomme « ÖFW - Österreichische Fiat-Werke AG » et la filiale hongroise de Budapest « Hungarian Fiat Werke AG ». Malgré le conflit armé entre les deux pays, à l'occasion d'une forte augmentation du capital pour agrandir l'usine pour augmenter la fabrication des camions et des moteurs d'avions, FIAT lance une opération de rachat de la totalité de la société, qui aboutira en 1919. La même année, la société ÖFW rachète la carrosserie « A. Weiser & Sohn ».
En 1908, FIAT se renforce aux États-Unis où ses modèles de luxe importés d'Italie par Hollander & Tangeman connaissent un beau succès malgré les droits de douane très élevés (jusqu'à 45 %). Excédé par ces taxes excessives qui rendent les voitures importées hors de prix, le patron de FIAT, le sénateur Giovanni Agnelli décide de construire une usine. FIAT crée une filiale, la société Fiat Motor Corporation et construit l'usine de Poughkeepsie, achevée en 1910 où 300 employés ont fabriqué localement la première FIAT aux États-Unis. Le programme de production comprenait la FIAT Tipo 3, commercialisée sous le nom de « FIAT 30 ou Light Thirty », la Tipo 4 (« FIAT 35 CV monobloc ») et la grande et luxueuse Tipo 5 (« Fiat 53 », renommée plus tard « FIAT 54, 55, 56 » et « Riviera »). (NDR : À l’époque, FIAT fabriquait des voitures haut de gamme concurrentes des Rolls-Royce, et la clientèle américaine en était friande. La FIAT 56, dotée d’un 6 cylindres en ligne de 8,6 litres et 45 chevaux (les FIAT 54 et 55 étaient des 4 cylindres) était vendue entre 4 000 et 9 000 US$, suivant les options et finitions, à comparer aux 1 000 $ d’une Ford T).
En Italie, le constructeur commence à produire des modèles destinés à un usage spécifique, comme la FIAT Tipo 1 dont la version Tipo 1 Fiacre, aussi appelée "Taxi mod. 1T", produite à plus de 1 600 exemplaires, est destinée spécialement aux taxis. Le modèle a été vendu non seulement en Italie mais a aussi été adoptée par les compagnies des villes de New York, Londres, Paris et bien d'autres capitales étrangères. F.I.A.T. fabrique aussi des véhicules commerciaux FIAT V.C., des moteurs industriels et pour la marine AIFO, des camions FIAT V.I. SPA, du matériel ferroviaire et des trams FIAT Ferroviaria, des avions FIAT Aviazione, etc.

#### Participation à l'avènement du fascisme
Daniel Guérin dans son ouvrage Le Fascisme : Promesses et réalité (p.26) souligne la participation financière de Fiat dans le développement et dans le renforcement des "faisceaux" de Mussolini et par conséquent, dans son ascension au pouvoir.

#### La Grande Guerre

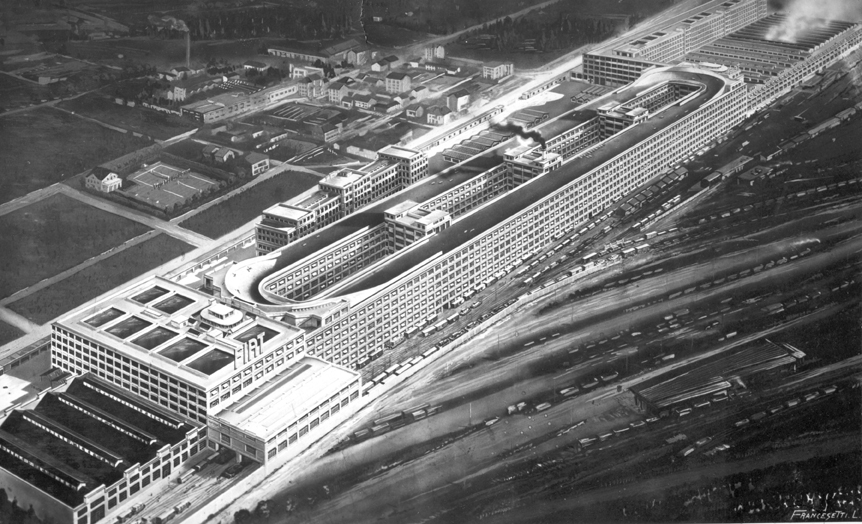
L'usine du Lingotto avec sa piste d'essais sur le toit - Chef-d'œuvre dans l'application du fordisme.

En 1910, six nouveaux modèles font leur apparition, la production augmente, se diversifie, et l'entreprise a besoin de nouveaux espaces : c’est en 1916 que débute la construction de l’usine du « Lingotto », la plus grande d'Europe pour l'époque, qui entrera en fonction en 1923. Au cours de ces années, Fiat développe ses activités dans le secteur sidérurgique, ferroviaire et électrique. Une succursale est ouverte en Russie et la Fiat Zéro 12-15 HP est présentée, la première voiture équipée d’un moteur de cylindrée très réduite construite en série : plus de deux mille exemplaires.
Les victoires sportives se multiplient par ailleurs : après le record de vitesse établi par la "S 76", les automobiles Fiat triomphent dans le Grand Prix d'Amérique et dans les 500 Miles d'Indianapolis.
La guerre oblige ensuite l'entreprise à convertir une partie de sa production aux besoins de la guerre, mais en 1919, à peine le conflit terminé, plusieurs nouveaux modèles de voitures sont lancés et Fiat présente le véhicule utilitaire 501, la 505, la 510 et le premier tracteur, le 702.
En 1916 débute donc la construction de l'usine du Lingotto, « Lingot » de 500 mètres de long, à Turin, sous la direction de l'architecte Giacomo Mattè Trucco. Lorsque sa construction s'achève en 1922, c'est la plus grande et la plus moderne usine d'Europe et dès lors l'emblème de l'industrie automobile italienne. Le bâtiment, qui occupe cinq étages est absolument révolutionnaire et abrite sur son toit une piste d'essai futuriste. Ce bâtiment est un chef-d'œuvre dans l'application du fordisme : les pièces détachées arrivent au rez-de-chaussée et les voitures sont assemblées au fil des cinq étages, transportées par des ascenseurs, pour enfin être testées sur la piste ovale et inclinée qui occupe le toit.
À ce moment de son histoire, la firme turinoise est déjà le moteur de l'industrie italienne et sa production commence à se diversifier très largement (chemins de fer, aciéries, électricité, transports publics, etc.), au point que durant la Première Guerre mondiale, elle produit camions et blindés, avions et moteurs (avec la création des firmes S.I.A. SpA puis Fiat Aviazione), mais aussi armes et munitions, et même uniformes, bottes et sacs pour les soldats. Fiat met son industrie entière au service de l'effort de guerre et sort grandie de ce conflit.
La société qui comptait 4 000 employés en 1914 en compte 40 000 en 1918. La société adopte une nouvelle identité visuelle de son nom en supprimant les points entre les lettres F.I.A.T. et en acceptant d'écrire Fiat avec des minuscules.
Pendant toute cette décennie, Fiat travaille également sur les autres secteurs et, après la fourgonnette 1014, sort la camionnette Fiat 505F et le biplan Fiat AL, le premier avion civil Fiat qui fait son baptême de l'air en 1922.
Les nouveautés sont également importantes du côté de la société, avec la création de l’IFI (Institut Financier Industriel) et, en 1926, l’acquisition du quotidien La Stampa. De l'assistance sanitaire aux colonies de vacances pour les enfants des employés, les premières initiatives sociales en faveur des salariés sont mises en place. 

#### Empire industriel
Dans les années 1930, les camions et les véhicules industriels bénéficient d’un développement technologique considérable, tandis que l’aviation et le secteur ferroviaire se développent à grands pas. Cette décennie est marquée par une forte expansion à l'étranger : les voitures Fiat sont construites sous licence en France, en Espagne et en Pologne et les centres d'assistance et ateliers de réparation commencent à fleurir dans différents pays. Fiat est déjà un empire industriel d'envergure internationale. Le groupe possède des usines sur trois continents (Europe, Amérique latine et même Asie). C'est aussi à cette époque qu'il crée la marque Simca en France, Fiat-NSU devenue Fiat Neckar en Allemagne et plus tard Seat en Espagne.
Cependant la politique d'autarcie de Mussolini force la société à revoir ses plans de développement international et à se concentrer sur le marché domestique et les industries lourdes. Les secteurs aéronautique et ferroviaires, ainsi que les travaux publics, connaissent alors une forte croissance. Le slogan de Fiat est alors « Sur terre, sur mer et dans les airs ». Toutefois, la croissance perdure et à la veille de la Seconde Guerre mondiale, les effectifs du groupe se montent à 55 000 employés.
En 1937 commence la construction de l'usine de Mirafiori, qui introduit les principes d'organisation industrielle les plus avancés de son temps et confirme l'orientation de la compagnie vers la production de masse. Sa construction s'achèvera en 1939, et le nouveau complexe industriel sera inauguré en présence de Mussolini. Fiat, qui construisit des chars (tel que le M14/41) avant et pendant la Seconde Guerre mondiale, eut et conserva des contacts autant avec les nazis et les fascistes, qu'avec les alliés et la Résistance.
En 1945, le sénateur Giovanni Agnelli meurt, son fils Edoardo étant décédé dans un accident d'avion dix ans auparavant, c'est Vittorio Valletta qui assume la présidence de Fiat, en attendant que son petit-fils, Gianni Agnelli prenne les rênes en 1964.

### Reconstruction etbooméconomique
Ce n'est qu'en 1948, et grâce à l'aide financière du plan Marshall, que la reconstruction des usines détruites pendant la guerre se termine. En 1950, la production retrouve son niveau d'avant guerre si bien que l'on parle de « miracle italien ». Vittorio Valletta poursuit la stratégie de croissance, d'acquisitions et de diversification lancée par Agnelli et les profits recommencent à croître et les effectifs à augmenter.
Dans les années du miracle économique italien, l'industrie automobile est un des principaux moteurs de développement : en 1949, on compte une voiture pour 96 habitants. En 1963, une voiture pour onze habitants. En dix ans (1949-1959), le nombre de salariés de l'entreprise turinoise passe à 85 000 et la production d'automobiles est multipliée par six : de 71 000 à 425 000 unités par an.
En 1953, Fiat présente la 1400, la première voiture Diesel italienne, puis en 1955 la Fiat 600, l’utilitaire qui sera produite à plus de quatre millions d’exemplaires, et deux ans plus tard la nouvelle 500. Très admirées également, les voitures à hautes prestations, comme la 8V qui atteint les 200 km/h et deux ans plus tard le prototype à turbine qui frise les 250 km/h : une nouveauté absolue en Europe.
Nombreuses sont également les nouveautés dans les autres secteurs : en 1951, le transatlantique MS Giulio Cesare (en) entre en service avec des moteurs Fiat ; la même année, le premier avion militaire italien à réaction, le Fiat G.80 (en), est réalisé. En 1956, le chasseur tactique Aeritalia G.91 remporte le concours de l’OTAN ; l'année suivante, l’entreprise présente l'hélicoptère Fiat 7002.
Fiat commence également à construire des engins de terrassement et multiplie par treize sa production de tracteurs : de quelque 1 800 à 22 600 exemplaires par an. Un nouveau modèle de camions entre en production, le 682 N, qui sera fabriqué pendant un quart de siècle.
En 1958, c'est le boom économique et la production augmente de façon impressionnante, tirée par la production d'automobiles et de machines agricoles. Les usines de Mirafiori doublent leur capacité : plus de 50 000 ouvriers y travaillent en deux postes et parfois trois. Le secteur automobile est le symbole du miracle économique italien, et Fiat, avec 85 % de la production du pays, joue un rôle de premier ordre. Le nombre d'ouvriers atteint un maximum de 230 000. C'est également à ce moment qu'est décidée la construction d'une seconde « méga-usine », celle de Rivalta di Torino, toujours près de Turin, inaugurée en 1968.
Après avoir aidé à la création du secteur automobile en Yougoslavie avec Zastava dans les années 1950, en Espagne avec Seat, Fiat est le principal collaborateur — concepteur et fournisseur — de VAZ (Lada) en Union soviétique à Togliattigrad. Il fournira également les licences de fabrication pour les 600 000 exemplaires Zigouli-Lada par an, copie des modèles Fiat 124 et Fiat 125. Les automobiles Fiat, notamment leur plate-forme, serviront de base à l'ensemble des constructeurs du camp socialiste, en particulier les constructeurs soviétiques ainsi que le polonais Fiat-Polski FSO, soit directement, soit indirectement par la collaboration de fabricants soviétiques utilisant les procédés et technologies Fiat.

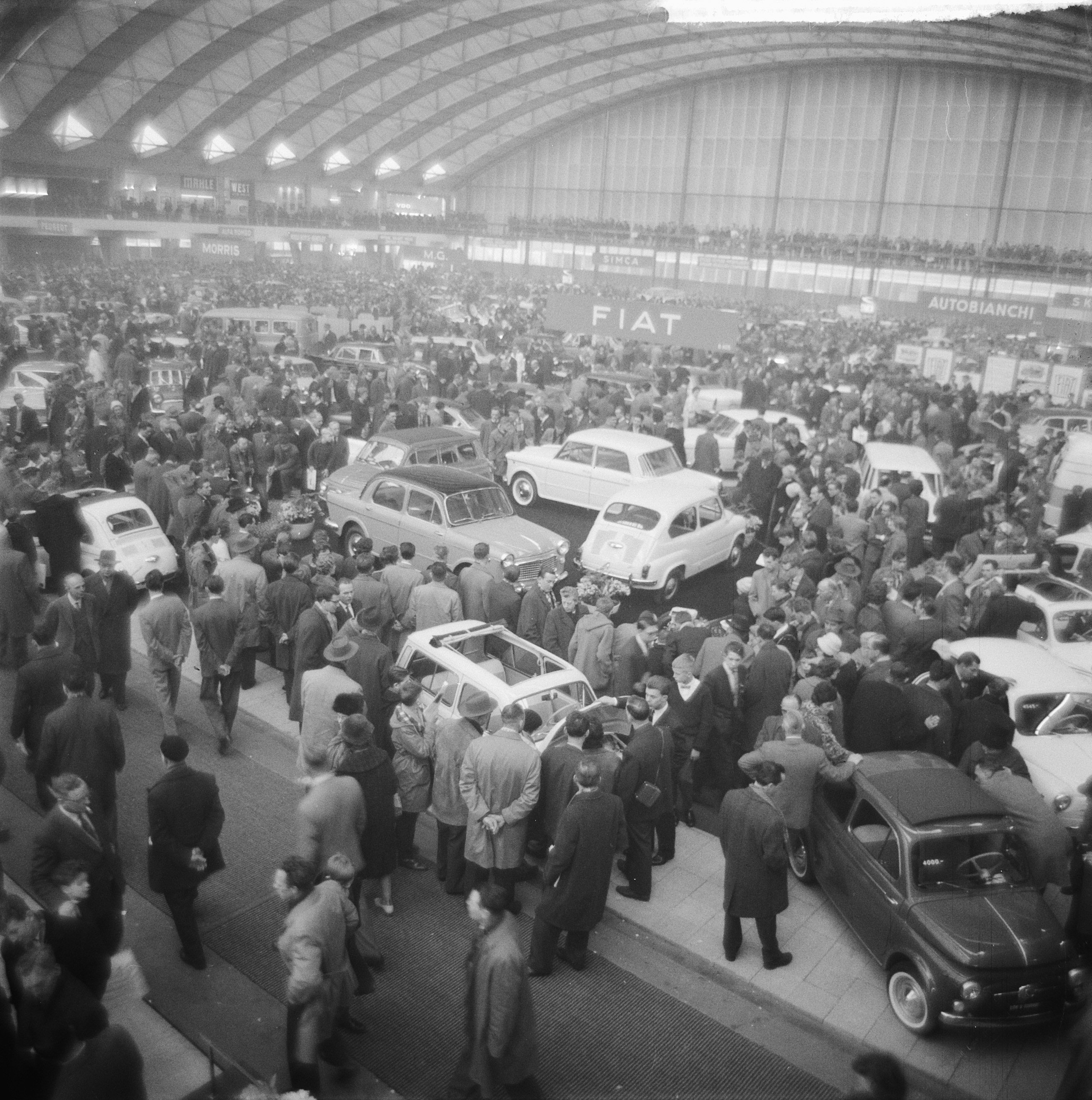
Le stand Fiat au Salon d'Amsterdam, le 5 février 1961.

Les années 1950 s’achèvent avec le doublement de la surface du site turinois de Mirafiori et l'ouverture de nouvelles usines à l'étranger, en Afrique du Sud, en Turquie, en Yougoslavie, en Argentine et au Mexique.
La décennie suivante est caractérisée par une forte expansion de Fiat : la production annuelle de voitures passe de 425 000 à plus de 1 700 000, et les ventes de tracteurs et d’engins de terrassement sont doublées. Le nombre de camions construits est multiplié par trois. Le nombre de salariés est, lui aussi, multiplié par deux et atteint les 158 000 en dix ans. Une croissance obtenue grâce au succès de nombreux modèles : en 1964, apparaît la Fiat 850, suivie par la 124 et la 128, consacrées « Voiture de l'année » ; la première en 1967 et la deuxième en 1970. Fiat présente ensuite la 125 et la Dino coupé, dotée d’un moteur de dérivation Ferrari.
L'expansion internationale de l'entreprise se poursuit : en 1966, elle construit l’usine russe Vaz, à Togliattigrad, pour construire 660 000 Ziguli par an (une voiture dérivée de la 124). Entretemps, Fiat développe également sa présence dans le sud de l’Italie, avec l’ouverture des usines de Termini Imerese, de Cassino, de Termoli, de Sulmona, de Vasto, de Bari, de Lecce et de Brindisi.
En 1966, Gianni Agnelli, neveu du fondateur, devient président de la société. La même année, une société commune avec la holding d'État IRI est constituée : la Grandi Motori Trieste SpA pour la construction de très gros moteurs diesels pour équiper les plus gros navires civils et militaires et des turbines à gaz pour les centrales électriques.

### Fiat devient uneholding

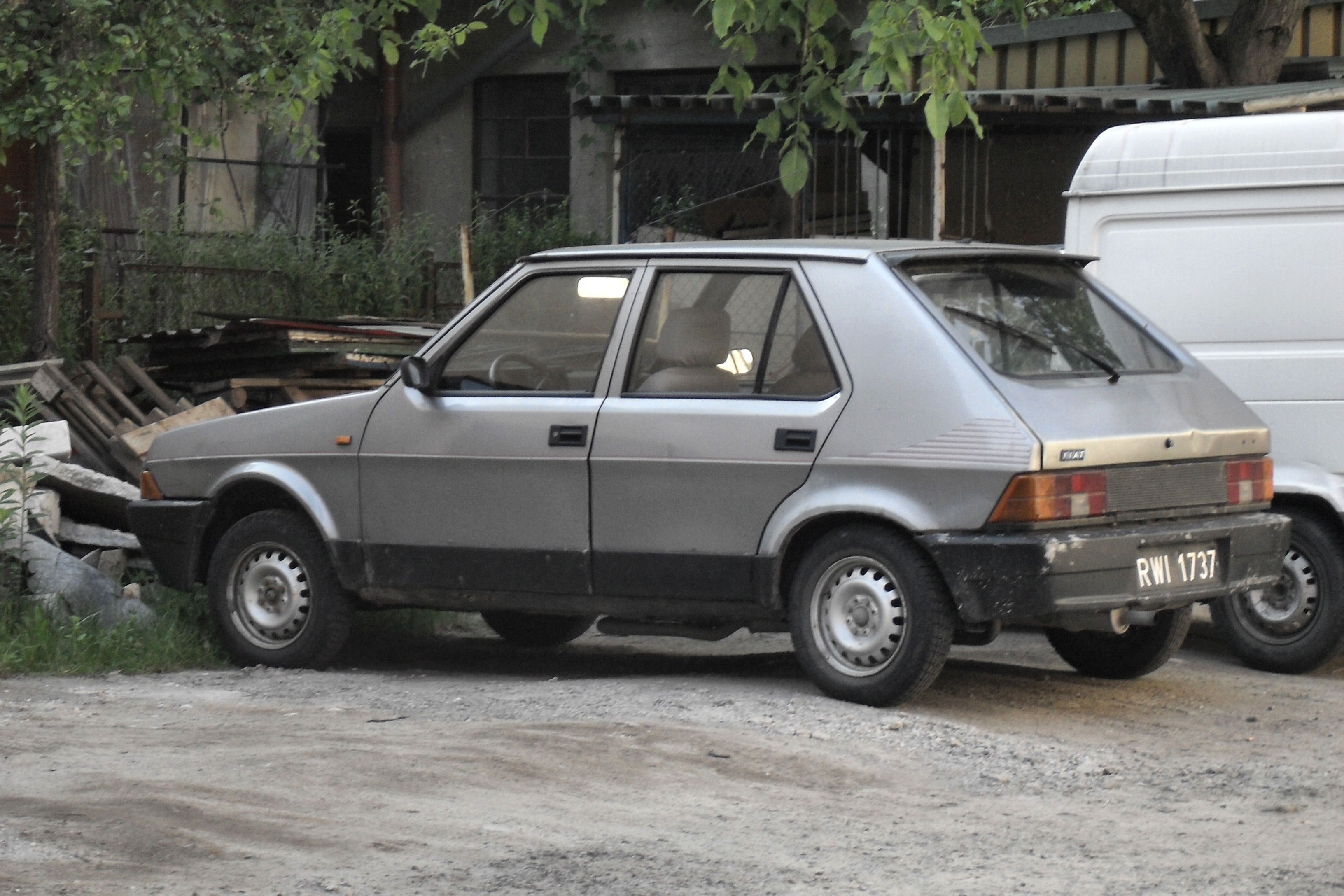
La Ritmo.

Le boom économique est suivi par une période de fortes tensions sociales qui ont de lourdes répercussions sur l'activité de l'entreprise. Malgré les difficultés dues aux grèves et à l'occupation des usines, Fiat présente la 127, la première voiture du groupe à traction avant, et Lancia propose les modèles Beta, Stratos, Gamma et Delta.
Les usines de Rivalta et de Cassino sont modernisées avec l'introduction du Robogate. Il s'agit d'un système automatisé de fabrication, d'assemblage et de peinture des carrosseries inventé par Comau, une entreprise du groupe.
De nouveaux sites sont ouverts en Italie et au Brésil. La société devient une holding grâce à la décentralisation de la gestion qui transforme sections et divisions en sociétés autonomes : parmi celles-ci, Fiat Macchine Movimento Terra, Fiat Engineering, Iveco (née en 1975 de la fusion de cinq grandes marques européennes historiques) et Fiat Auto, qui regroupe les marques Fiat, Lancia et Autobianchi. Ferrari (acquise à 50 % en 1969) et Abarth (1971) rejoignent aussi le groupe.
Les succès se multiplient, comme le premier vol du Tornado, l’avion de chasse coproduit par Fiat Avio, les victoires de Lancia et de Fiat au championnat du monde des rallyes et celles de Ferrari au championnat du monde de Formule 1.
À la fin des années 1970, Fiat achève son processus de réorganisation : aux côtés de Fiat Auto, Fiat Ferroviaria, Fiat Avio, Fiat Trattori, Fiat Veicoli Industriali, d’autres sociétés deviennent autonomes comme Fiat Engineering, Comau, Teksid, Magneti Marelli et Telettra.

### Affirmation au niveau international

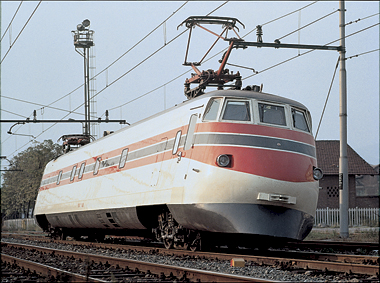
Pendolino.

Après 35 jours de grève, la marche des quarante mille le 14 octobre 1980 à Turin est une manifestation antisyndicale qui pousse le syndicat à clore le conflit par un accord en faveur de Fiat. En quelques années, le nombre de salariés du groupe Fiat chute de 200 000 à 120 000 en Italie.
Les années 1980 s'ouvrent avec le lancement d'une nouvelle voiture, dont l’héritière est encore aujourd'hui leader du segment des petites citadines : la Panda. Trois ans plus tard, à Cape Canaveral, Fiat présente la Uno qui adoptera en 1985 le moteur Fire 1000. 1988 marque la naissance de la Fiat Tipo, vainqueur de la « Voiture de l'année », suivie d'autres voitures à succès : Fiat Regata et Croma, Lancia Delta (1979), Thema et Y10, Alfa Romeo 164 (l'entreprise d'Arese est acquise en 1986), Ferrari GTO Testarossa, mais aussi des véhicules utilitaires comme le Fiorino et le Ducato.
Beaucoup de records aussi dans les autres secteurs : Fiat Ferroviaria construit le train à haute vitesse ETR 450, plus connu en Italie sous le nom de « Pendolino », Telettra réalise la plus longue liaison mondiale à micro-ondes sur la mer, 360 kilomètres entre Arabie saoudite et Soudan, et le premier excavateur de 40 tonnes est produit.

### 1990-2004: crise
À partir des années 1990, les bénéfices de Fiat commencent à décliner, et ce malgré la présence de modèles populaires comme les Panda, Uno et Tipo. L'image de Fiat concernant sa fiabilité et sa finition, lui fait de plus en plus de tort face aux autres constructeurs : les ajustements parfois hasardeux et les plastiques bas de gamme choquent la clientèle quand le groupe Volkswagen donne le « la » avec les lancements des troisièmes et quatrièmes générations de Golf en 1991 et en 1997. Cette réputation détourne peu à peu les clients et les ventes baissent après 1990 ; en France la part de marché de la marque passe de 5,9 % en 1989, à 4,4 % en 2000, pour tomber à 2,7 % en 2003.

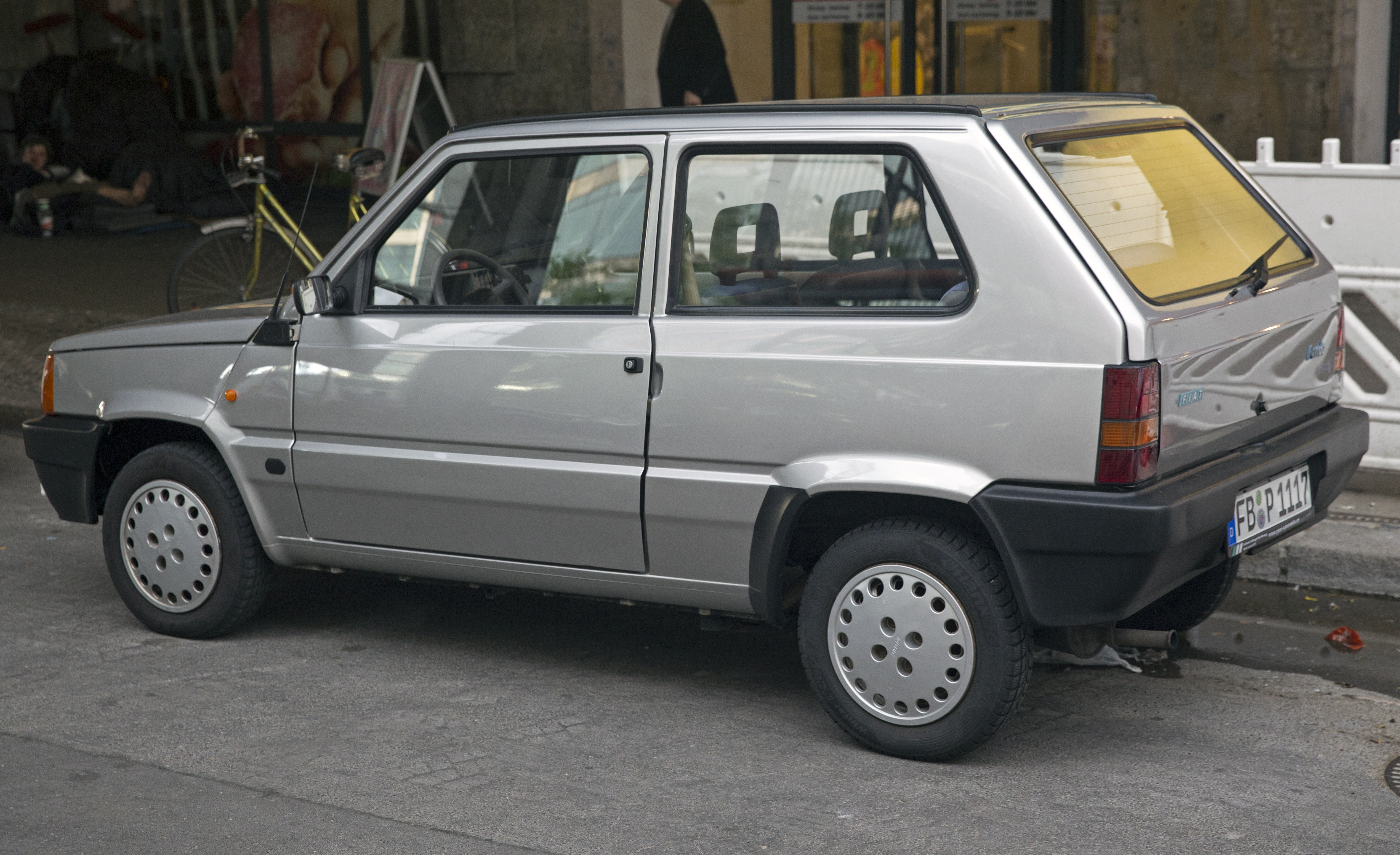
Fiat Panda I du début des années 2000

En effet, Fiat, victime de son succès et par facilité, maintient des modèles au catalogue pour une durée allant au-delà du raisonnable : en Europe, un marché où la concurrence est pourtant intense, la Uno est produite de manière quasi inchangée de 1983 à 1997, tandis que la Panda I fait encore pire, de 1980 à 2003. Cela contribue à donner à la marque une image désuète.
La marque lance en parallèle des modèles aux destins variés au cours des années 1990, parmi lesquels on peut citer la Punto de première génération qui assure l'avenir de la marque en devenant le second modèle le plus vendu d'Europe (plus d'un demi million de ventes en 1996), les Cinquecento, Seicento et Palio Weekend qui misent sur des tarifs très bas mais contribuent à entretenir une image de marque peu valorisante, la famille de compactes Bravo, Brava et Marea bien accueillies pour leur modernité et le monospace Multipla qui connait l'échec par excès d'audace.
En ce qui concerne les véhicules industriels, Iveco renforce sa position au niveau européen avec l'introduction d'EuroTech, d'EuroStar et d'EuroCargo et établit des coentreprises en Inde et en Chine pour les véhicules légers Daily.
Grâce à plusieurs acquisitions, le groupe Fiat conquiert le leadership dans le secteur des tracteurs, des machines agricoles et pour le bâtiment : 1999 voit la naissance de CNH de l'union de deux constructeurs avec des marques reconnues au niveau mondial, New Holland NV et Case Corporation. En juillet 1999, lorsque Fiat fête ses cent ans, le groupe est présent dans soixante pays avec presque neuf cents sociétés. Il emploie 221 000 personnes.

Le groupe, toujours présidé par Gianni Agnelli alors âgé de 80 ans, est en grande difficulté. Les pertes n'ont jamais été aussi importantes, et les conseils d'administration se succèdent sans succès. La rumeur sur l'hypothèse d'un rachat par un concurrent est même avancée. En mars 2000, un accord en deux temps est signé. General Motors prend, dans un premier temps, 20 % du capital de la division Automobiles Fiat et Fiat Holding S.p.A. reçoit en échange 6 % de la totalité du groupe GM et en devient son premier actionnaire.

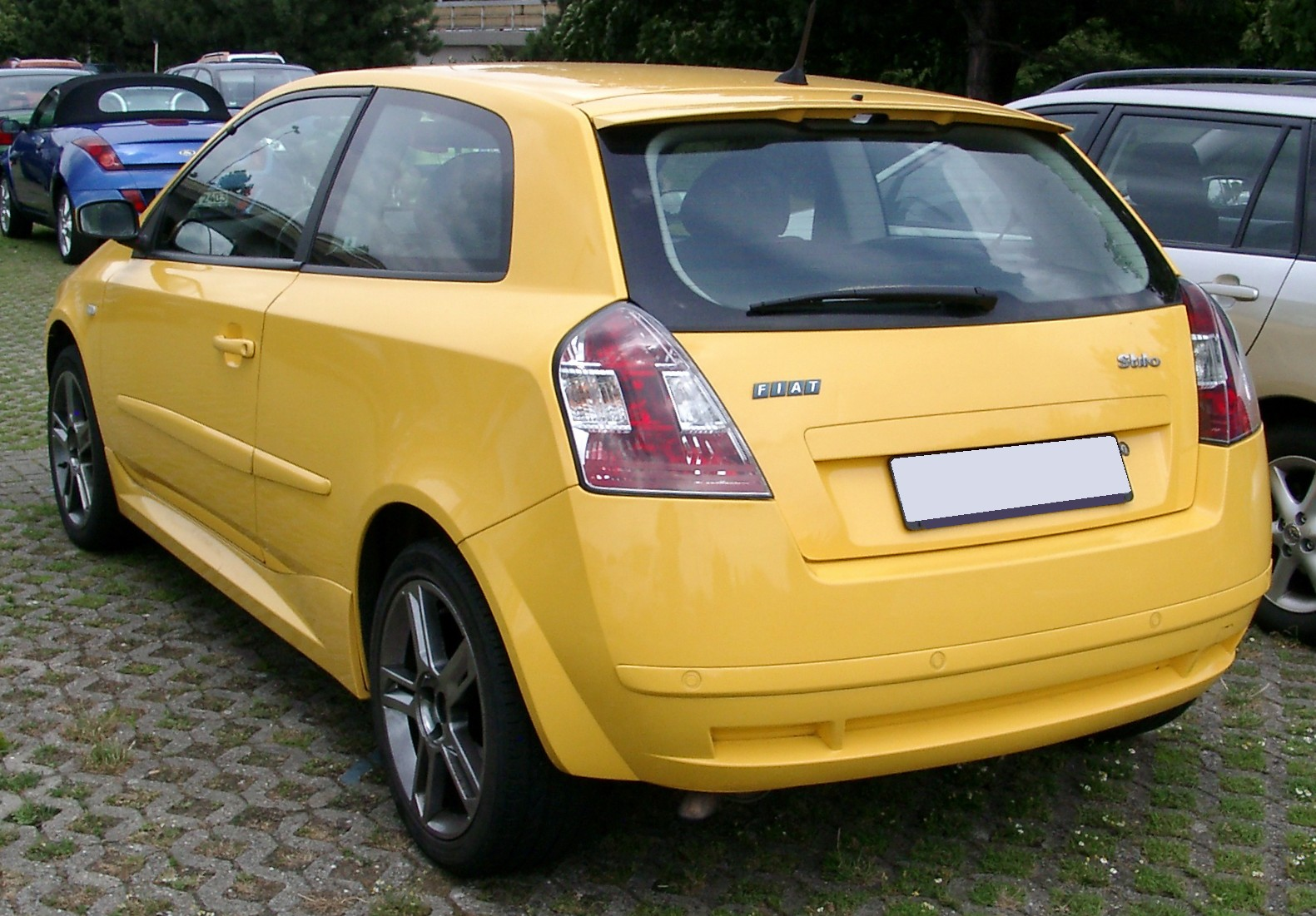
Fiat Stilo

Le nouveau siècle est marqué par une phase de crise pour le secteur de l'automobile. Fiat met en place quelques alliances stratégiques, comme celle avec General Motors en 2000, qui se terminera cinq ans plus tard. Pour faire face aux difficultés, l'entreprise lance de nouveaux modèles : Alfa Romeo propose la 147 qui, l'année suivante, sera élue « Voiture de l'année », Lancia commercialise la Thesis, la nouvelle berline de luxe, et Fiat présente la Stilo. La concurrence demeure cependant rude, et les deux derniers modèles ne connaissent pas le succès commercial espéré malgré les lourds investissements consentis,.
Pour Iveco, en revanche, 2002 est l'année du Stralis qui, un an plus tard est élu « Truck of the Year », et même CNH renforce sa position avec la vente de nouveaux produits.
En juin 2002, Fiat Auto, grevé par un endettement de 6,6 milliards d'euros, est obligé de faire appel aux banques pour soulager sa trésorerie. Un consortium de banques souscrit à 3 milliards d'euros en prenant une garantie sur une partie du capital et achète 51 % de la filiale de crédit Fidis. Parmi les autres mesures prises alors, Fiat Group dépose en garantie 34 % de Ferrari auprès du groupe financier Mediobanca contre 775 millions d'euros. L'affaire fait alors grand bruit. C'est une phase difficile sur le plan économique et financier. Le 24 janvier 2003, Giovanni Agnelli disparaît ; fin février, son frère Umberto prend la présidence du groupe. Des choix sont faits : le groupe décide de se concentrer sur les secteurs automobiles et des moteurs, en vendant certaines activités, comme l'aviation et les assurances, qui n'étaient plus stratégiques. La gamme de voitures est renouvelée et enrichie : Fiat Auto procède au restylage des Fiat Punto, Alfa 156 et Alfa 166 et lance le minispace Fiat Idea, la compacte haut de gamme Lancia Ypsilon, le coupé sportif Alfa GT et la pette citadine Fiat Panda II, qui sera ensuite élue « Voiture de l'année 2004 ». Pour les véhicules utilitaires, c'est le tour du nouveau Scudo. Ferrari présente la F 430, tandis que Maserati propose le coupé Gran Sport. CNH est aussi très active : entre 2000 et 2004, 97 % des machines agricoles et 85 % des engins de terrassement sont revus. Enfin, le petit moteur turbodiesel 1,3 Multijet 16-soupapes fait son apparition.

#### Transformation culturelle
Après le décès de Gianni Agnelli en 2003, petit-fils du fondateur de Fiat, puis de son frère Umberto Agnelli en 2004, c'est Luca Cordero di Montezemolo, le président de Ferrari, qui est appelé à la présidence du groupe Fiat. Il s'entoure d'une nouvelle équipe dirigeante dont, John Elkann, vice-président et, de juin 2004 à 2018, Sergio Marchionne, directeur général qui va insuffler au groupe un nouvel élan et réorganiser totalement le management de Fiat Auto, la branche en difficulté du groupe.

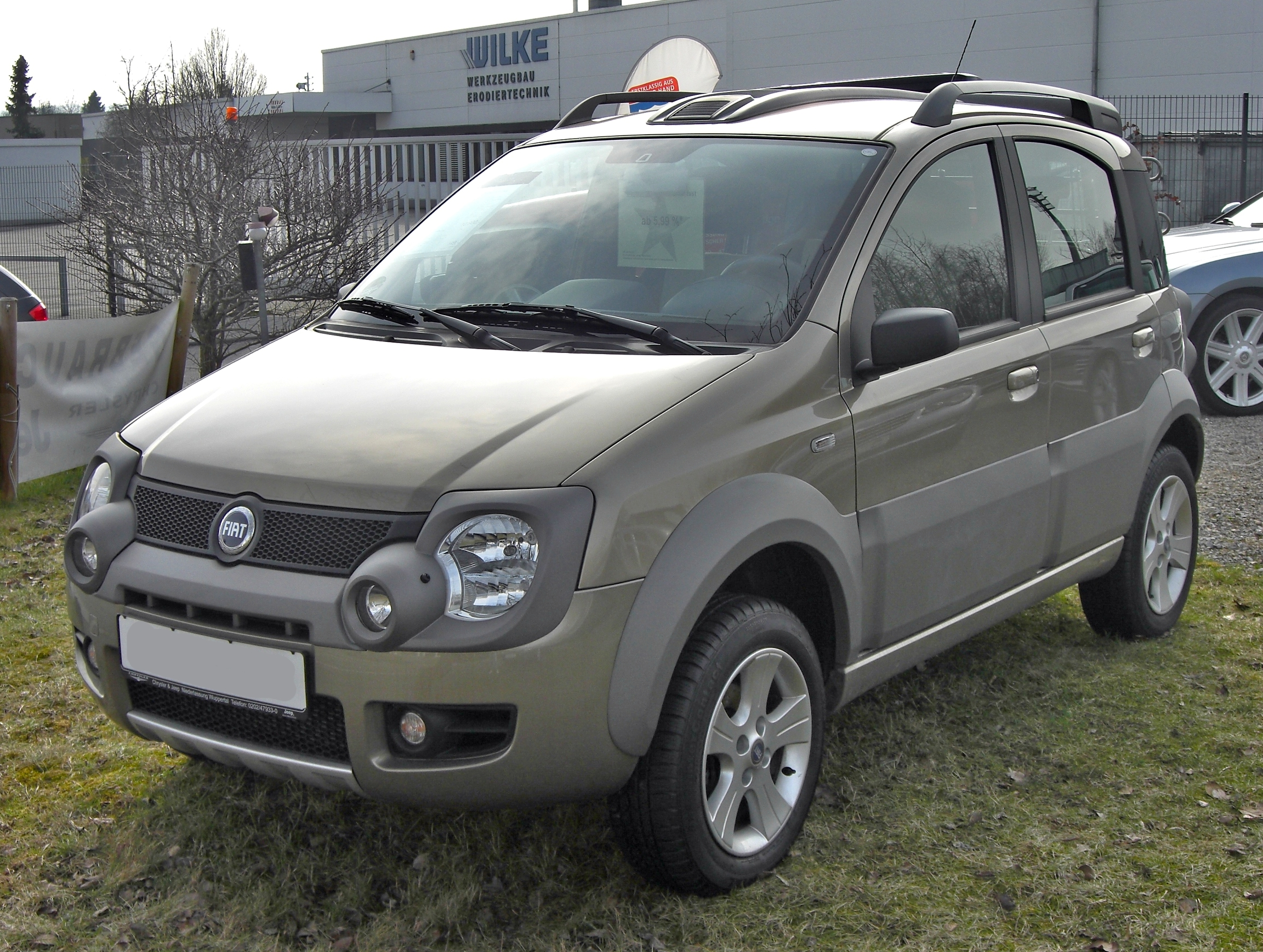
Fiat Panda II Cross

Malgré le succès de la nouvelle Panda, le nouveau directeur général impose une sévère restructuration, en remplaçant toute l'équipe dirigeante et en taillant dans les coûts, sans toucher aux effectifs, et en réorganisant la fabrication. Ce plan rigoureux de réduction des coûts et de relance industrielle est mis en place, qui permet en 2005 un retour aux bénéfices nets pour le groupe.
Cette gestion va rapidement porter ses fruits dès 2005 et stopper la lente descente aux enfers qu'avait connue Fiat Auto. En 2004, l'option de vente de Fiat concernant la branche automobile auprès de General Motors a été rompue, en contrepartie du versement par General Motors d'une indemnité de rupture de 1,55 milliard d'euros en cash plus la restitution de sa participation restante de 10 % dans Fiat Auto, permettant au groupe Fiat de reprendre 100 % de sa filiale automobile et de renouer très rapidement avec ses premiers bénéfices dès la même année.
Libre de ses agissements, Fiat Auto va rapidement passer des alliances industrielles partielles et ciblées. Fiat restructure et modernise rapidement ses lignes de produits et comme l'a admis Luca de Meo, le directeur de la marque, de générer de « l'argent avec une gamme étroite et peu d'investissements » car « il nous faut mettre les investissements sur les voitures qui font les gros volumes, plus de cent mille unités par an […] Fiat doit rester populaire mais redevenir moderne et design ».

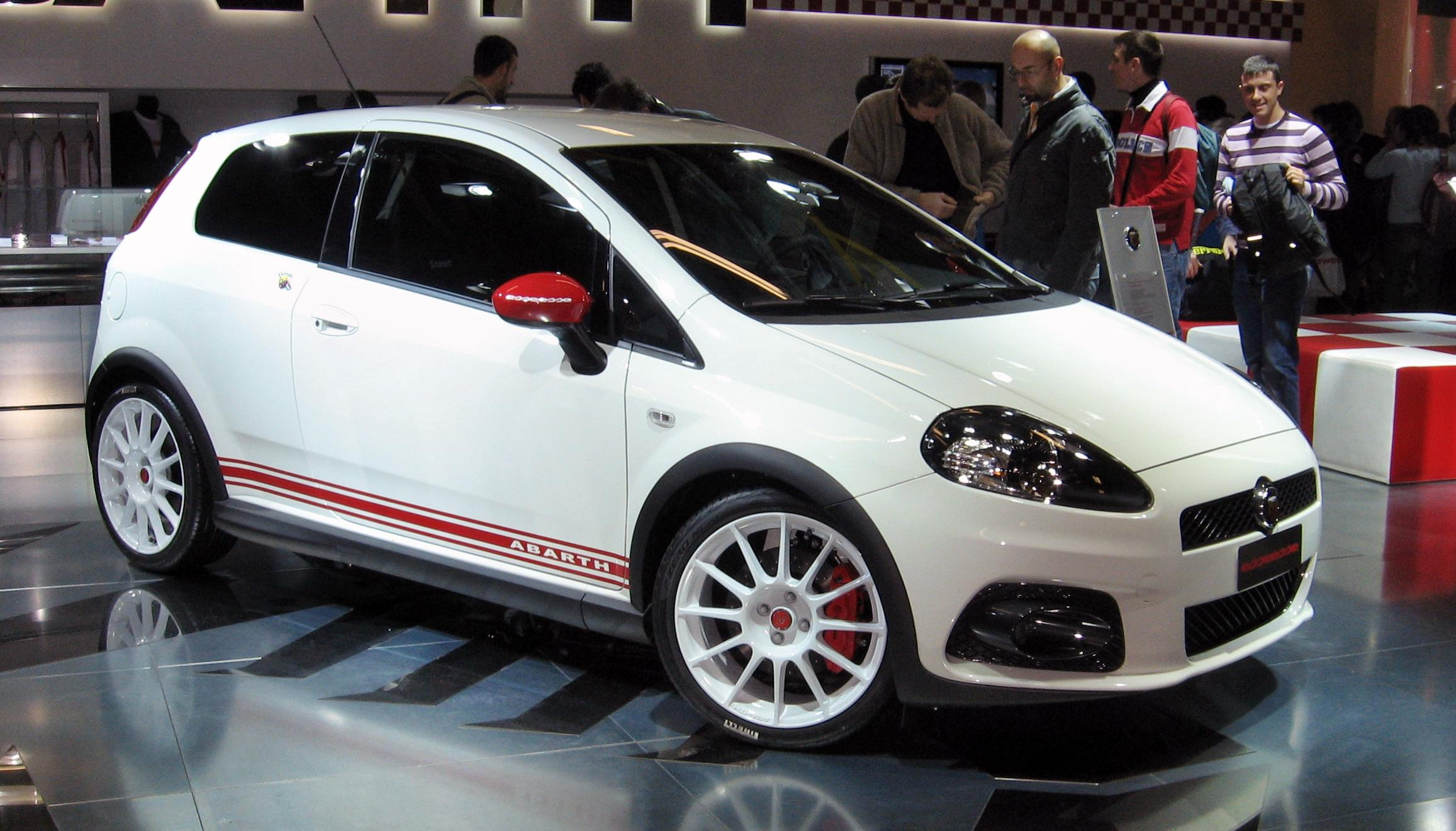
Grande Punto, version Abarth, au Motor Show Bologna 2007.

Cependant, la résurrection est basée sur la Fiat Grande Punto, dessinée par Giorgetto Giugiaro, qui relance les ventes de la firme à l'échelle européenne.
En avril 2006 débute la commercialisation du premier véritable 4 × 4 civil de la marque, la Fiat Sedici, conçu en partenariat avec Suzuki.
En mai 2006, Fiat ouvre à Mirafiori près de Turin, la plus grande concession automobile du monde, regroupant tous les modèles du groupe Fiat soit : Fiat, Alfa Romeo, Lancia, Ferrari et Maserati. La même philosophie de groupe a ensuite conduit FCA à combiner les activités de conservation historique-archivistique des marques individuelles dans un département appelé FCA Heritage, qui s'occupe des musées automobiles et des collections de documents.
Même si le succès actuel d'un seul modèle ne peut rien laisser présager pour l'avenir, les usines tournent désormais à plein régime et Fiat compte maintenir sa croissance des ventes au rythme actuel de 23 % en 2006, remontant de 6,4 % à plus de 9 % au palmarès européen et pronostiquant un bénéfice d'un milliard d'euros pour l'année 2006, et comme l'a souligné Sergio Marchionne, Fiat est redevenu un concurrent sérieux au niveau mondial. En Italie même où le groupe avait, avant les années 1980, 70 % de parts de marché, il est en 2006 repassé au-dessus de la barre des 31 %.
Avec ses premiers bénéfices, Fiat a fait valoir fin septembre 2006 une option de rachat, auprès de Mediobanca qui lui a permis de récupérer les 29 % de Ferrari cédés en 2002 pour environ 800 millions d'euros, portant ainsi son contrôle à 85 %. Les 5 % restants avaient été cédés par la banque au fonds d'investissements Mudabala de Dubaï. Piero Ferrari, le fils d'Enzo possède encore 10 % du groupe. Mi-juillet 2007, la capitalisation boursière du groupe encore moribond trois ans plus tôt est plus élevée (30 milliards d'euros) que celle cumulée de Ford et General Motors (27,5 milliards).

#### Développement international

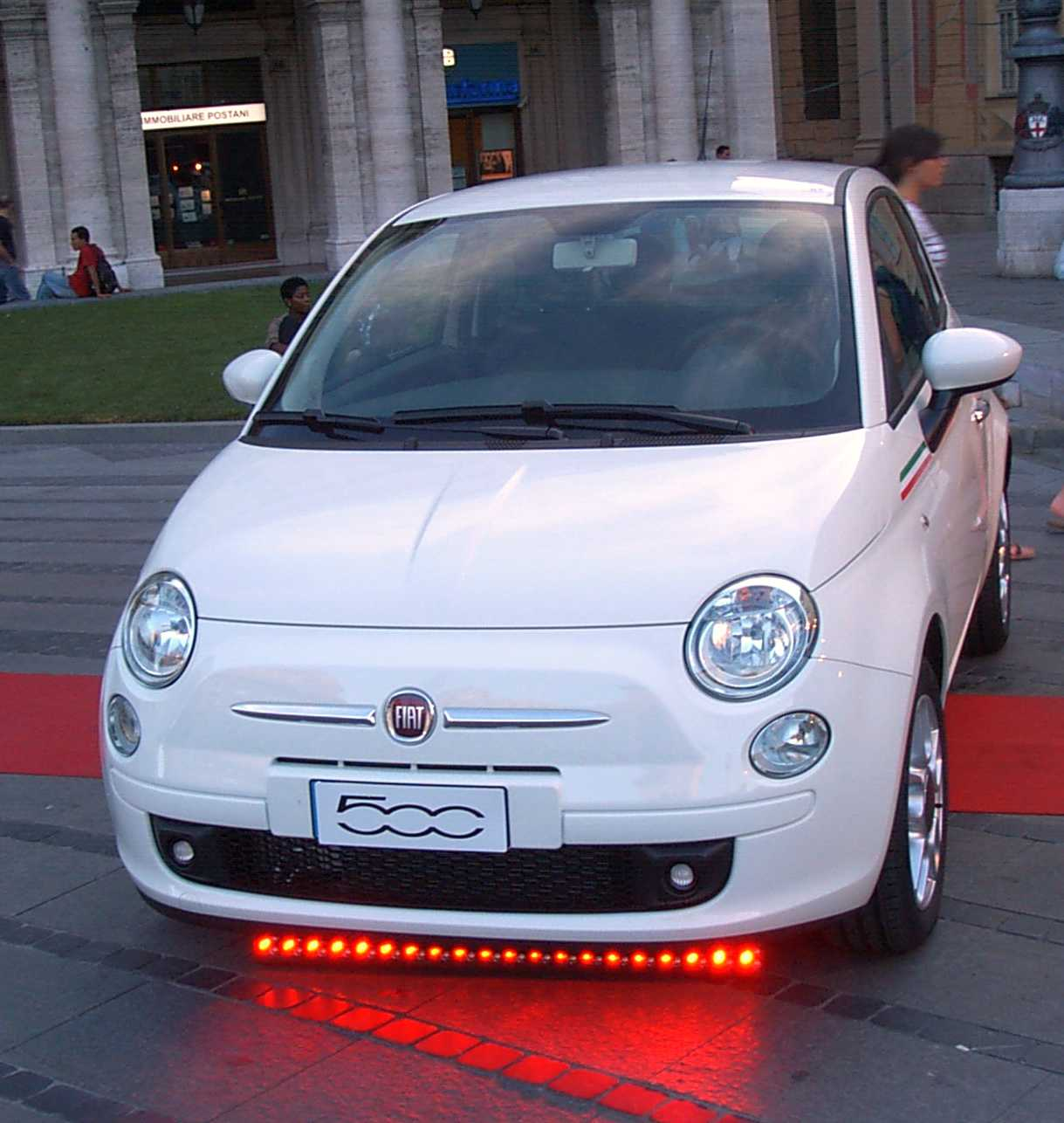
La nouvelle 500.

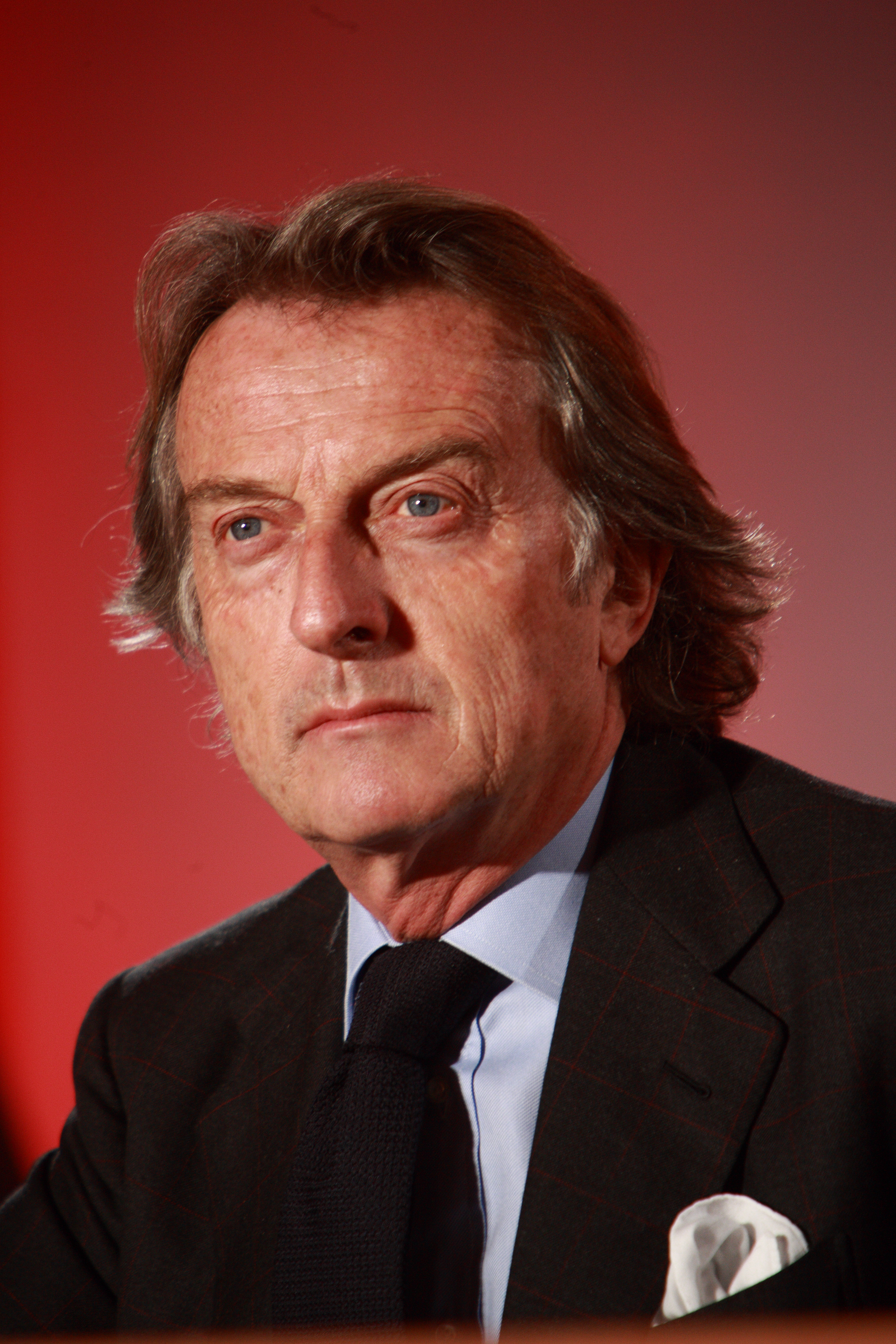
Le président de Ferrari jusqu'au 10 octobre 2014, Luca Cordero di Montezemolo.

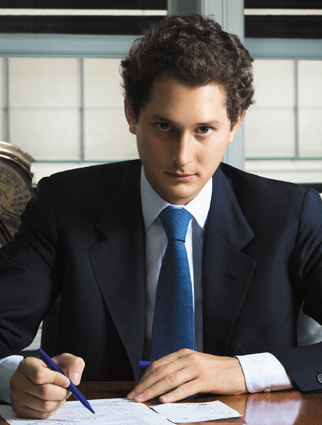
Le président de Fiat Group, John Elkann.

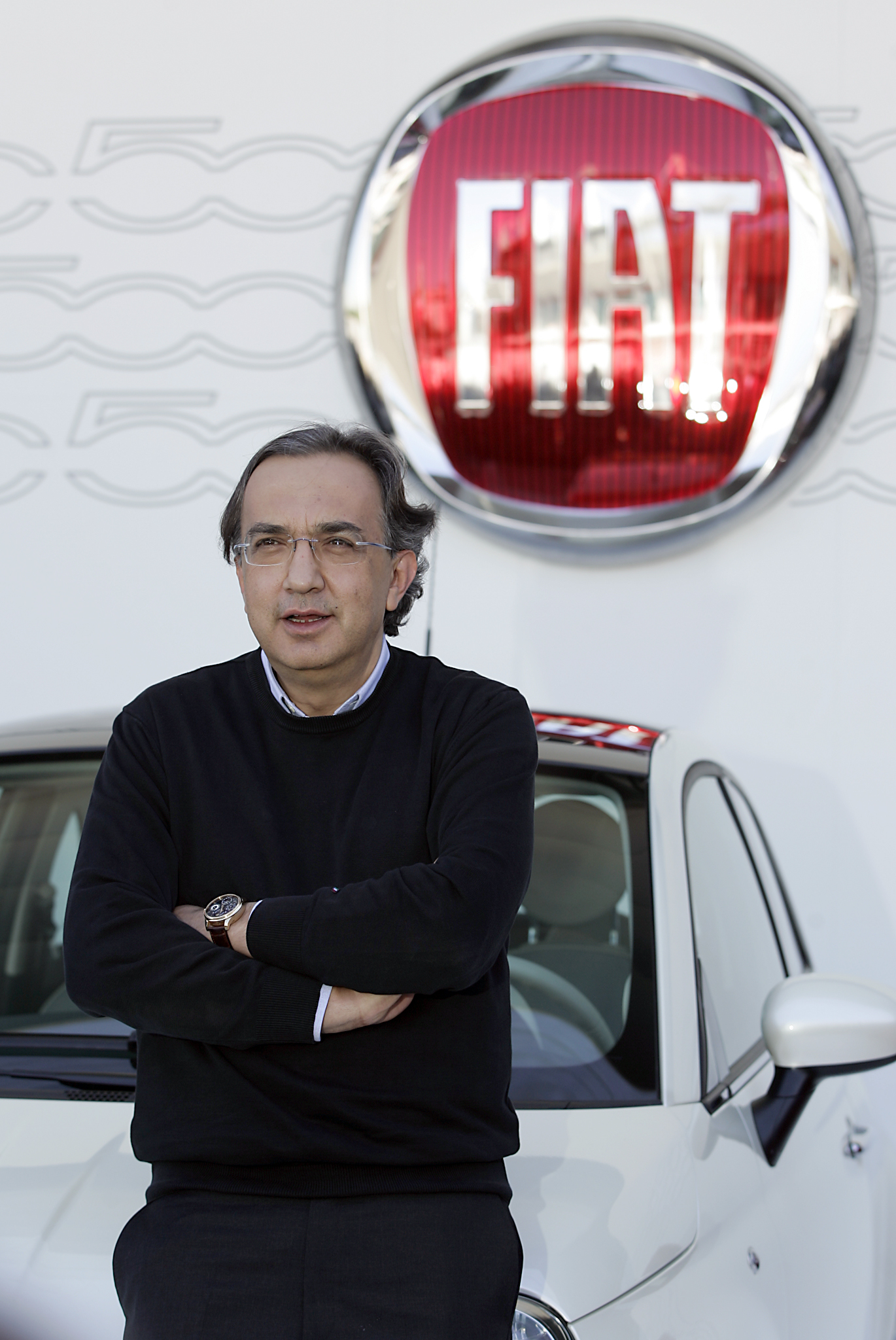
L'administrateur délégué de Fiat Group et président de CNH Industrial, Sergio Marchionne.

L'année 2007 est une année très florissante avec l'arrivée de nombreux nouveaux modèles. Fiat en a annoncé vingt-trois d'ici à 2010. L'objectif du groupe Fiat est de construire dans le monde quatre millions de véhicules automobiles dès 2010.
En janvier 2007, la nouvelle Fiat Bravo est présentée officiellement à Rome. Avec une ligne bien plus gracieuse et italienne que la Stilo qu'elle remplace, elle est assez bien accueillie. Prévue pour une production de 120 000 exemplaires par an sur le site très robotisé de Cassino, la Bravo a déjà dépassé cet objectif, et contribue elle aussi à conforter l'image du constructeur.
Au printemps 2007, au Salon de Genève, la nouvelle Fiat Linea, présentée en avant-première au Salon d'Istanbul en novembre 2006, est lancée sur les marchés émergents comme la Turquie, le Brésil, l'Argentine, l'Inde et la Russie, dans ces pays mêmes où elle sera fabriquée. Ce modèle, ressemblant à une Grande Punto avec coffre est également commercialisée en Europe (Allemagne et Espagne) dès 2008. Ce n'est pas un modèle low cost.
Le 4 juillet 2007, cinquante ans après jour pour jour après le lancement de la mythique Fiat 500 de 1957, est apparue la Fiat 500 III, une voiture suivant la tendance néorétro mise à la mode par la New Beetle (1998-2011) et ensuite la Mini II et III (2001-2014), mais à des tarifs relativement accessibles. Avant même son lancement, 50 000 commandes avaient été passées dans le réseau, et ce juste pour la France et l'Italie. Après à peine un an, Fiat a reçu 250 000 commandes alors que la production, augmentée à trois reprises, plafonne à 190 000 exemplaires par an sur le site polonais de Tychy où sont également produites la Panda et la seconde génération de Ford Ka.
L'excellente situation économique des dernières années a été confirmée par les résultats atteints en 2007 : le chiffre d'affaires a frôlé les 59 milliards d'euros. Une croissance qui s'est révélée homogène entre les différentes régions du monde et les différents secteurs d'activité. Tous y ont en effet contribué avec de nouveaux produits et de nouvelles solutions : l'Alfa Romeo 159 entre en scène, Lancia, pour les cent ans de l'entreprise, présente la New Ypsilon, tandis que de Maranello sort l'innovante 599 GTB Fiorano. Maserati fascine avec le coupé Gran Turismo. Iveco élargit son offre avec des véhicules à faible émission, propose le nouveau Daily et le nouveau Stralis. CNH s'adjuge le titre de « Tractor of the Year 2007 » avec le tracteur T 7000. Mais le symbole et l'emblème de la renaissance et de l'affirmation du groupe est la nouvelle « Cinquecento », élue « Voiture de l'année 2008 ».
En 2008, Fiat achète 70 % du constructeur serbe Zastava pour y produire des véhicules à bas coûts. En septembre 2008, Fiat a investi 700 millions d'euros et le gouvernement de la Serbie 200 millions d'euros dans la rénovation de l'usine Zastava. Le « monstre industriel » issu de ses investissement produira 300 000 véhicules (individuel, Fiat classe A et B, mais aussi car et camion Iveco) par an à destination de la Serbie pour seulement 10 %.
Le 10 juin 2009, le groupe prend 20 % du capital de Chrysler en échange d'accords de coopération technique et commerciale. Fiat envisageait de porter ensuite sa participation à 35 %, puis à 51 % dès lors que Chrysler aurait remboursé la totalité des prêts fédéraux qui lui ont été accordés, soit six milliards de dollars. En juillet 2011, Fiat est monté à 53,5 % du groupe Chrysler et se prépare à monter jusqu'à 58 %.
Depuis le 1er juillet 2010, le groupe Fiat dispose à nouveau d'un espace d'exposition sur l'avenue des Champs-Élysées à Paris, dénommé « MotorVillage ».
En octobre 2013, Fiat rachète la participation de General Motors dans le fabricant de moteurs Diesel VM Motori et en devient le seul actionnaire.

### 2019: Transfert du siège social dans l'usine Mirafiori
En 2019, Le siège social quitte le batiment historique du Lingotto et s'installe dans les locaux de l'usine Mirafiori. Puis en 2021, la maison mère de Fiat, Stellantis, signe un accord de vente du Lingotto avec Reply un fournisseur de service numériques. La vente du Lingotto est finalisée par Stellantis en février 2022.

### Rachat de Chrysler
En avril 2009, Chrysler se déclare en faillite et se place sous la protection du chapitre 11 de la loi américaine sur les faillites. Chrysler dépend alors d'un marché américain sinistré par la crise économique de 2008, d'une gamme vieillissante et gourmande en carburant ; ses ventes dépassent à peine un million de véhicules.
L'État fédéral américain apporte alors six milliards de dollars pour permettre au troisième constructeur américain de poursuivre son activité.
Le P-DG de Fiat, Sergio Marchionne, parvient alors à négocier un accord avec les créanciers de Chrysler, l'État américain et l'État canadien, selon lequel Fiat obtient immédiatement 20 % du capital du constructeur américain en faillite ainsi que sa direction opérationnelle, en échange de l'apport de sa technologie et de nouveaux modèles. Aux termes de l'accord, Fiat acquerra également gratuitement 3 tranches supplémentaires de 5 % du capital de Chrysler en respectant des critères portant sur le rétablissement du constructeur américain. Et pourra finalement détenir la majorité du capital de Chrysler lorsque l'État fédéral américain sera intégralement remboursé.
En juin 2009, Fiat acquiert 20 % de Chrysler.
En janvier 2011, à la suite de l'accord de juin 2009, Fiat porte sa part dans Chrysler à 25 %, puis en avril 2011 à 30 %. En mai 2011, Chrysler rembourse 7,5 milliards de dollars aux États américain et canadien, ce qui autorise Fiat à racheter 16 % supplémentaires de Chrysler pour 1,27 milliard de dollars. En juillet 2011, Fiat rachète les dernières actions détenues par les États américain et canadien, soit 7,5 % du capital, pour 640 millions de dollars et devient majoritaire,.
Enfin en janvier 2012, Fiat obtient la troisième et dernière tranche de 5 %, contre le démarrage de la production d'une voiture économe, consommant moins de 6 litres de carburant aux 100 kilomètres, basée sur un châssis Fiat (en fait le châssis de l'Alfa Romeo Giulietta), et produite dans l'usine de Belvidere dans l'Illinois. Il s'agit de la Dodge Dart, présentée au Salon de Détroit de janvier 2012.
Fiat possède donc en janvier 2012 58,5 % du capital de Chrysler, le solde étant encore détenu par le fonds de pension VEBA du syndicat américain de l'automobile UAW.
L'association Fiat-Chrysler doit permettre aux deux groupes, l'un présent essentiellement aux États-Unis, l'autre en Europe et au Brésil, d'étendre leur présence géographique et de développer leur gamme. Ainsi, la Chrysler 300, dans sa seconde génération, sera commercialisée en Europe sous la marque Lancia (Lancia Thema) fin 2011, la Fiat 500 est produite et commercialisée aux États-Unis, un Crossover turbodiesel de 2 litres Fiat, le Fiat Freemont, est développé sur une base Dodge et commercialisé en Europe, une Jeep va être produite à Turin en 2013, et Alfa Romeo va bénéficier du réseau de concessionnaires Dodge pour revenir sur le marché américain.
En 2010, Chrysler représente 42 milliards de dollars de chiffre d'affaires, 51 600 collaborateurs et des ventes de 1,5 million de véhicules. Le but affiché de Sergio Marchionne est d'atteindre six millions de véhicules vendus en rapprochant les deux groupes, contre quatre millions de ventes combinées en 2010. Chrysler doit sortir vingt-et-un nouveaux modèles entre 2009 et 2014, dont 60 % conçus avec des châssis Fiat. Sur son principal marché, les États-Unis, les ventes de Chrysler ont augmenté de 16,5 % en 2010 et de 26 % en 2011. 
En septembre 2010, Fiat Group S.p.A. décide de se scinder en deux entités distinctes : d'une part Fiat Group Automobiles, regroupe les activités automobiles du groupe ; d'autre part Fiat Industrial, regroupe les activités industrielles : véhicules utilitaires, machines agricoles et engins de chantier. Chaque actionnaire reçoit, le 3 janvier 2011, 1 action de chacun des deux nouveaux groupes pour une action de l'ancien groupe.
En juin 2009, Fiat Automobiles devient le principal actionnaire du groupe américain Chrysler LLC. Fiat Group consolide le bilan de Chrysler dans ses comptes depuis le 1er juin 2011. En juin 2012, cette participation s'élève à 61,8 %. Elle est portée à 100 % le 1er janvier 2014.
Le 1er janvier 2014, Fiat annonce le rachat de 41,46 % des actions de Chrysler qu'il ne détenait pas encore pour 4,35 milliards de dollars ; rachat effectué à la fin du même mois. Le groupe est renommé Fiat Chrysler Automobiles.
Depuis le 1er janvier 2014, Fiat Group Automobiles, devenu Fiat Chrysler Automobiles, est recentré sur les activités automobiles. Elle possède sept filiales, provenant d'une part de Fiat Group Automobiles : marques Fiat, Lancia, Alfa Romeo, Abarth, Maserati (100 %), Ferrari (90 %), Fiat Professional et d'autre part de Chrysler (Chrysler, Dodge, Ram Trucks et Jeep). Elle possède également les équipements automobiles Magneti Marelli (100 %), Fiat Powertrain Technologies (100 %), Teksid (84,8 %), et le fabricant de machines-outils pour l'automobile Comau (100 %). La fusion entre Fiat et Chrysler est adopté par l'assemblée des actionnaires de Fiat S.p.A. le 1er août 2014.
En janvier 2014, à la suite du rachat du groupe Chrysler LLC, Fiat Group S.p.A. englobe :
- Activités automobiles :
  - Fiat Chrysler Automobiles - FCA S.p.A., née de la fusion de Fiat S.p.A. et de Chrysler, qui possède les marques automobiles Fiat, Lancia, Alfa Romeo, Maserati, Abarth,
  - les utilitaires Fiat Professional
  - le groupe américain Chrysler avec les marques : Dodge, Jeep, RAM et Chrysler,
  - les équipementiers automobiles Fiat Powertrain Technologies, Magneti Marelli, Teksid, le fabricant de machines-outils pour l'automobile Comau,
  - les participations dans la presse (la Stampa, Corriere della Sera)[4]. Fiat Group a réalisé en 2010 un chiffre d'affaires de 35,9 milliards d'euros pour un résultat net de 600 millions d'euros[34] ;
- Activités industrielles :
  - CNH Industrial, née de la fusion de Fiat Industrial et de CNH Global, 
    - les camions et autobus IVECO, Irisbus, Astra SpA, Magirus,
    - les machines agricoles et les engins de chantier sous les marques Case, New Holland, Steyr, Kobelco,
    - les générateurs et moteurs de bateaux FPT Industrial[4]. Fiat Industrial Group a réalisé en 2010 un chiffre d'affaires de 21,3 milliards d'euros pour un résultat net de 378 millions d'euros[35].

## Activités automobiles: Fiat Group Automobiles

### Situation en 2010
Fiat Group Automobiles a réalisé un chiffre d'affaires de 27,9 milliards d'euros en 2010, avec 57 611 collaborateurs. Ses ventes se sont élevées à 1 165 000 véhicules en Europe dont 625 000 en Italie et 120 000 en France, son deuxième marché européen. À 761 000 véhicules au Brésil, où Fiat est leader avec 22,8 % de parts de marché. Et à 154 000 véhicules dans le reste du monde : en Argentine avec 10,4 % de parts de marché, en Turquie avec 14,6 % de parts de marché. Soit au total 2,08 millions de véhicules vendus à travers le monde.
Fiat Professional est spécialiste des véhicules utilitaires légers.
Maserati a vendu en 2010 5 675 voitures, en hausse de 26,4 %, dont 1 964 GranCabrio, 2 259 GranTurismo et 1 452 Quattroporte, pour un chiffre d'affaires de 586 millions d'euros et avec 696 collaborateurs. Les principaux marchés de Maserati sont les États-Unis, l'Italie, la Grande-Bretagne et la Chine.
Ferrari a vendu en 2010 6 461 voitures, avec les modèles California, 458 Italia, les séries limitées 599 GTO et SA Aperta. Ferrari a réalisé un chiffre d'affaires de 1,9 milliard d'euros et emploie fin 2010 2 721 collaborateurs.
Les équipements automobiles Magneti Marelli ont représenté 5,4 milliards d'euros de chiffre d'affaires en 2010, dans les domaines de l'éclairage (1,6 milliard d'euros de chiffre d'affaires), contrôle moteur (électronique de contrôle, pompes à injection, etc., pour 967 millions d'euros), systèmes de suspension (583 millions), pare-chocs (400 millions), systèmes électroniques (623 millions), systèmes d'échappement (614 millions), composants et modules en plastique (500 millions).
Fiat Powertrain produit des moteurs et des boites de vitesses pour automobiles et véhicules utilitaires légers. Son chiffre d'affaires 2010 s'élève à 4,2 milliards d'euros.
Teksid fabrique des pièces métalliques (fonte, magnésium, aluminium) pour les moteurs, avec un chiffre d'affaires 2010 de 776 millions d'euros.
Comau fabrique des machines-outils pour les constructeurs automobiles, avec un chiffre d'affaires 2010 de 1,02 milliard d'euros.
La répartition géographique des activités de Fiat Group sont en 2010 :
| Zone géographique  | Chiffre d'affaires (%) | Collaborateurs (%) | Usines | Centres de R&D |
| ------------------ | ---------------------- | ------------------ | ------ | -------------- |
| Italie             | 27,3                   | 45,8               | 44     | 30             |
| Europe hors Italie | 33,0                   | 17,9               | 29     | 13             |
| Amérique du Nord   | 3,1                    | 1,2                | 6      | 3              |
| Mercosur           | 27,9                   | 28,7               | 18     | 5              |
| Reste du monde     | 8,7                    | 6,4                | 16     | 7              |

Les différentes filiales de Fiat Group Automobiles dans le monde sont :
- Fiat Automoveïs au Brésil ;
- Fiat Concord en Argentine ;
- Fiat Chile au Chili ;
- Fiat-Tofas en Turquie ;
- Fiat-GAIC en Chine ;
- Fiat Mekong au Viêt Nam ;
- Fiat South Africa en Afrique du Sud ;
- Fiat Sollers en Russie, (après avoir créé de toutes pièces la marque Lada en 1966) ;
- FIAV C.A. au Venezuela ;
- Fiat El Nasr en Égypte ;
- Fiat India, qui a constitué une coentreprise avec le construteur indien Tata Motors en janvier 2007 ;
- Fiat PIDL en Iran ;
- Fiat Serbia depuis le rachat de 70 % de l'entreprise serbe Zastava en 2008.

Fiat Group possède également des participations dans les médias :
- RCS MediaGroup, Éditions Rizzoli-Corriere della Sera (9,81 %) ;
- Itedi, Italiana Edizioni Spa, éditeur de La Stampa (100 %).

### Composants et systèmes de production

Magneti Marelli.

Le secteur des composants et des systèmes de production est composé de quatre sociétés :
- Fiat Powertrain Technologies (FPT) regroupe toutes les activités relatives aux motopropulseurs du groupe Fiat : moteurs et boîtes de vitesses pour voitures, véhicules utilitaires légers, moyens et lourds, autobus, outillages industriels, industrie nautique de plaisance et professionnelle, générateurs de courant, etc. ;
- Magneti-Marelli conçoit et produit des systèmes et des composants à haute technologie pour des véhicules dans le domaine de l'éclairage avec Automotive Lighting, des systèmes électroniques, du contrôle moteur, des suspensions et des amortisseurs, des systèmes d'échappement déchargement, des sports motorisés. Elle opère également dans le domaine de la distribution de pièces de rechange au marché indépendant ;
- Teksid fournit des blocs moteurs, des culasses et autres composants en fonte ; composants pour transmissions, boîtes de vitesses et suspensions en fonte et culasses en aluminium ;
- Comau produit des systèmes d'automation industrielle (robotique) pour le secteur automobive et tous véhicules, comprenant ingénierie du produit et des process, gestion, fabrication, installation, mise en service et maintenance des installations de production.

### Édition et communication
Le groupe opère dans le domaine éditorial avec l'Éditrice La Stampa SpA et dans le secteur de la vente d'espaces publicitaires avec Publikompass SpA.
En février 2016, Fiat Chrysler Automobiles annoncera la vente de ses activités de presse incluant une participation de 77 % dans La Stampa, au Groupe L'Espresso détenant notamment le quotidien La Repubblica, contre une participation de 16 % dans l'ensemble créé par cette opération. Cette dernière participation est prévue pour être distribuée aux actionnaires de Fiat Chrysler Automobiles par la suite.

## Activités industrielles: CNH Industrial
Créée en 1907, la division poids lourds Fiat V.I. a fabriqué et commercialisé sous son nom un nombre considérable de véhicules de tous types, camions légers, lourds, très lourds, militaires, spéciaux, et sa division Fiat Bus les bus et autobus.
Après le rachat de nombreux autres constructeurs en Italie et dans le monde, Fiat V.I. s'est hissé au second rang européen dans la spécialité.
C'est en 1975 que cette division qui se composait alors des marques Fiat V.I., Fiat-OM, Lancia V.I., Unic-Fiat et Magirus, se transforme en une seule marque et devient Iveco.
Créé en septembre 2010, Fiat Industrial regroupe les activités machines agricoles, engins de chantier, poids lourds, moteurs de bateaux et générateurs de l'ancien groupe Fiat. Ces activités ont été séparées de Fiat Group et cotées en Bourse le 3 janvier 2011. En 2013, Fiat Industrial fusionne avec sa filiale CNH Global pour devenir CNH Industrial.

### Véhicules industriels
Le secteur des véhicules industriels est représenté par le groupe Iveco qui conçoit, produit et commercialise une gamme complète :
- véhicules industriels sous la marque Iveco ;
- autobus, trolleybus et autocars sous la marque Irisbus ;
- camion d'incendie et de secours sous les marques Iveco Magirus, Camiva ;
- véhicules pour usages spéciaux sous les marques Iveco, Astra et Magirus.

Iveco offre en outre des services de financement au réseau de vente et de location.
La division Fiat V.I. eut des liens privilégiés avec un grand nombre d'autres constructeurs comme :
- Officine Meccaniche (OM) de Brescia. Constructeur italien implanté à l'Est de Milan dont les productions spécifiques de camions de gamme moyenne ont été complètement intégrées dans la gamme Fiat. OM Tigrotto, OM Leoncino, Cerbiatto, Daino, et de gros tonnages, OM Titano utilisé en version chantier en configuration 8 × 4 également pour les transports exceptionnels ;
- SPA ;
- Astra SpA.

À l'étranger :
- ex-Yougoslavie : Zastava. Création en 1955 avec le petit Fiat 621, puis les Fiat 615, OM Leoncino et Fiat 50 puis Iveco Daily, Fiat Zeta, Fiat Turbo Zeta ;
- Turquie : Otoyol : création en 1960 avec les fameux Fiat 682, Fiat 619 rebadgés Fiat 169, et toute la gamme Iveco depuis 1975. Arrêt des fabrications en mars 2007 ;
- Argentine : Fiat 640, Fiat 682, Fiat 619, Fiat 697, Iveco TurboStar, Iveco EuroTech, Iveco EuroTrakker et la nouvelle gamme Iveco depuis 1975 ;
- Brésil : depuis 1950 F.N.M. F.N.M. acquis à l'origine une licence pour un camion légendaire Isotta Fraschini qui fut construit en 300 exemplaires en deux ans. Puis FNM se tourna vers Alfa Romeo, qui fabriquait également des camions à cette époque, pour le fameux Alfa Mille. Alfa Romeo acquis 30 % du capital de FNM que Fiat repris en 1970 après l'intégration d'Alfa Romeo dans son giron. Depuis, Fiat fabrique tous les modèles de sa gamme, devenue Iveco en 1975 ;
- Nigeria : Fiat a toujours eu une très forte réputation et une clientèle fidèle en Afrique. Son fameux Fiat 682 y est toujours en service plus de 35 ans après l'arrêt de sa fabrication, en Afrique même. Le Fiat 682 est surnommé « le Roi de l'Afrique ». Iveco y construit ses modèles localement ;
- Tunisie : STIA est un petit constructeur qui assemble en CKD les modèles Daily, TurboZeta, Iveco Eurocargo, Iveco EuroTech et Iveco EuroTrakker, mais aussi des autobus et autocars Iveco ;
- Maroc : avec un carrossier partenaire local, Iveco assemble des bus urbains pour le Maghreb. Huit cents Iveco EuroClass simples et articulés ont été commandés ;
- Chine : Iveco et Shanghai Automotive Industry Corporation (SAIC) sont partenaires pour la fabrication de la gamme lourde Iveco pour le marché chinois des gros porteurs. Iveco à travers sa filaile chinoise NAVECO fabrique déjà sur place depuis 1990 la gamme Daily au rythme de 100 000 véhicules par an ;
  - en coentreprise, Iveco construit en Chine une gamme de bus urbains, autobus et autocars de grand tourisme ;
- France :
  - après le rachat de Renault Bus et de Heuliez, Iveco-Irisbus reste le seul constructeur encore présent en France dans ce domaine,
  - Iveco avait intégré UNIC-Fiat lors de sa création en 1975, mais la fabrication a été arrêtée après qu'Iveco ait été exclu d'un appel d'offres de l'armée, car considéré comme étranger ;
- Allemagne : après le rachat de Magirus, Iveco construit ses camions de ligne lourds et des autobus ;
- Espagne : Pegaso-ENASA, a été intégré en 1990 au groupe Iveco. Constructeur réputé de véhicules industriels proposait une gamme étendue de camions, autocars et autobus ;
- Russie : URALAZ construit toute la gamme extra lourde Iveco sur la base des Iveco TurboStar et Iveco EuroTrakker ;
- Inde : coopération avec ASHOK et partenariat avec Tata.

### Engins de travaux publics
Regroupé au sein de CNH Industrial, le secteur des engins de travaux publics du groupe Fiat a subi quelques évolutions dans le temps.
Fiat a créé une division spécifique au lendemain de la Première Guerre mondiale sous le label « FIAT ». Puis se sont rapidement greffées les marques OM et SIMIT, constructeurs de pelles mécaniques, pour créer FIAT MMT.
Ce n'est qu'en 1974 que Fiat lança sa première grande coopération internationale en reprenant l'américain Allis Chalmers pour créer Fiat-Allis.
En 1986, Fiat conclut un accord de collaboration avec le japonais HITACHI dans le domaine des excavateurs de forte puissance et créa Fiat-Hitachi.
Durant cette période, Fiat MMT rachètera l'italien Benati et l'allemand O&K.
La coentreprise Fiat-Hitachi est dissoute en 2001, le japonais voulant reprendre son indépendance.
Fiat reprend alors l'autre grand constructeur japonais Kobelco et l'intègre dans son groupe CNH Global, créé en 2002, avec la marque New Holland qui diffuse aujourd'hui l'ensemble des produits dans le monde.

### Matériel agricole
Connu sous les marques traditionnelles Fiat, OM, et en Europe, le groupe FiatAgri a réuni ses marques associées comme Someca en France, pour former FiatGeotec.
Après le rachat de la division Ford agriculture et camions, les nouveaux produits de la gamme globale Fiat ont souvent été diffusés sous le label New Holland. Depuis sa création en 1895 par Abel Zimmerman à New Holland en Pennsylvanie, la société New Holland a toujours fabriqué des machines agricoles. Jusque dans les années 1980, l'essentiel de son activité réside dans la conception, la fabrication et la vente de moissonneuses-batteuses ainsi que de presses.
En 1986, Ford Motor Company rachète la société, la fusionne avec son activité agricole et la renomme Ford New Holland. Cette fusion permet à Ford de proposer à ses clients agriculteurs à la fois des tracteurs et des matériels de récolte.
En 1991, Fiat Group achète 80 % des parts de la société Ford New Holland et l'intègre à sa division agriculture FiatAgri. En 1994, Fiat devient le propriétaire intégral. Fiat renomme alors la société qui retrouve son nom d'origine « New Holland ». De même que l'a fait Ford, Fiat choisit d'inclure les modèles agricoles produits par FiatAgri sous le nom commercial New Holland, permettant au constructeur de proposer aux agriculteurs une gamme d'équipements très vaste et adaptée aux spécificités des marchés américains et européens (tracteurs, outils, moissonneuses, engins spécialisés dans la viticulture avec le rachat de Braud).
Enfin en 1999, Fiat SpA rachète Case Corporation. New Holland fusionne en 2001 avec Case IH formant la société CNH Global-Case New Holland, spécialisée dans la production d'engins agricoles et de chantier.
Par contre, contrairement à ce qui s'est produit lors des deux précédentes fusions, CNH choisit de conserver les marques Case et New Holland. Les deux marques proposent aux agriculteurs un certain nombre de machines communes, (tracteurs Magnum/TG/T8000 par exemple) mais conservent également dans leur catalogue des matériels spécifiques (matériels viticoles vendus par New Holland sous la marque Braud).
En 1999, Fiat Holding rachète le groupe américain Case Corp. et l'englobe dans sa gamme de matériels agricoles et travaux publics. En 2000, la marque globale du groupe Fiat dans le domaine devient CNH Global - Case New Holland.
Avec cette acquisition, toutes les anciennes marques ne sont plus commercialisées sauf sur certains marchés atypiques, comme l'Autriche où Steyr est restée la référence.
Le label CNH Industrial rassemble maintenant les divisions matériels agricoles et engins de travaux publics. Il regroupe les noms réputés qui ont marqué le monde de l'agriculture comme : FiatAgri, Someca, Laverda, Braud, Flexicoil, Ford, International Harvester, New Holland, Case, Claeys, Steyr et bien d'autres.

## Identité visuelle (logo)

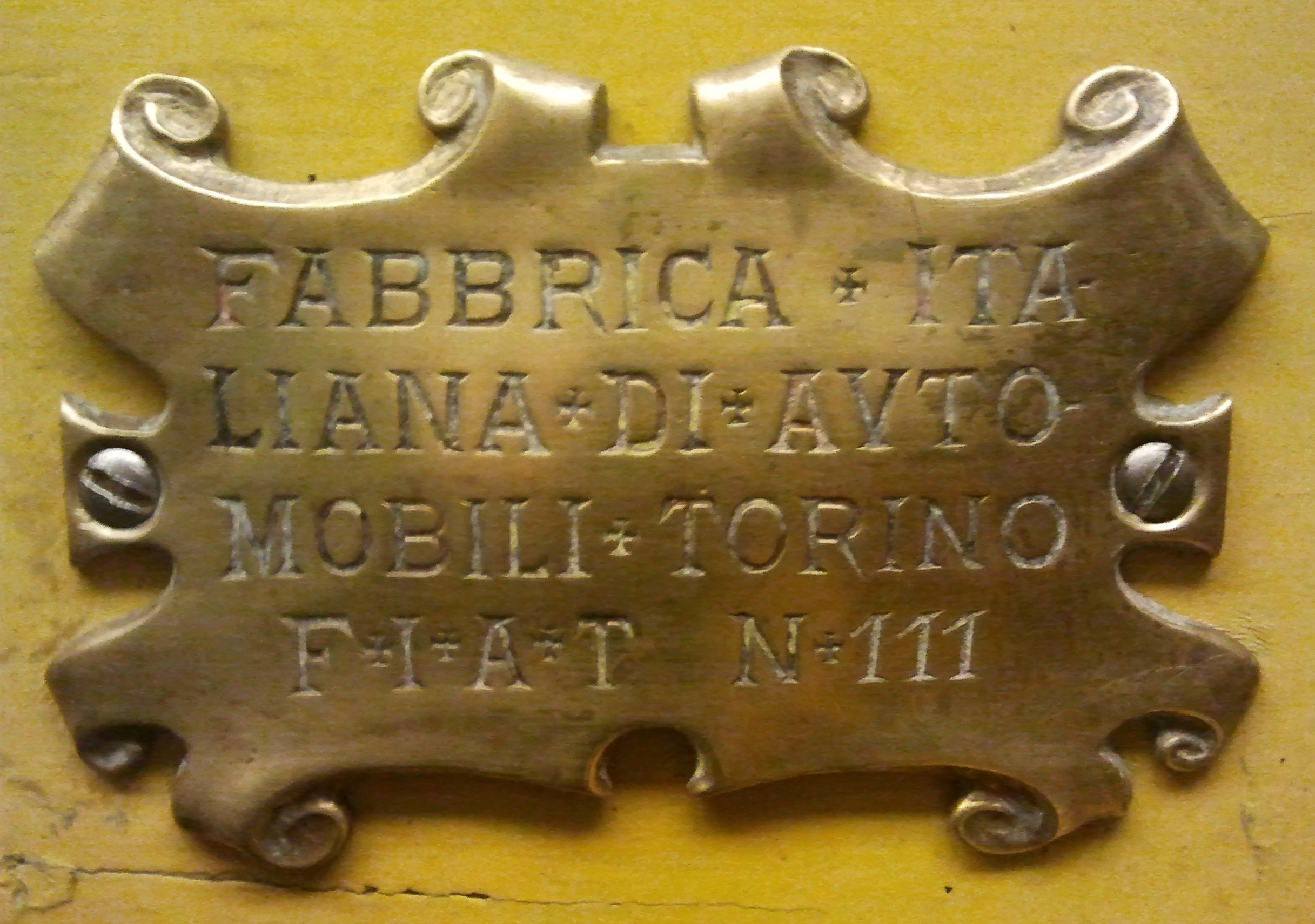
1899-1901
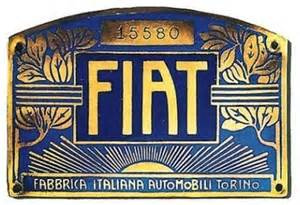
1901-1904
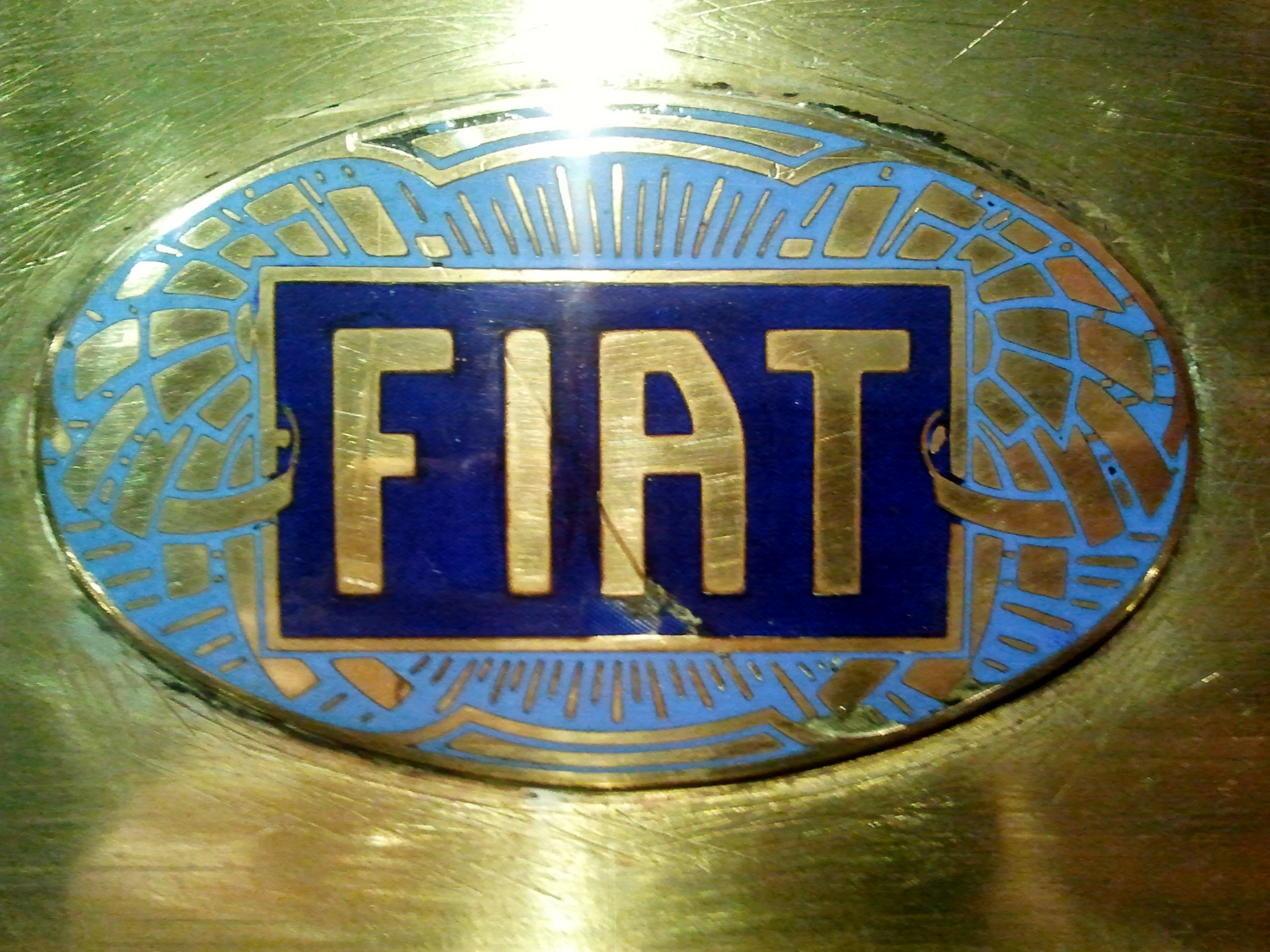
1904-1921
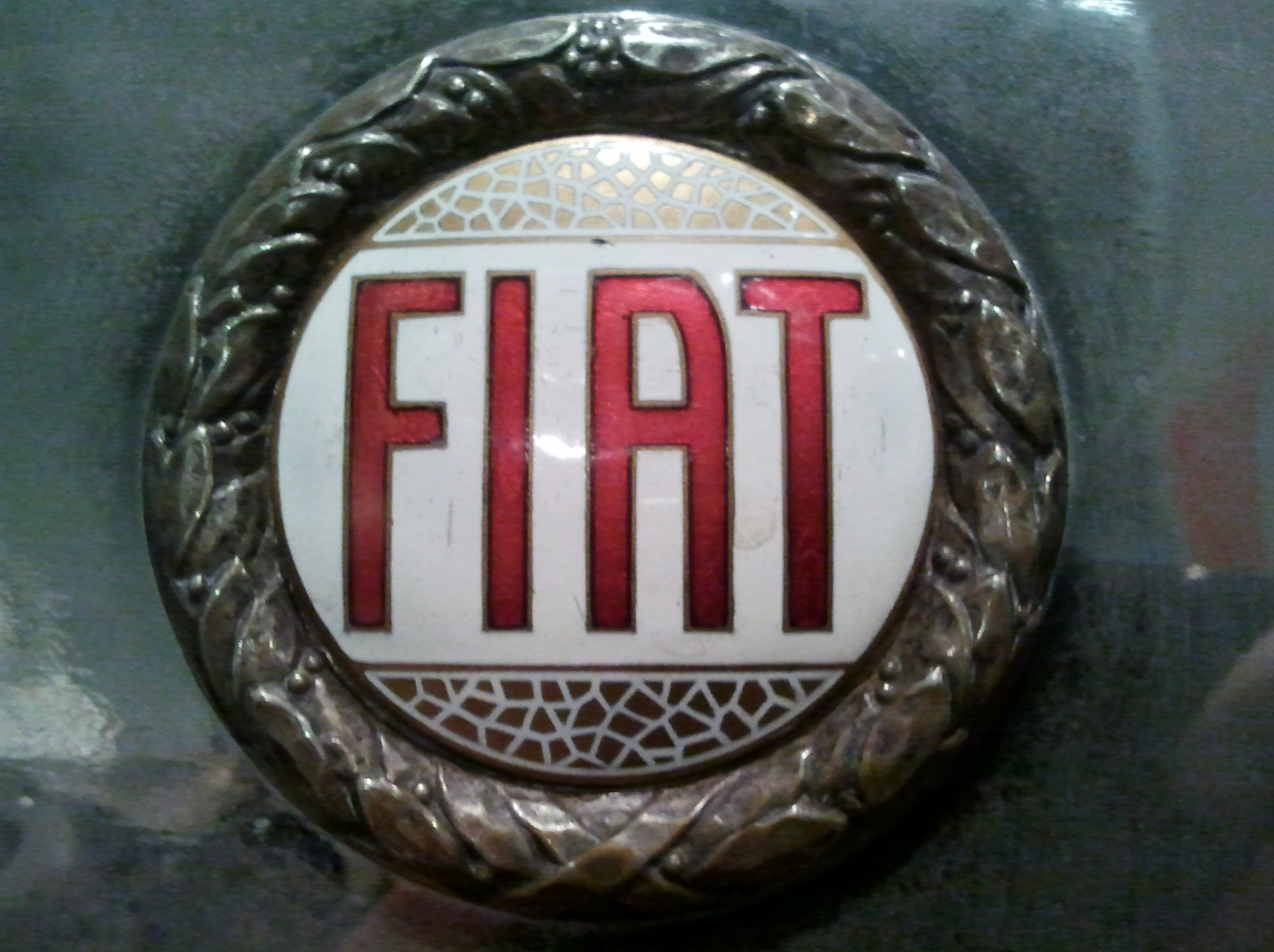
1921-1925
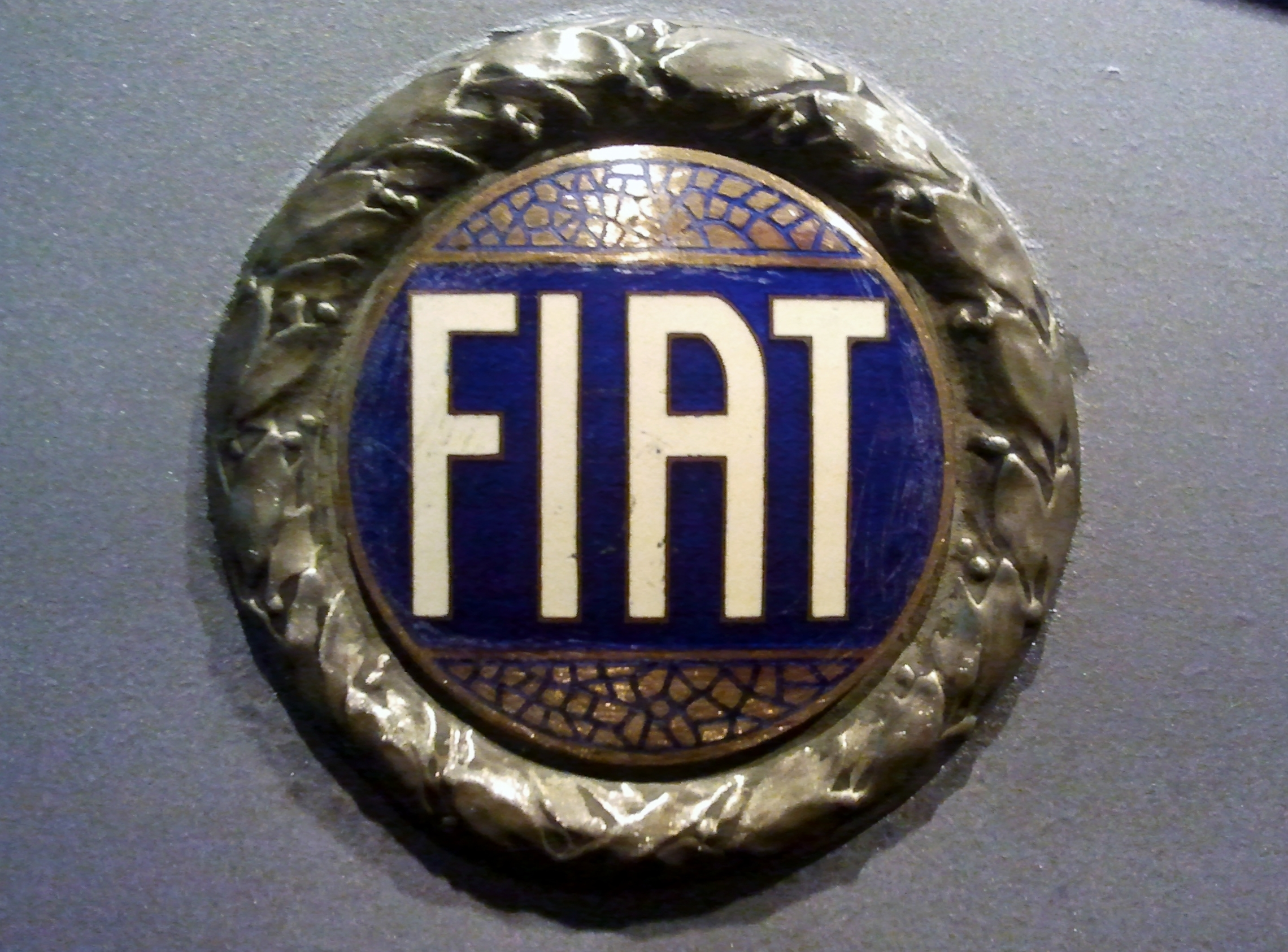
1925-1929
1929-1931
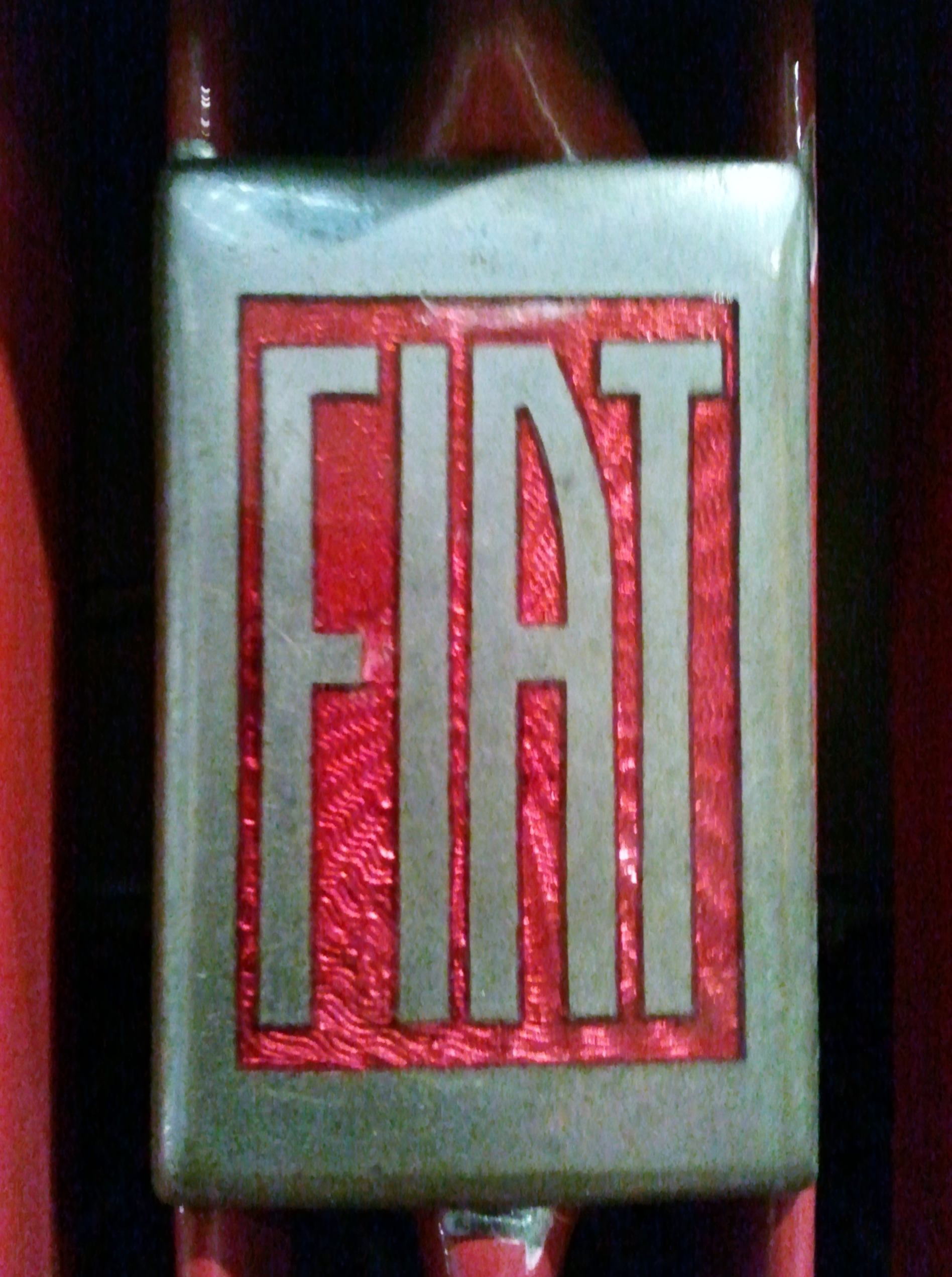
1931-1932
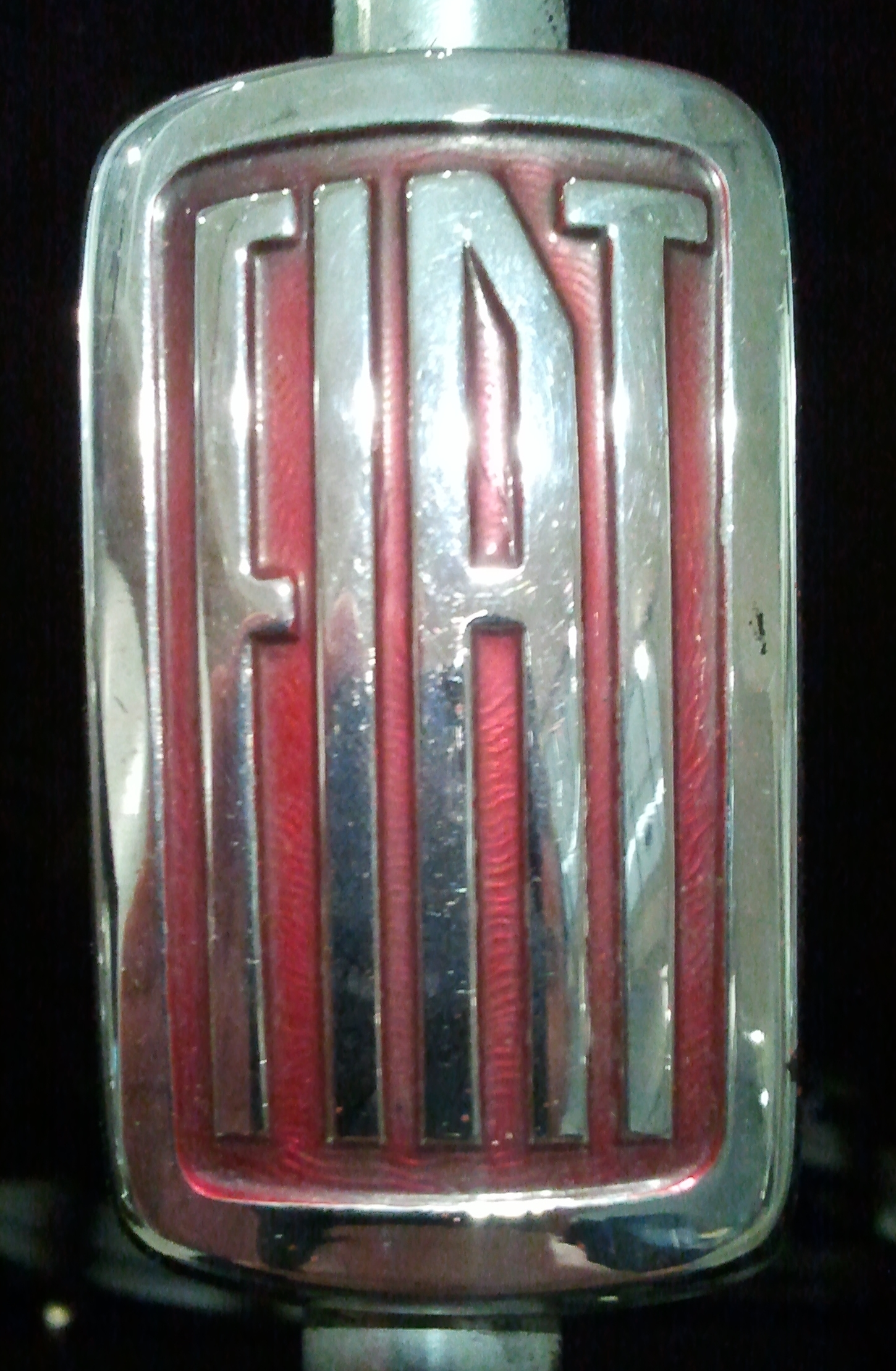
1932-1938
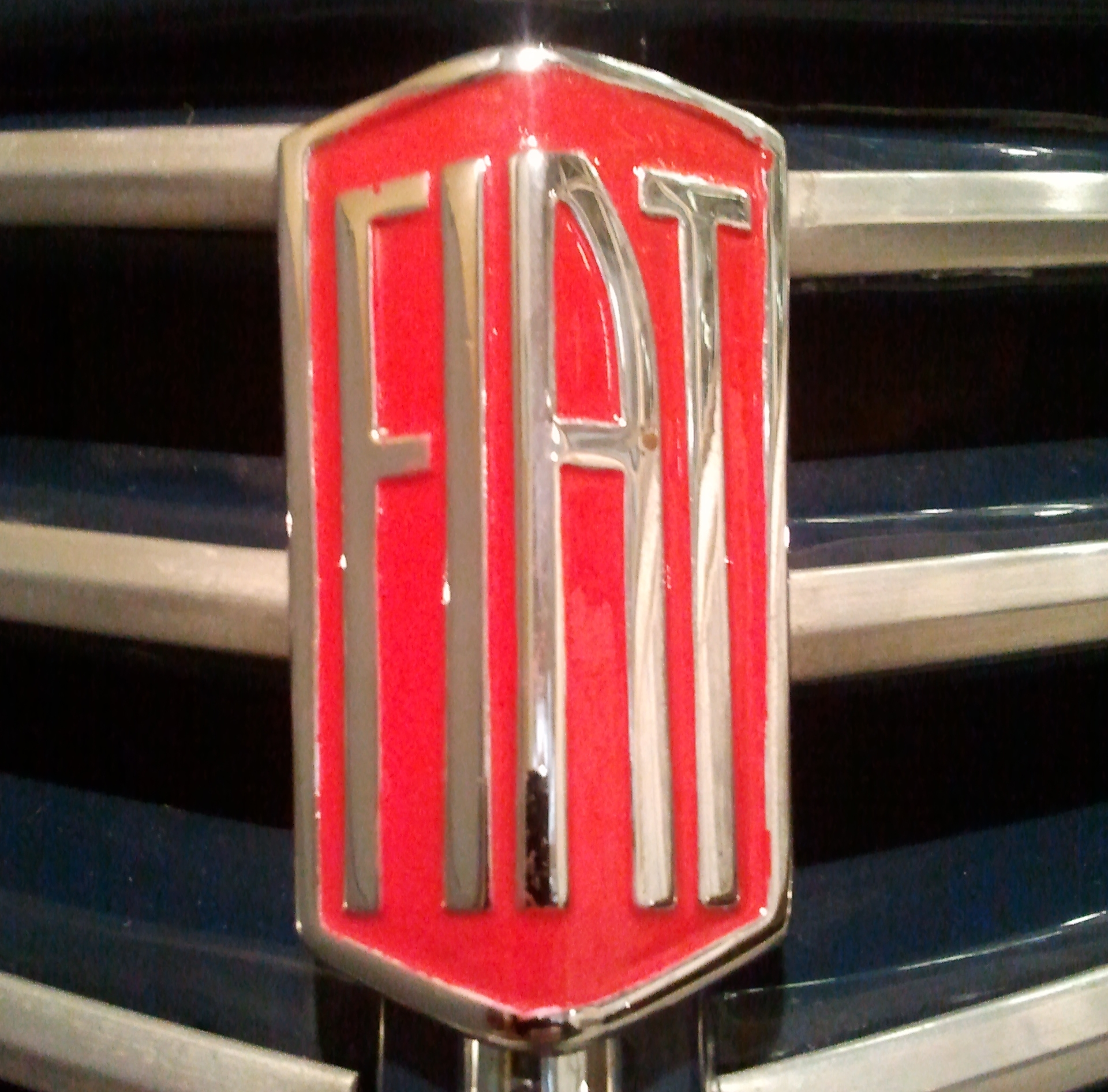
1938-1959
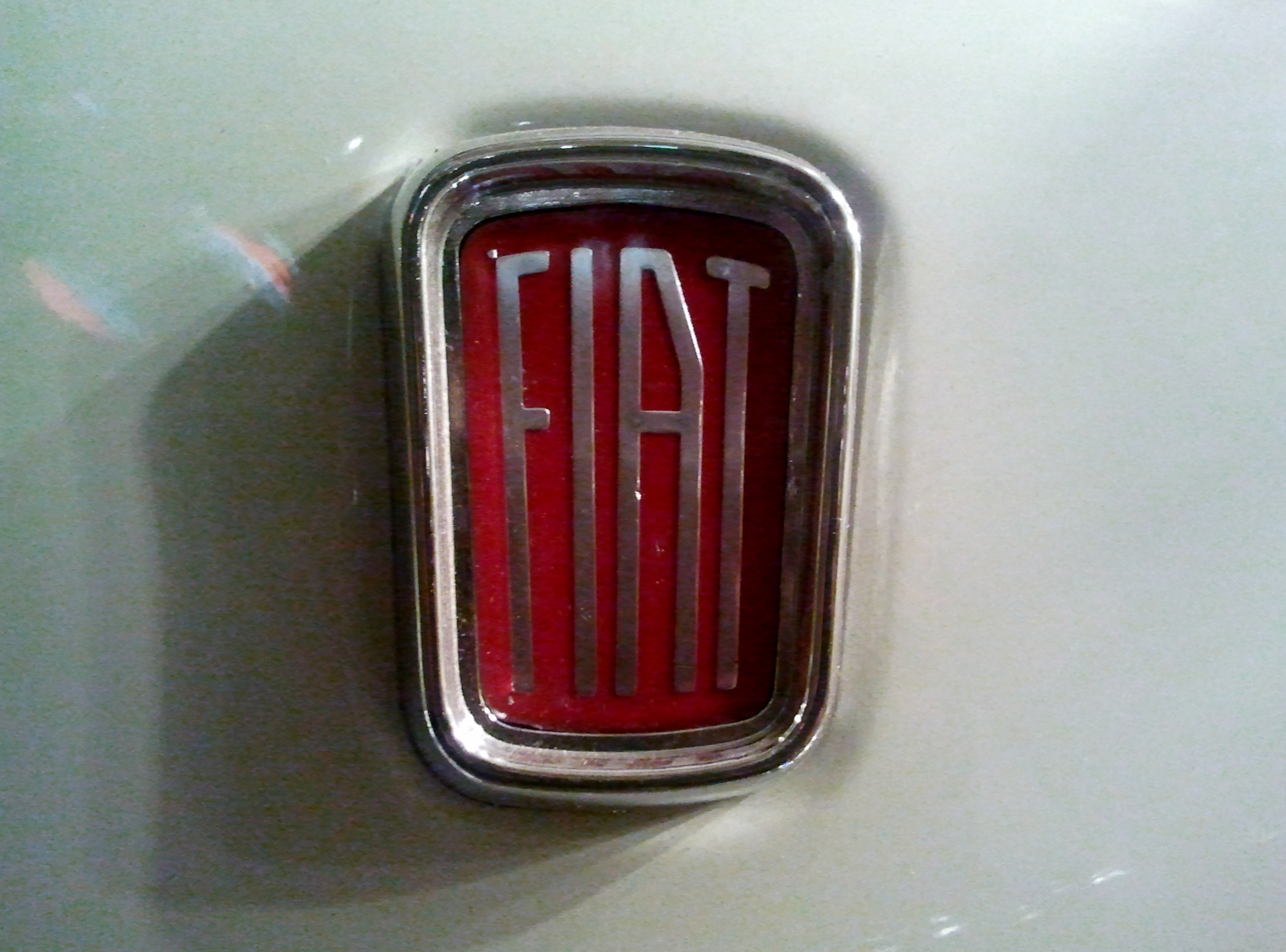
1959-1965
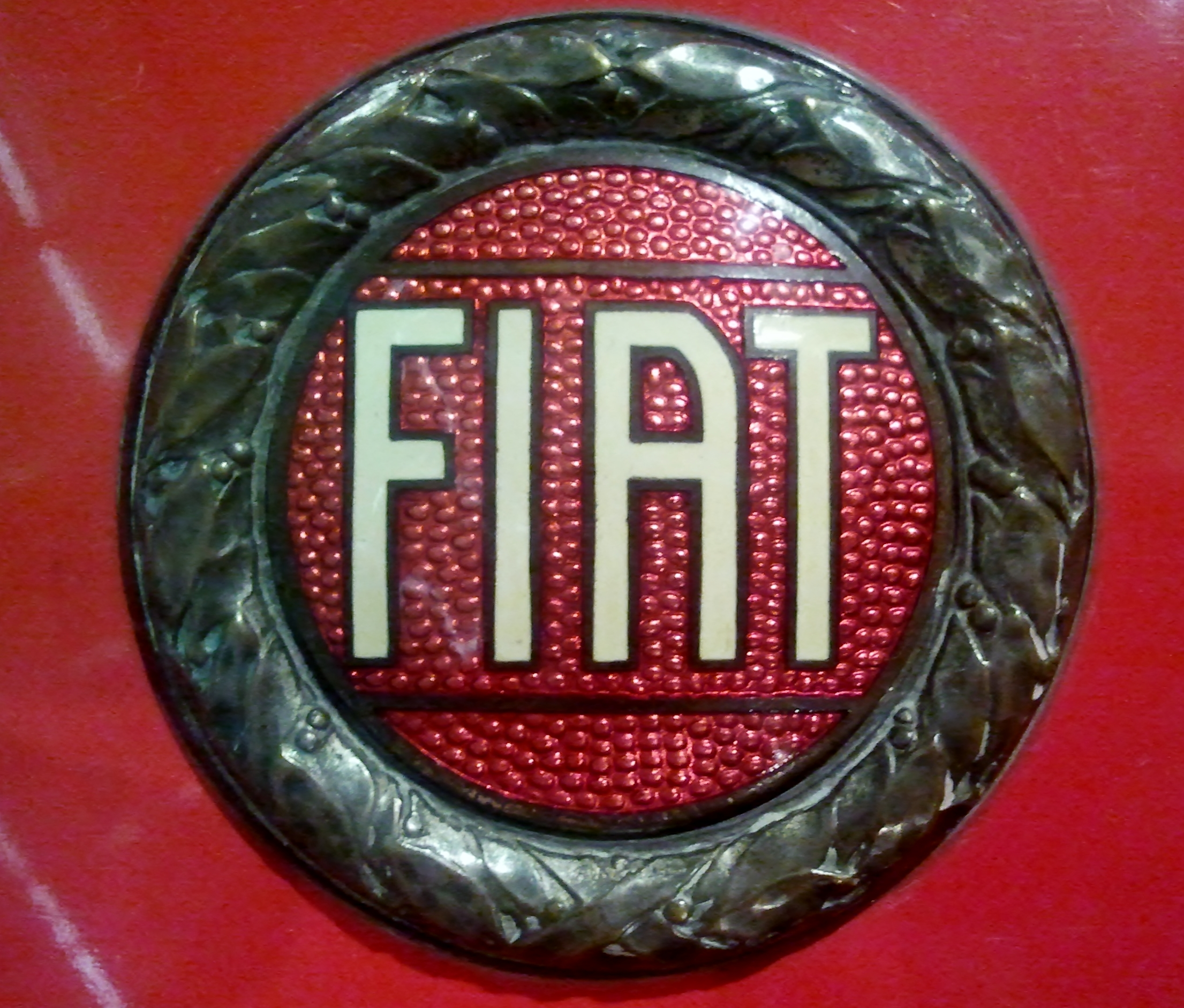
1965-1968
1968-1999
1999-2006
2007-2022
2020-actuel

## Modèles

### Automobiles
Comme pour tous les constructeurs dans le monde, les modèles du début du siècle étaient baptisés du nombre de chevaux de puissance du moteur. À partir de 1910, Fiat utilise la formule « Type 1 », « Type 2 », etc., mais en 1920, Fiat réorganise l'ensemble de ses productions et choisit de donner des codes internes à ses produits. Dès lors apparaît la Fiat 501 en 1921. Le « 5 » étant le code de la division automobile, le « 6 » revenant aux véhicules industriels camions et autobus, le « 7 » aux tracteurs agricoles, le « 1 » lui étant réservé à la division moteurs. À partir de 1936, l'appellation des voitures reprend la valeur de la cylindrée, alors que le code produit reste sur la base 500.
Au lendemain de la Seconde Guerre mondiale, Fiat élabore un plan de nouveaux modèles et change ses noms de code en prenant le « 1 » pour les voitures, le « 2 » pour les véhicules industriels légers Fiat Professional, le « 3 » pour les autocars de ligne et de luxe Fiat Bus, le « 4 » pour les bus urbains, le « 5 » pour les autobus interurbains, le « 6 » restant pour les camions Fiat V.I., le « 7 » pour le matériel agricole et de travaux publics Fiat Geotech, le « 8 » attribué à Lancia et le « 9 » à Alfa Romeo. C'est ainsi que la Fiat 600 porte le nom de code VIN : ZFA100.
En 1966, avec l'arrivée de Gianni Agnelli aux commandes de l'empire Fiat, les voitures reprennent l'appellation du nom de code et l'on connaitra la Fiat 124, dont le code VIN est ZFA124. Cette formule sera abandonnée en 1978 au profit de noms fantaisistes comme la Fiat Ritmo, dont le code est ZFA138. Dans le groupe, la Lancia Thema est connue sous le nom de code ZLA834 et l'Alfa Romeo 156 : ZAR932.
En 2007, les codes « 1 » seront très bientôt quasiment tous utilisés, Fiat utilise désormais la série 300, réservée préalablement aux autocars avant qu'ils ne change de nom en Irisbus, pour numéroter ses voitures.

#### 1899 à 1909
- Fiat 3.5 HP (1899)
- Fiat 6 HP  (1900)
- Fiat 8 HP (1901)
- Fiat 10 HP (1901)
- Fiat 12 HP (1901)
- Fiat 24-32 HP (1903)
- Fiat 16-20 HP  (1903)
- Fiat 60 HP (1904)
- Fiat Brevetti (1905)
- Fiat 24-40 HP (1906)
- Fiat 28-40 HP (1906) Corsa
- Fiat 18-24 HP (1908)
- Fiat 28-40 HP (1907)
- Fiat 35-45 HP (1908)
- Fiat 20-30 HP (1908)
- Fiat Brevetti Type 2 (1908)

#### 1908 à 1919
- Fiat Type 1 (1908)
- Fiat Type 2 (1910)
- Fiat Type 3
- Fiat Type 4
- Fiat Type 5
- Fiat Type 6
- Fiat Type Zéro
- Fiat 70

#### 1920 à 1929
- Fiat 501 (1921)
- Fiat 505 (1921)
- Fiat 510 (1921)
- Fiat 519 (1922)
- Fiat 804 (1922)
- Fiat 502 (1924)
- Fiat 507 (1925)

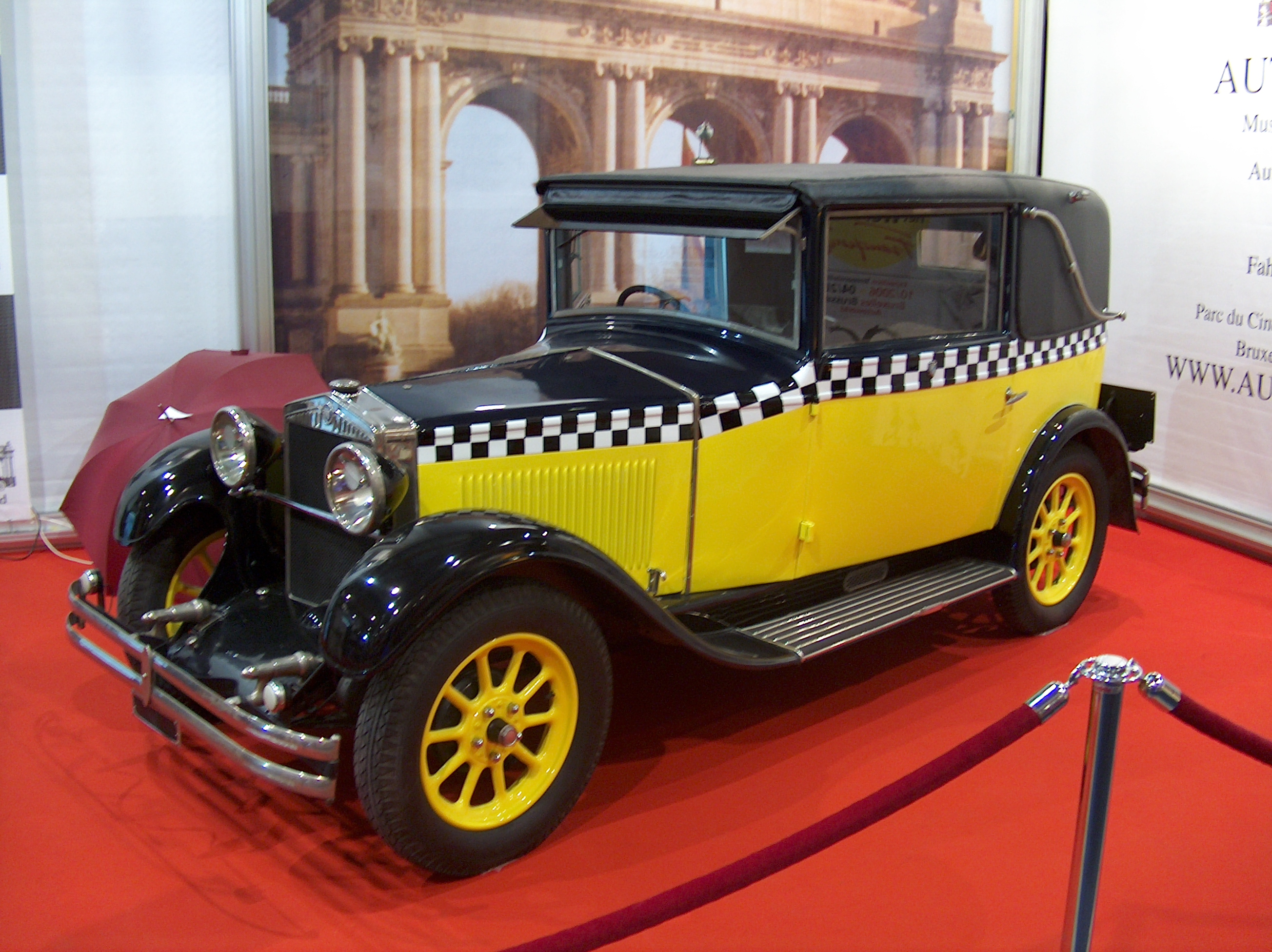
509.

- Fiat 509, la voiture de Gaston Lagaffe (1925)
- Fiat 503 (1926)
- Fiat 512 (1926)
- Fiat 521 (1928)
- Fiat 514 (1929)
- Fiat 520, Super Fiat (1920) et (1927)
- Fiat 525

#### 1930 à 1939

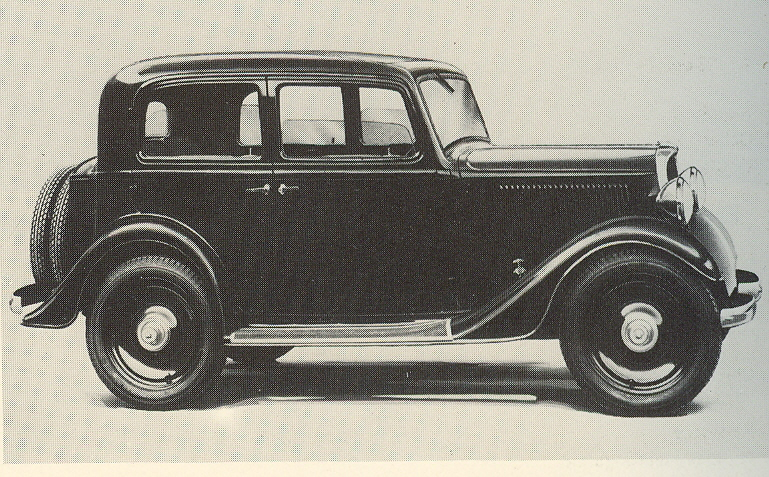
508 Balilla.

- Fiat 522 (1931)
- Fiat 524 (1931)
- Fiat 508 Balilla (1932)
- Fiat 508 S (1933)
- Fiat 508 Balilla II (1934)
- Fiat 518 Ardita (1933)
- Fiat 524 L (1933)
- Fiat 527 (1934)
- Fiat 1500 (1936)
- Fiat 500 Topolino (1936)
- Fiat 1100 (1937)
- Fiat 2800 (1939)

#### 1940 à 1949

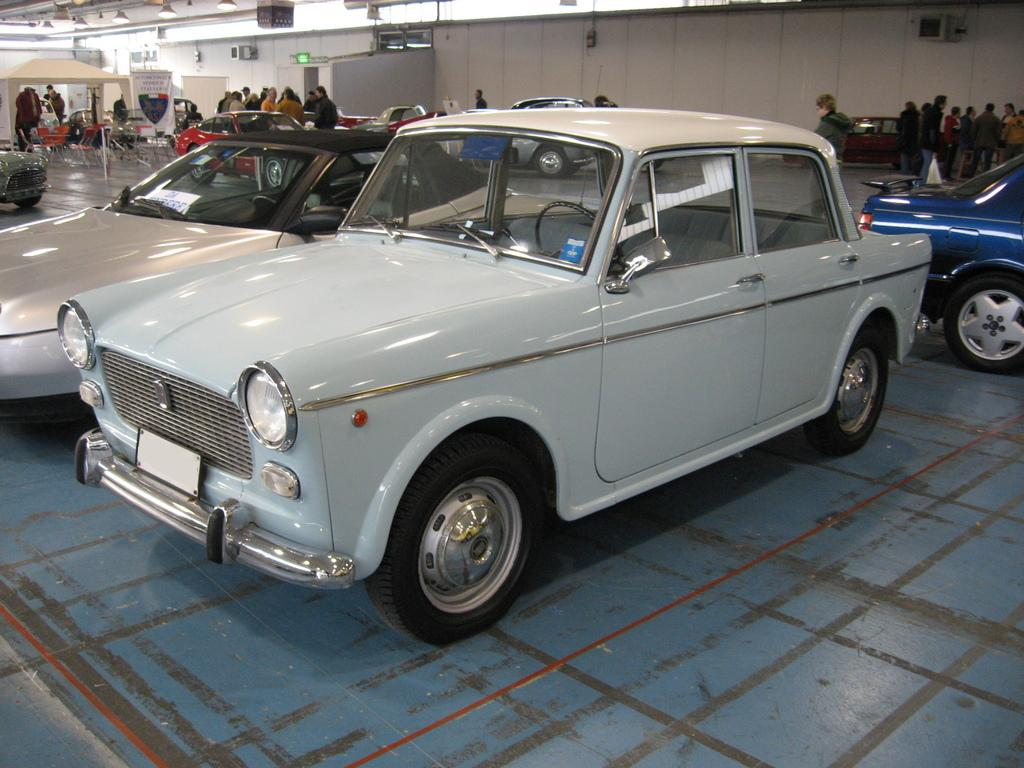
1500 D.

- Fiat 500 Belvedere (500 B) (1948)
- Fiat 1500 D (1949)
- Fiat 1100 B (1949)
- Fiat 1500 E (1949)
- Fiat 1100 E (1949)
- Fiat 500 C Topolino (1949)

#### 1950 à 1959
- Fiat 1400 (1950) - modèle 101

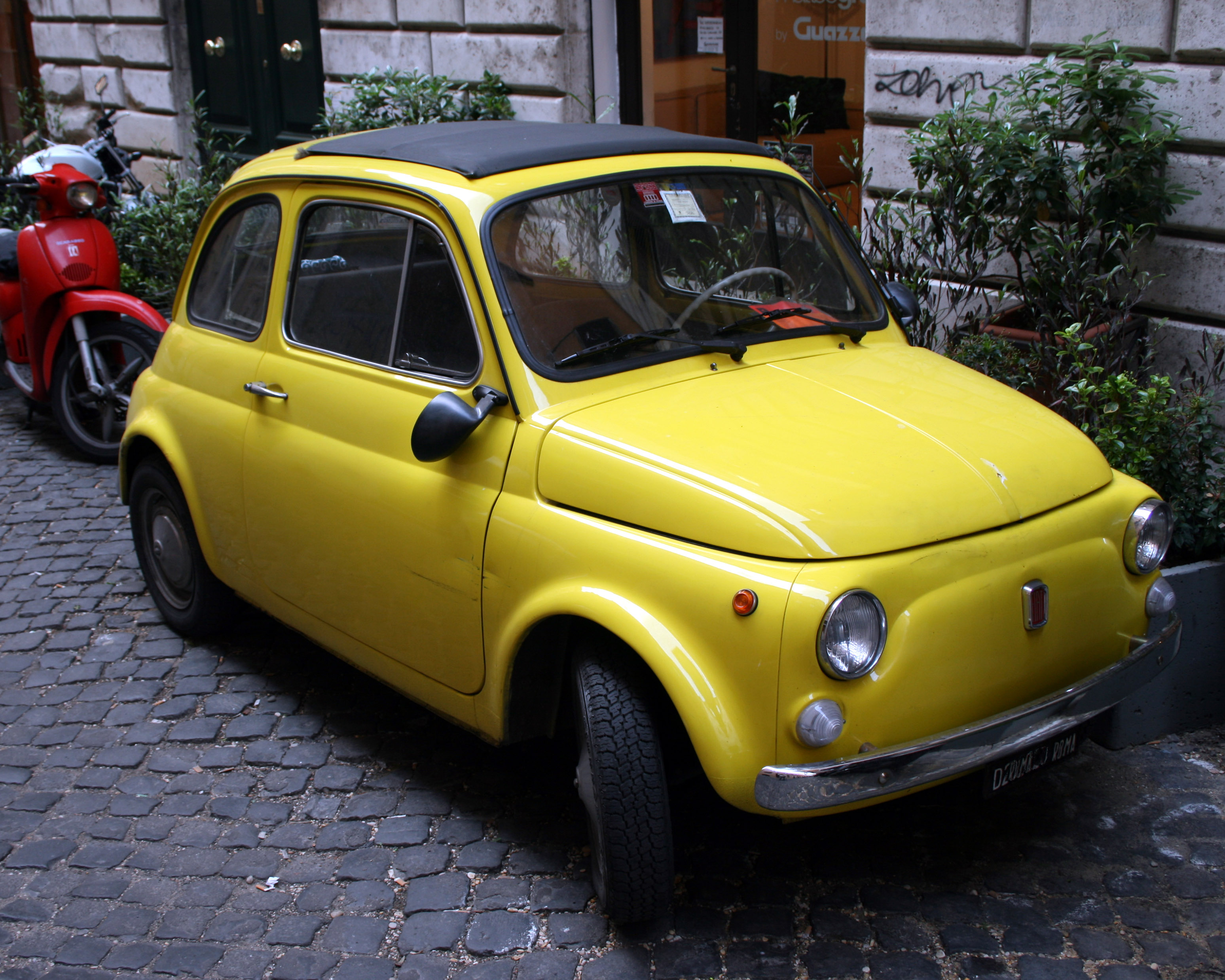
500.

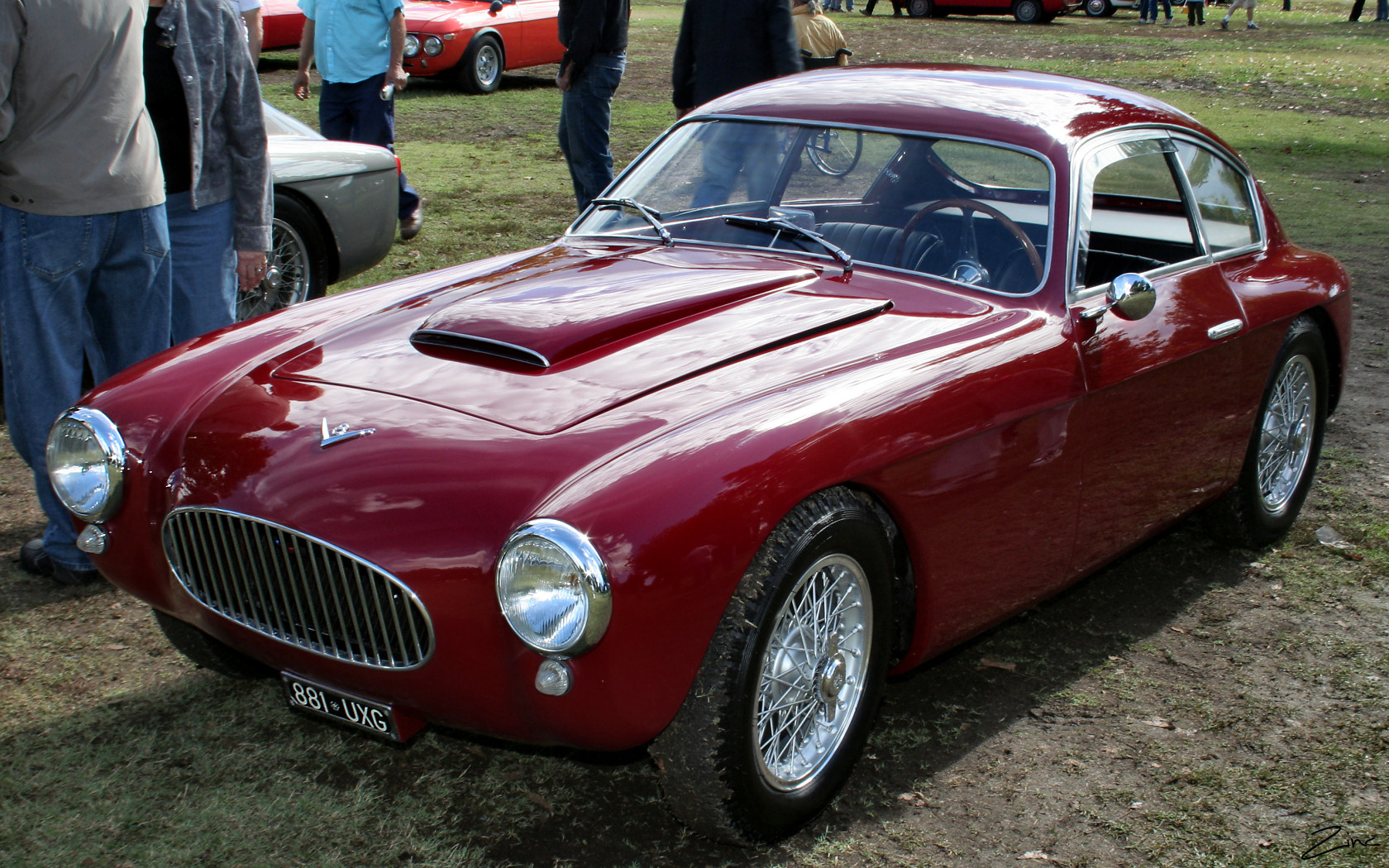
8V.

- Fiat Campagnola (1951) - modèle 1105
- Fiat 8V (1952) - modèle 104
- Fiat 1900 (1952) - modèle 105
- Fiat 1100-103 (1953) - modèle 103
- Fiat 1400 (1953) - modèle 101
- Fiat 600 (1955) - modèle 100
- Fiat 600 Multipla (1955)
- Fiat 1100-103 E (1956) - modèle 103
- Fiat 500 (1957) - modèle 110
- Fiat 1100-103 D (1957) - modèle 103D
- Fiat 1200 (1957) - modèle 103C
- Fiat 1800 (1959) - modèle 112
- Fiat 1600 S - modèle 118
- Fiat 1800/2100 - modèle 112

#### 1960 à 1969
- Fiat 2300 (1961) - modèle 114
- Fiat 2300 S (1961) - modèle 114C

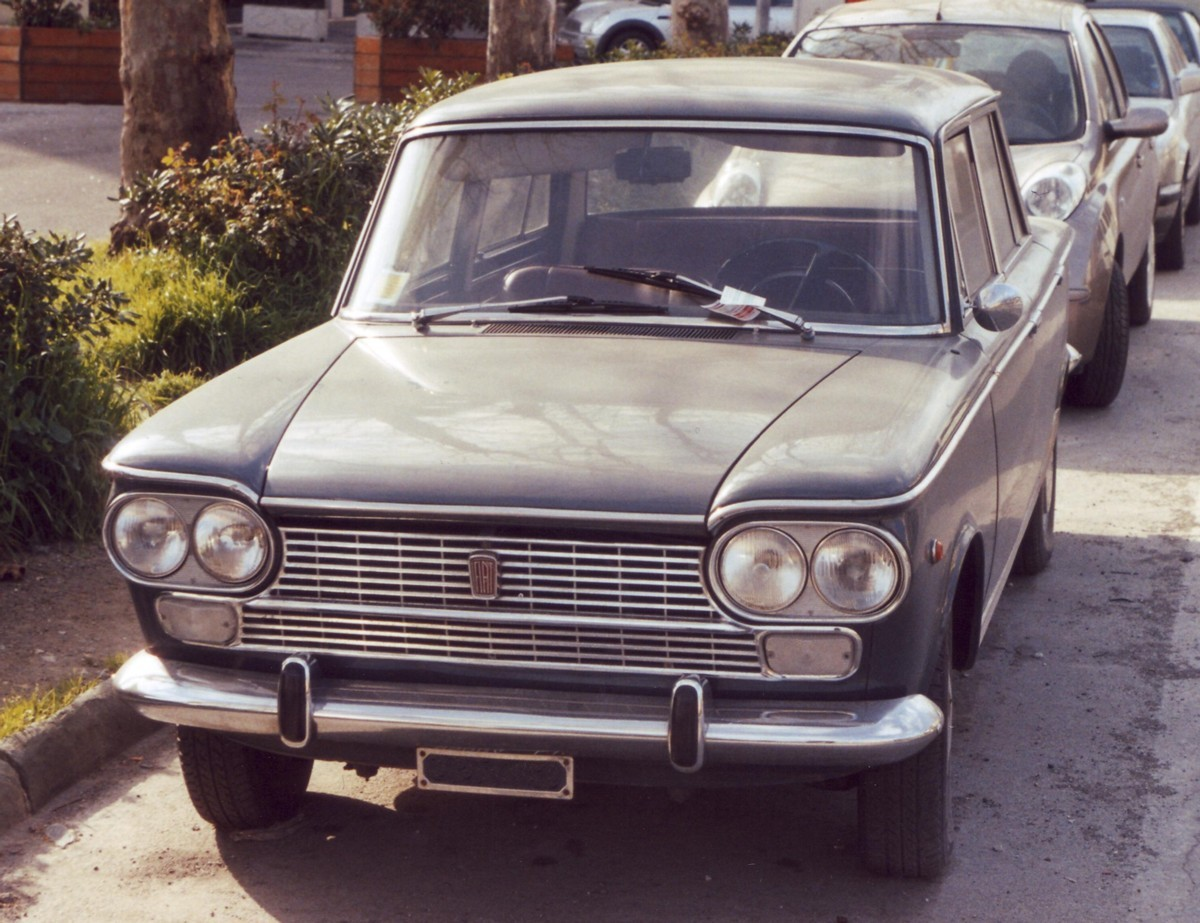
1500.

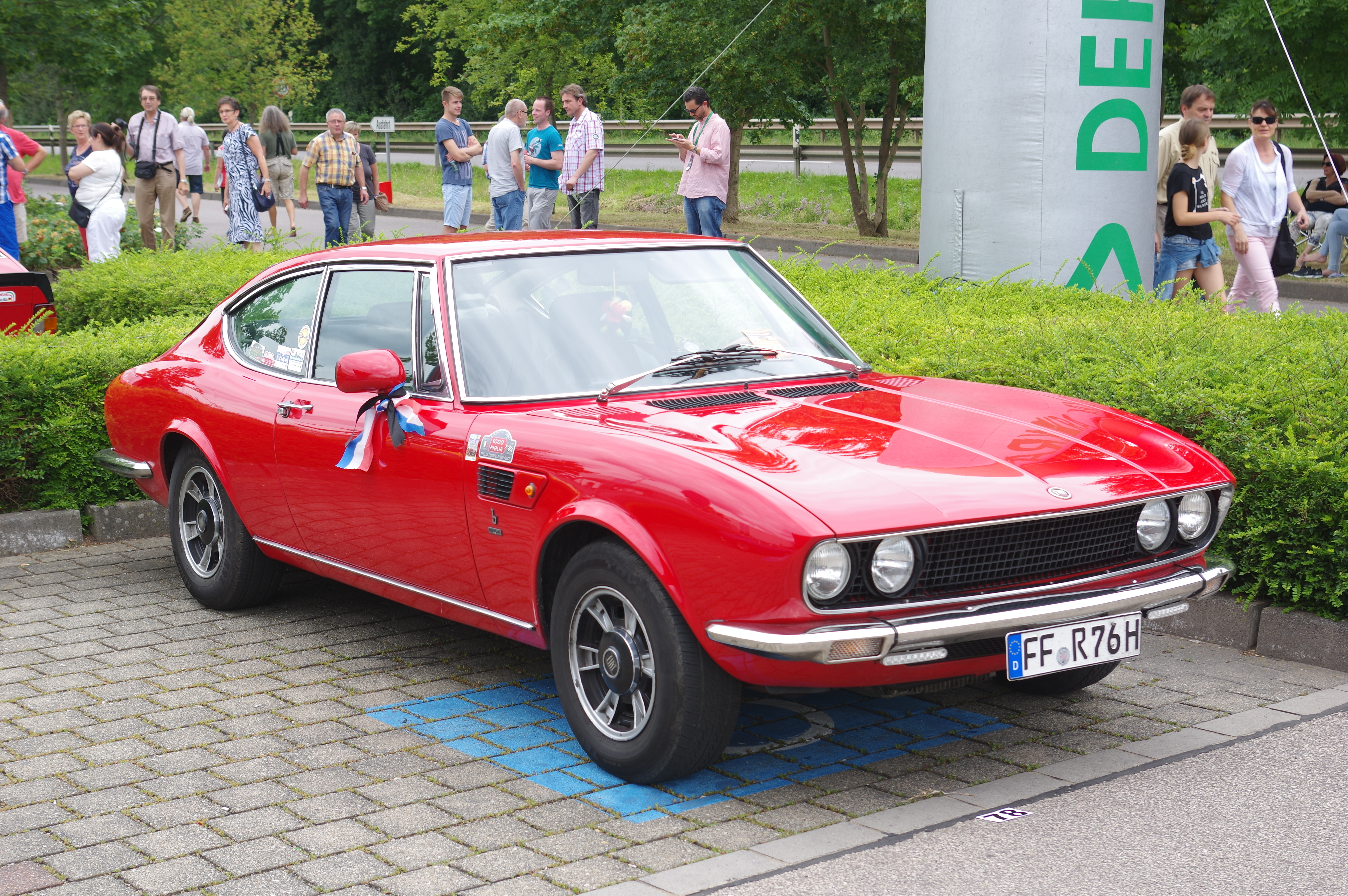
Dino.

- Fiat 1300/1500 (1961) - modèle 115
- Fiat 850 (1964) - modèle 100G
- Fiat 1100 R (1966) - modèle 103R
- Fiat 124 (1966) - modèle 124
- Fiat 124 Spider (1966) - modèle 124S
- Fiat Dino Spider (1966) - modèle 135
- Fiat 124 Sport Coupé (1967) - modèle 124C
- Fiat Dino coupé (1967) - modèle 135C
- Fiat 125 (1967) - modèle 125
- Fiat 125P (1968) - modèle 115P
- Fiat 500 Lusso (1968) - modèle 110L
- Fiat 130 (1969) - modèle 130
- Fiat 128 (1969) - modèle 128

#### 1970 à 1979
- Fiat 127 (1971) - modèle 127
- Fiat 126 (1972) - modèle 126
- Fiat 132 (1972) - modèle 132
- Fiat X1/9 (1972) - modèle 128S
- Fiat 126P (1973) - modèle 126P
- Fiat 131 (1974) - modèle 131
- Fiat 133 (1974)

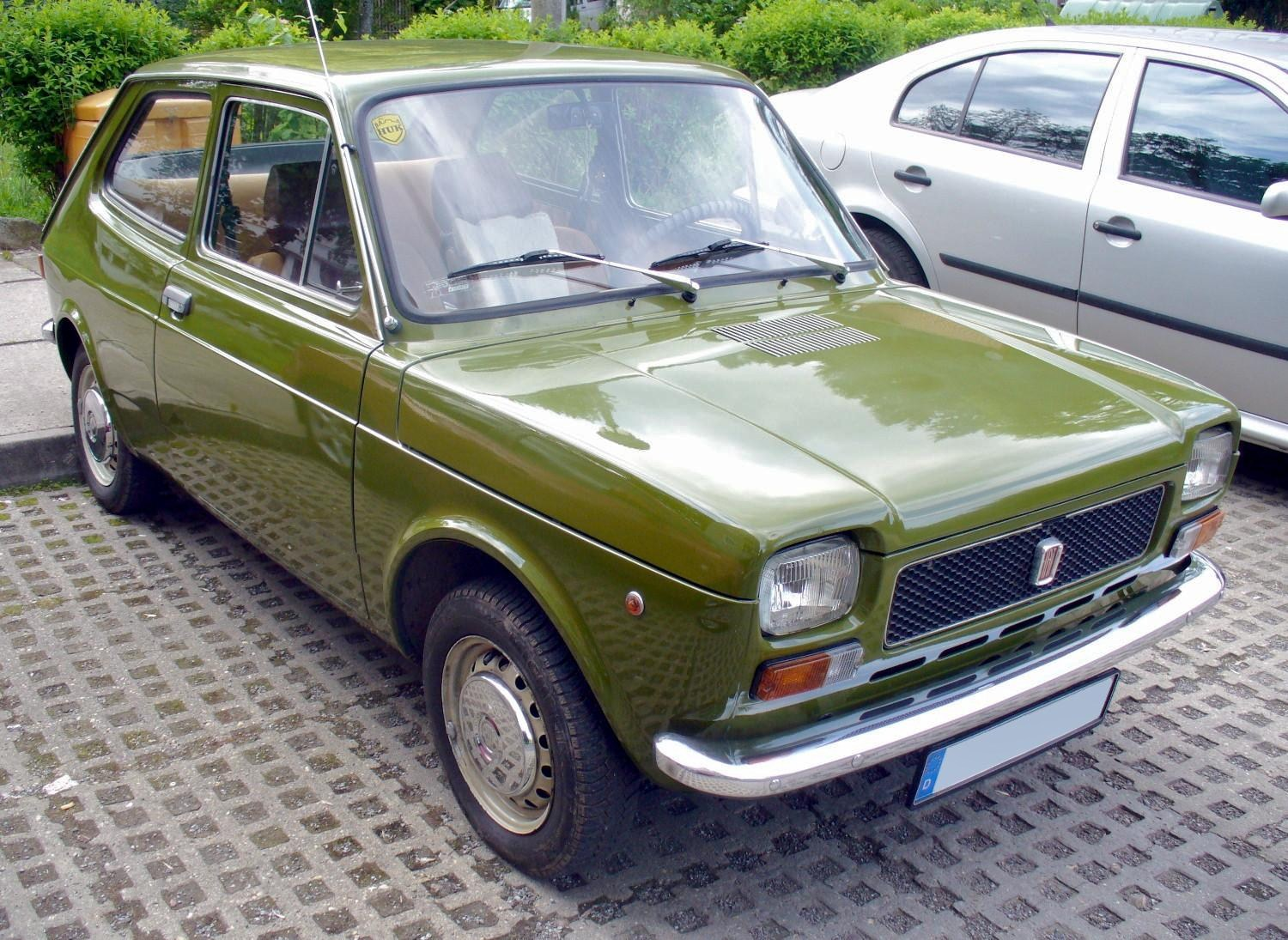
127.

- Fiat Nuova Campagnola (1974) - modèle 1107
- Fiat 147 (1976) - modèle 147
- Fiat Ritmo (1978) - modèle 138

#### 1980 à 1989
- Fiat Panda (1980) - modèle 141

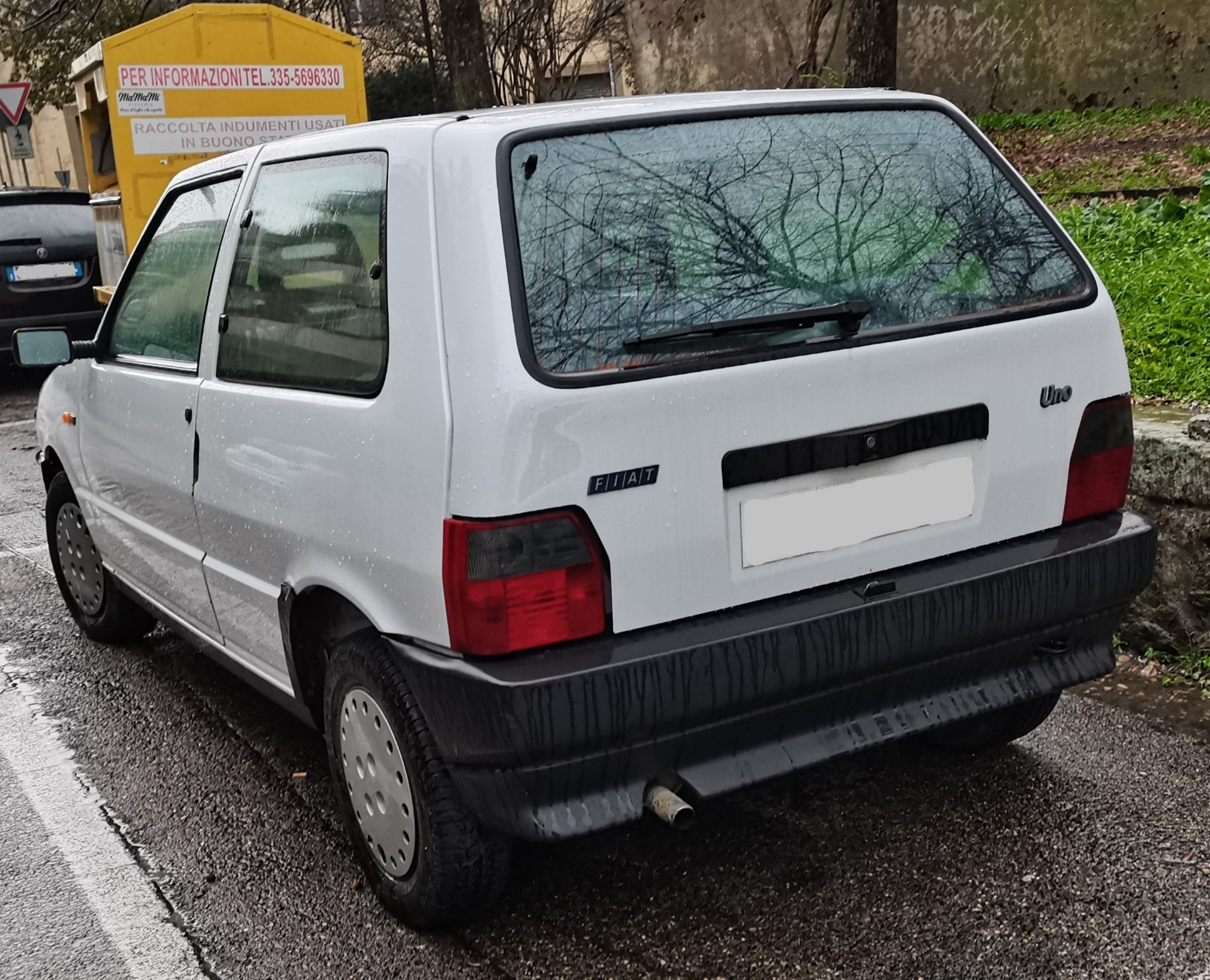
Uno I.

- Fiat 147 Panorama (1980) - modèle 147 (Brésil)
- Fiat Argenta (1981) - modèle 132C
- Fiat 147 Oggi (1983) - Modèle 147
- Fiat Regata (1983) - modèle 149
- Fiat Uno (1984) - modèle 146
- Fiat Uno CS (1984) - modèle 146 (Argentine & Brésil)
- Fiat Croma (1985) (1985) - modèle 154
- Fiat Duna SW (1986) - modèle 146
- Fiat Elba (1986) - modèle 146
- Fiat Prêmio / Duna (1985) - modèle 146 (Argentine & Brésil)
- Fiat Tipo (1988) - modèle 160
- Fiat Uno II (1989) - modèle 146

#### 1990 à 1999

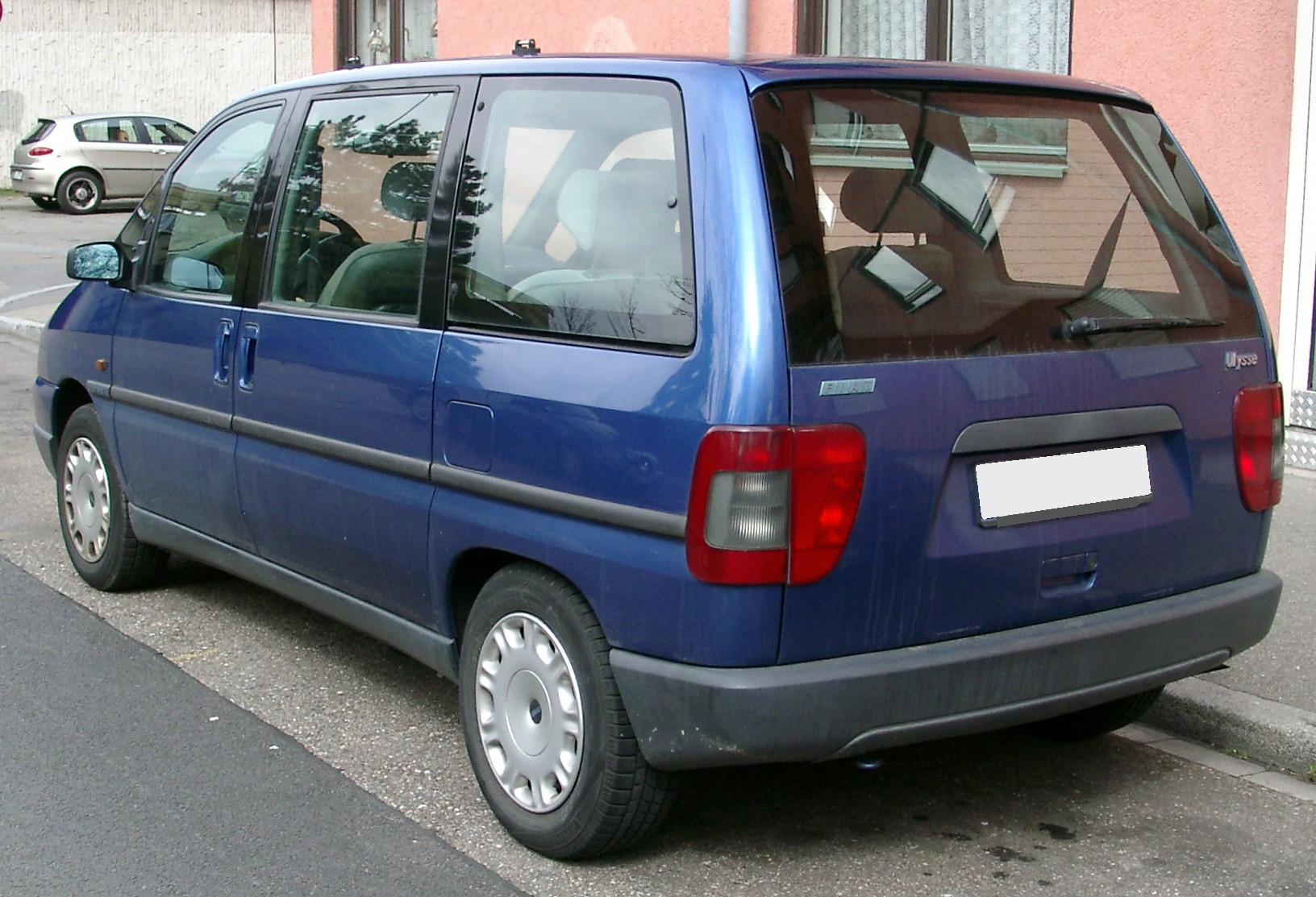
Ulysse I.

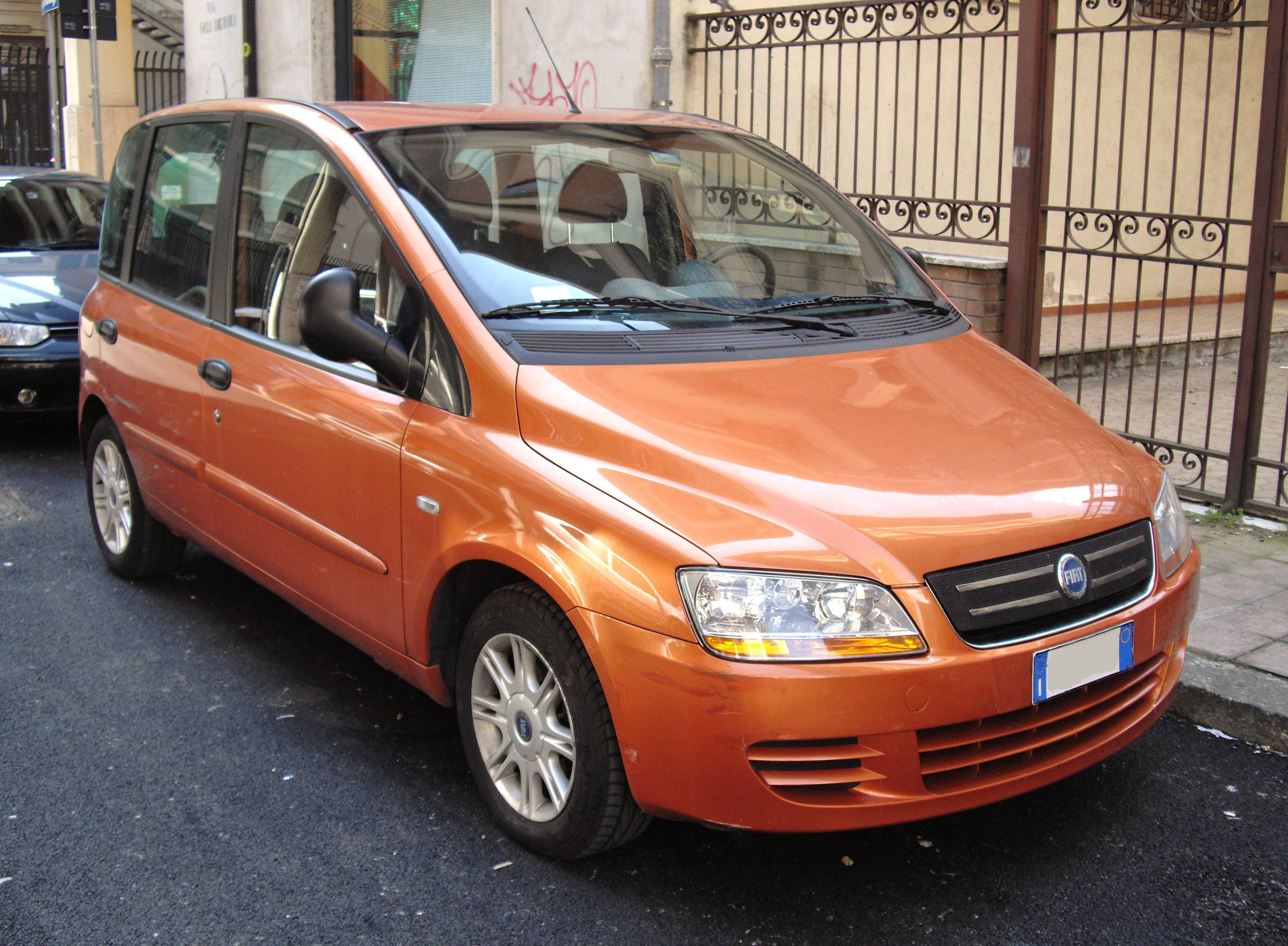
Multipla.

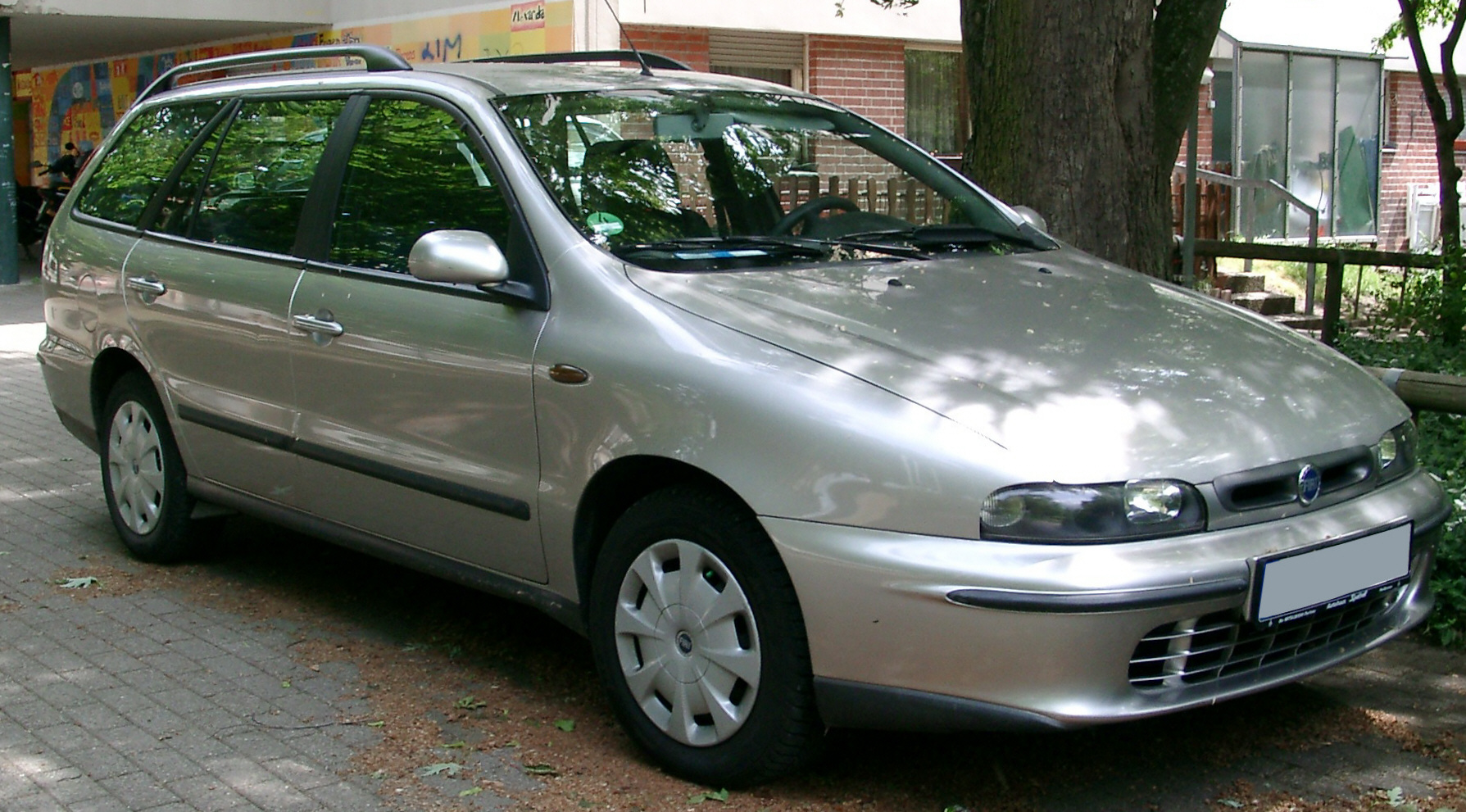
Marea Weekend.

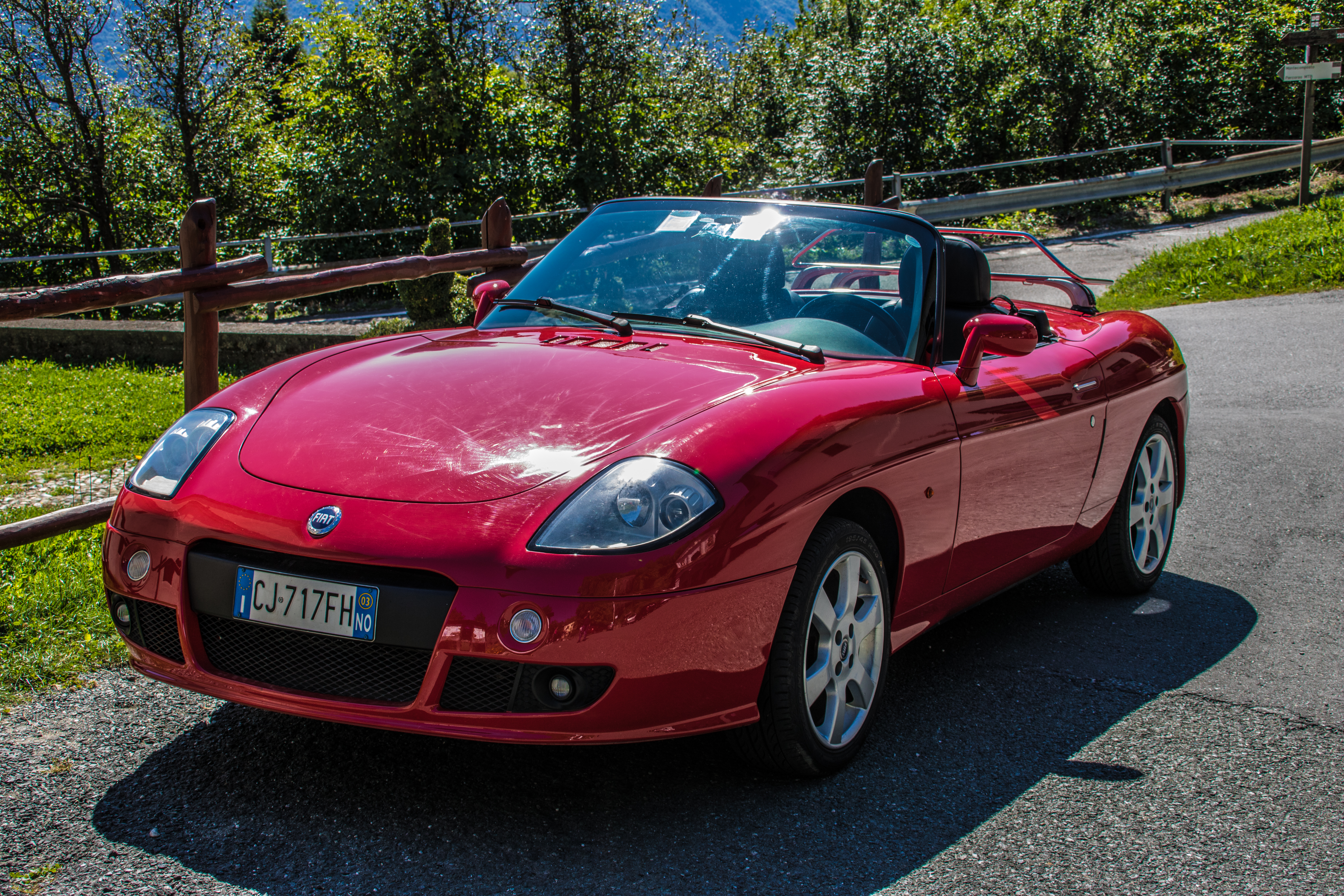
Barchetta.

- Fiat Tempra (1990) - modèle 159, compacte tricorps dérivée de la Tipo
- Fiat Cinquecento (1991) - modèle 170, petite citadine
- Fiat Punto I (1993) - modèle 176, citadine polyvalente
- Fiat Coupé (1994) - modèle 175, coupé
- Fiat Ulysse I (1994) - modèle 220, grand monospace, clone des Citroën Evasion, Peugeot 806 et Lancia Zeta
- Fiat Barchetta (1995) - modèle 183, cabriolet
- Fiat Bravo I (1995) modèle 182, compacte 3 portes, remplaçant la Tipo
- Fiat Brava (1995) - modèle 182, compacte 5 portes, remplaçant la Tipo
- Fiat Marea (1996) - modèle 185, compacte 4 portes et break 5 portes, remplaçant la Tempra
- Fiat Palio (1997) - modèle 178, citadine polyvalente 3 portes et 5 portes, break citadin 5 portes, conçus pour les marchés émergents. Le break est commercialisé en Europe
- Fiat Seicento / 600 (1998) - modèle 187, petite citadine remplaçant la Cinquecento
- Fiat Siena (1998) - modèle 178, citadine polyvalente 4 portes dérivée de la Palio
- Fiat Multipla (1999) - modèle 186, monospace compact
- Fiat Punto II (1999) - modèle 188, citadine polyvalente

#### 2000 à 2009

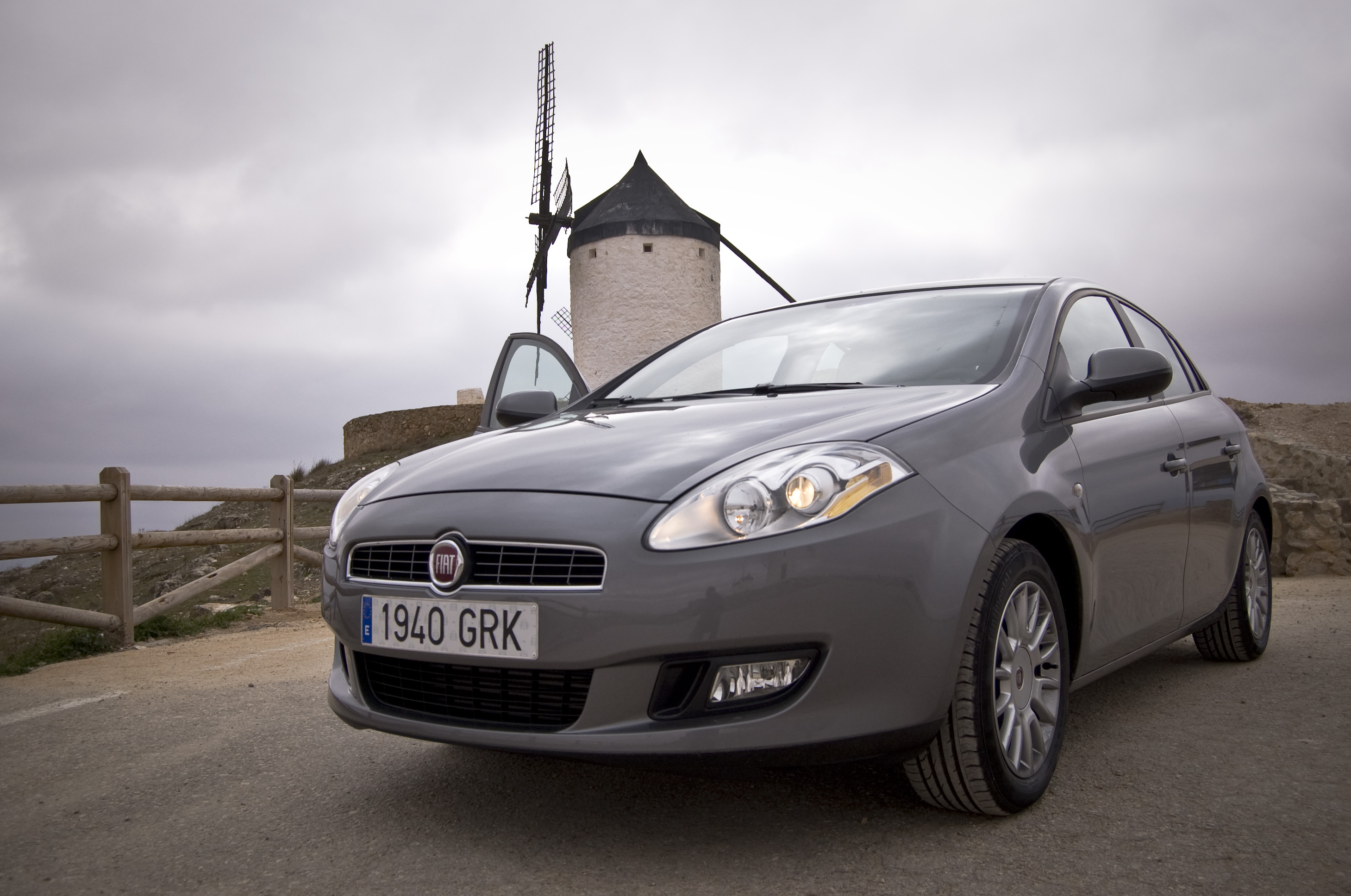
Bravo II.

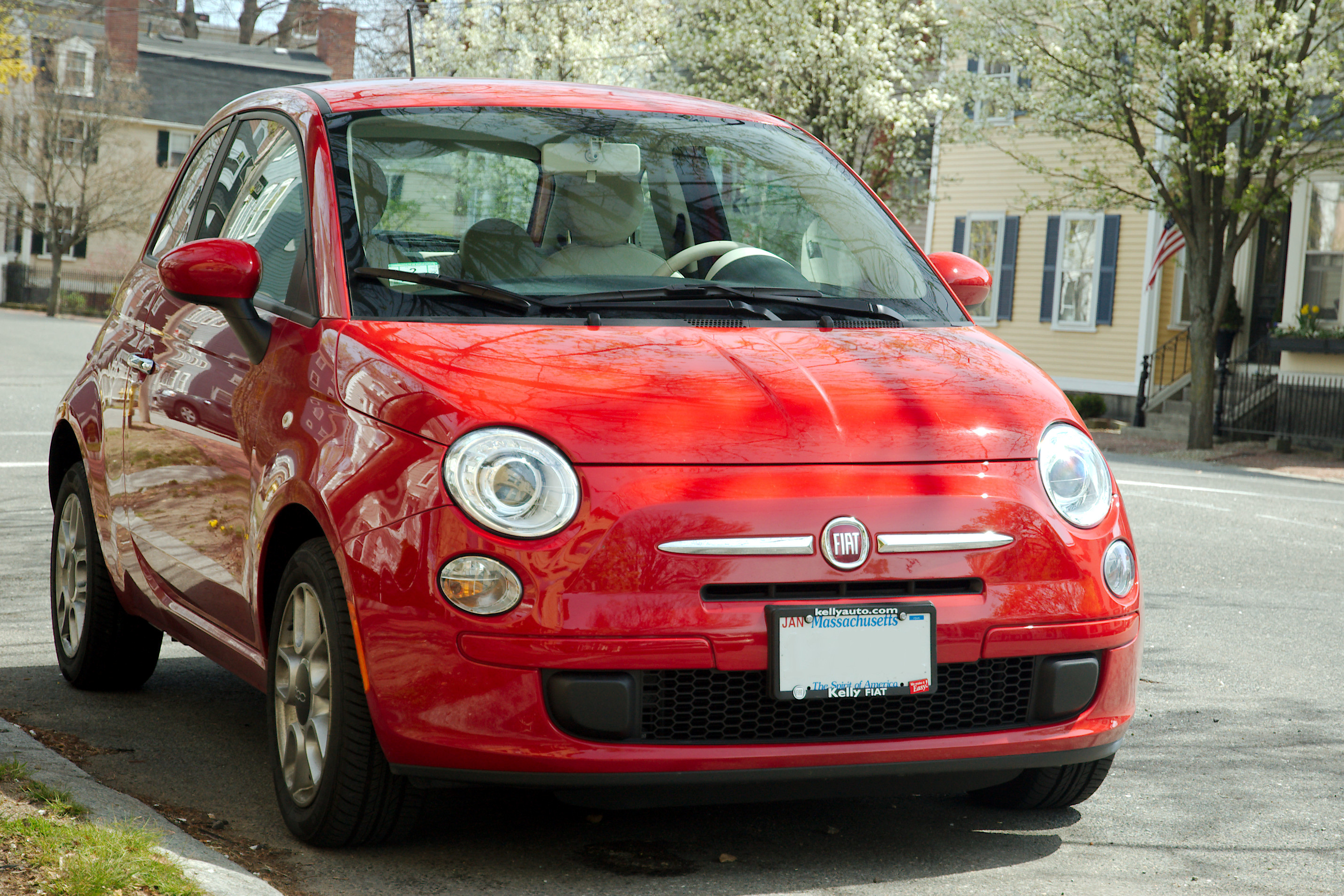
500.

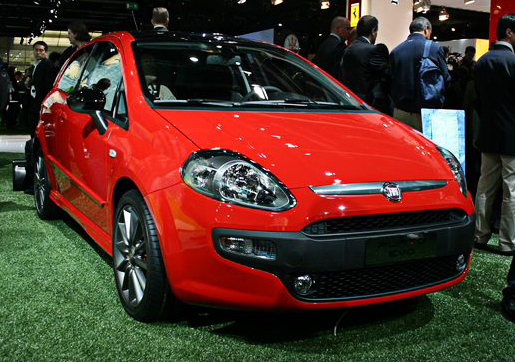
Punto Evo.

- Fiat Stilo (2001-2007) - modèle 192
- Fiat Doblò I (2001) - modèle 223 - ludospace
- Fiat Ulysse II (2002-2014) - modèle 222 - grand monospace commun avec PSA.
- Fiat Panda II (2003-2012) - modèle 169 - petite citadine, déclinée aussi en version 4 × 4.
- Fiat Grande Punto (puis Punto Evo, puis Punto) (2005-2012) - modèle 199 - Punto de troisième génération.
- Fiat Idea (2004-2012) - modèle 350 - minispace.
- Fiat Bravo II (2007-2016) - modèle 198 - compacte.
- Fiat 500 II (2007) - modèle 150 - petite citadine 3 portes.
- Fiat Fiorino Qubo (2008) - petit ludospace, version familiale du Fiat Fiorino, clone des Citroën Nemo et Peugeot Bipper.
- Fiat Sedici (2006-2014) - petit SUV jumeau du SX4 fabriqué par Suzuki.
- Fiat Croma II (2005-2010) - modèle 194 - familiale monocorps.
- Fiat Linea (2007-2015) - modèle 311 - variante tricorps de la Grande Punto pour les marchés émergents.
- Fiat Doblò II (2009), ludospace

#### 2010 à 2019

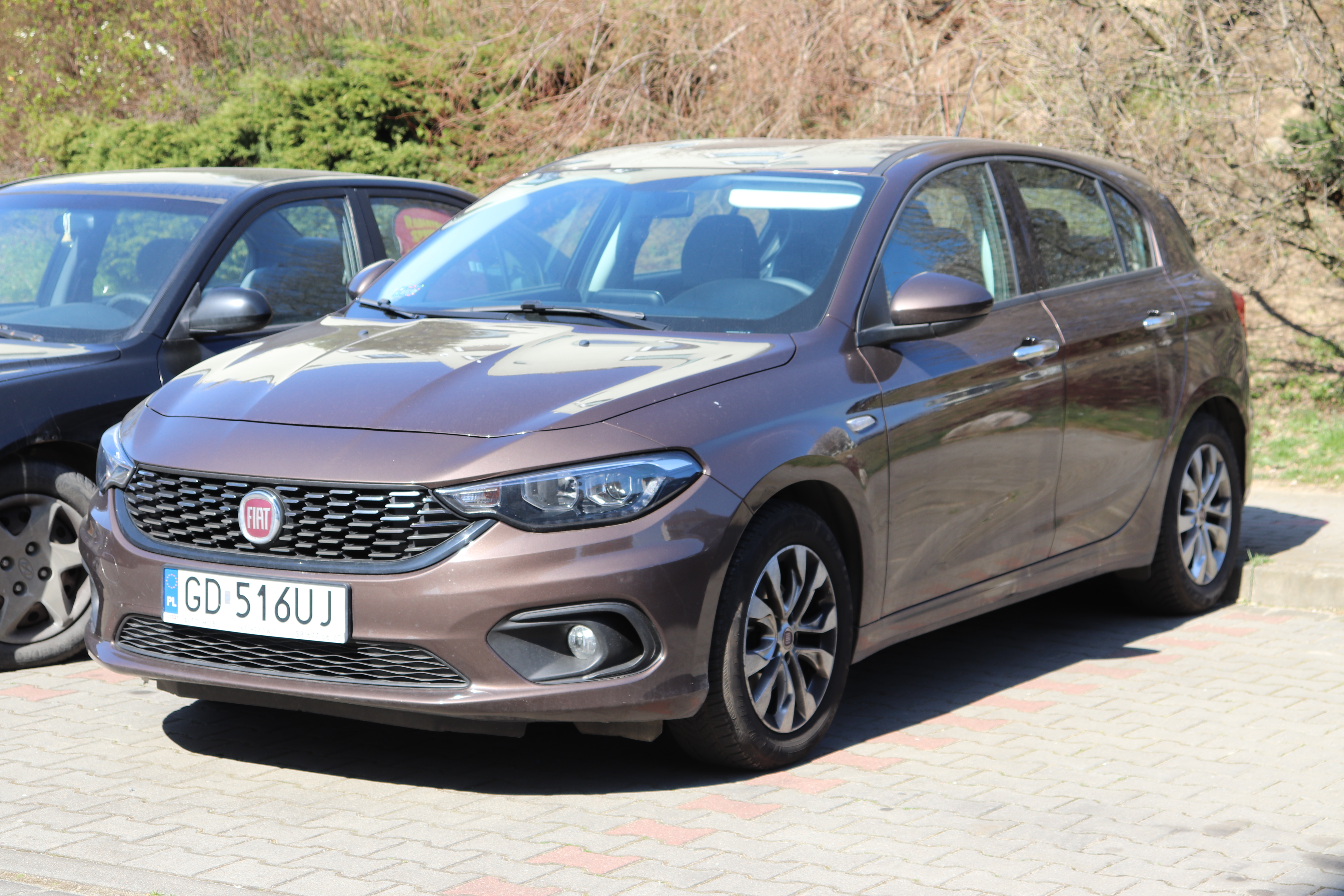
Tipo (2016)

- Fiat Novo Uno (2010-2021) - modèle 327, venant seconder puis, à terme, remplacer l'ancienne Fiat Uno Mille de 1984, commercialisée en Amérique latine
- Fiat Freemont (2011-2016) - grand monospace-SUV, version revue par Fiat du Dodge Journey.
- Fiat Viaggio (2012-2017) - berline compacte tricorps commercialisée en Chine.
- Fiat Panda III (2012-) - modèle 312P - fabriquée en Italie, existe en version 4 × 4.
- Fiat 500L (2012-2023) - modèle 119L, petit monospace.
- Fiat Palio (2011-) - modèle 326 - venant seconder puis, à terme, remplacer l'ancienne Fiat Palio de 1996, commercialisée en Amérique latine
- Fiat Grand Siena (2012-2021) - modèle 326 - venant seconder puis, à terme, remplacer l'ancienne Fiat Siena de 1998, commercialisée en Amérique latine
- Fiat 500L Living (2013-2020) monospace compact 7 places.
- Fiat 500X (2014-2025) - SUV citadin.
- Fiat Ottimo (2014-2017) - berline compacte bicorps sur base Viaggio, commercialisée en Chine.
- Fiat Tipo II (2016- ) - berline compacte, remplace la Fiat Bravo en Europe et appelée Fiat Egea sur le marché turc où elle remplace la Fiat Linea.
- Fiat Toro (2016- ) - modèle 226 - pickup de taille moyenne à quatre portes commercialisé en Amérique latine
- Fiat Mobi (2016- ) - petite citadine commercialisée en Amérique latine
- Fiat 124 Spider (2016-2019) - cabriolet sportif cousin de Mazda MX-5.
- Fiat Argo (2017- ) - citadine polyvalente bicorps commercialisée en Amérique latine.
- Fiat Cronos (2018- ) - citadine polyvalente tricorps sur base d'Argo remplaçant la Grand Siena commercialisée en  Amérique latine.

#### 2020 à aujourd'hui

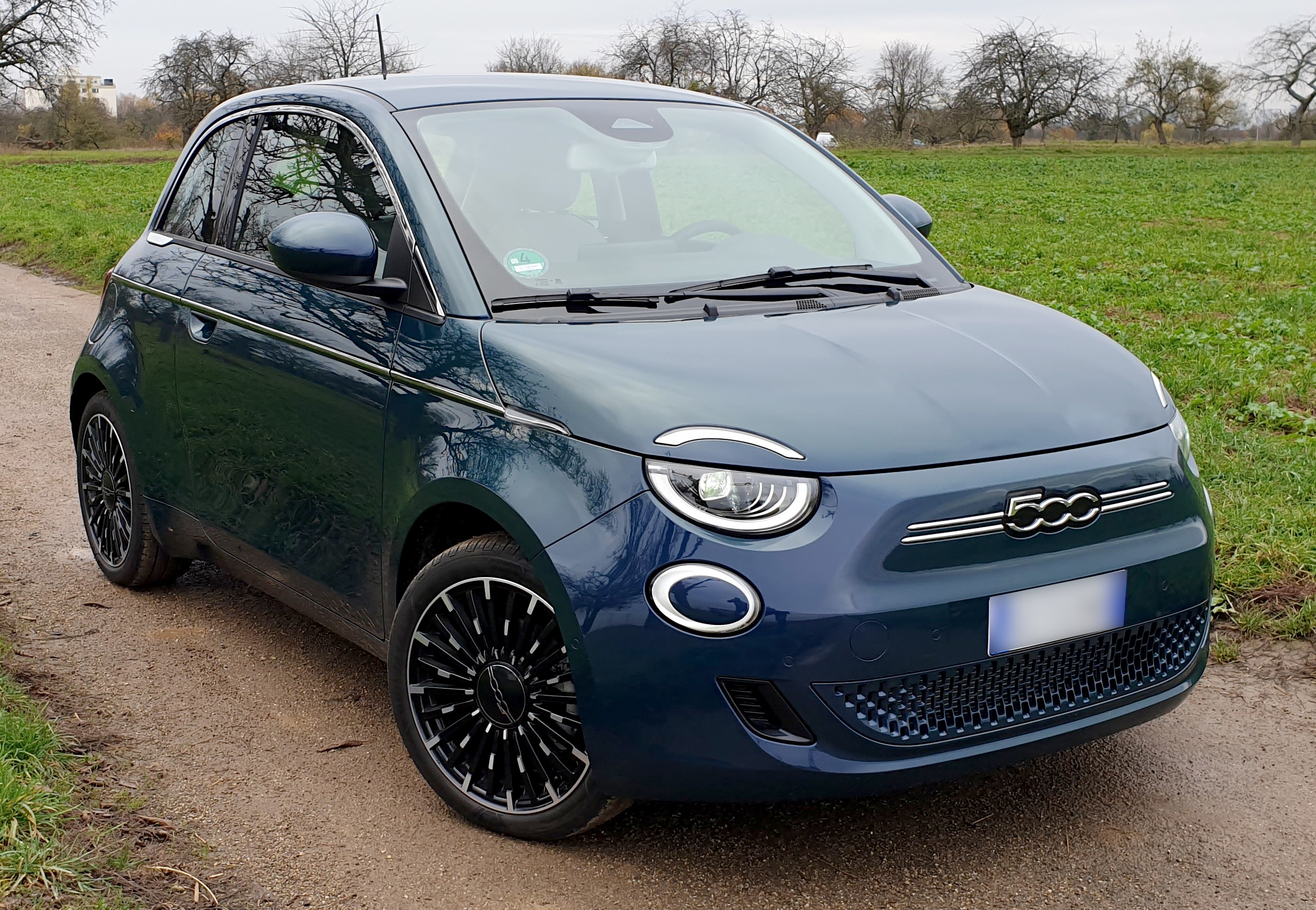
Fiat e500 électrique (2020)

- Fiat 500e (2020) - petite citadine électrique (Produite en Italie)
- Fiat Topolino (2023) - voiturette électrique sans permis (Prod. Maroc)
- Fiat 600 (2023) - crossover urbain électrique et hybride, remplaçant de la 500X (Prod. Pologne)
- Fiat Titano (2024) - pick-up, cousin des Peugeot Landtrek/Kaicene F70 (Prod. Brésil, Algérie et Argentine)

### Concept cars
- Fiat Mio, présenté au salon de l'automobile de São Paulo 2010[37].
- Fiat 500 Coupé Zagato, présenté salon international de l'automobile de Genève 2011[38].
- Fiat FCC4, présenté au salon de l'automobile de São Paulo 2014[39].
- Fiat Fullback Concept, présenté au salon international de l'automobile de Genève 2016[40]
- Fiat 500 Spiaggina (2018)[41].
- Fiat Fastback Concept, présenté au salon de l'automobile de São Paulo 2018.
- Fiat Centoventi, présenté au salon international de l'automobile de Genève 2019[42].

### Véhicules utilitaires

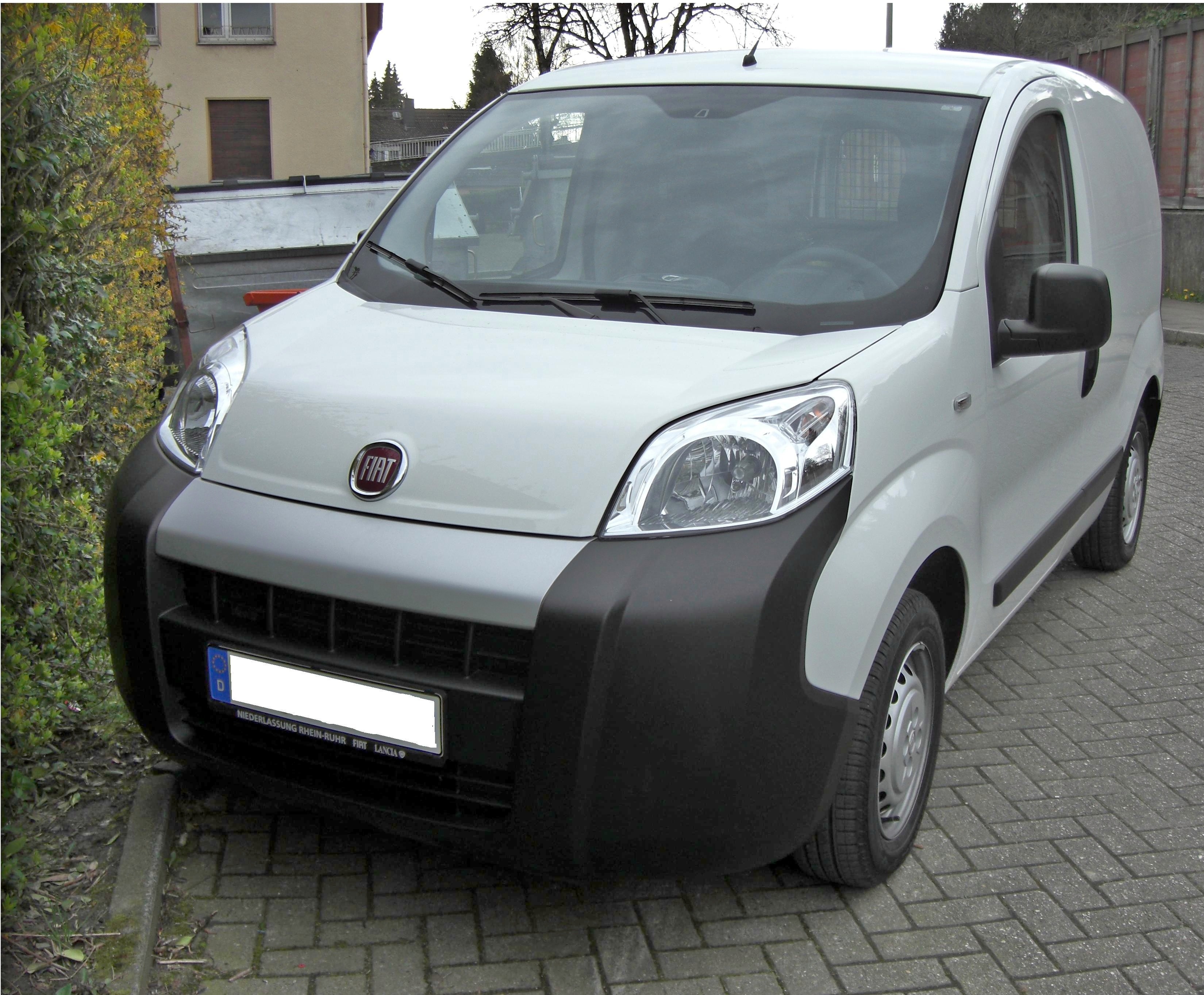
Fiorino II.

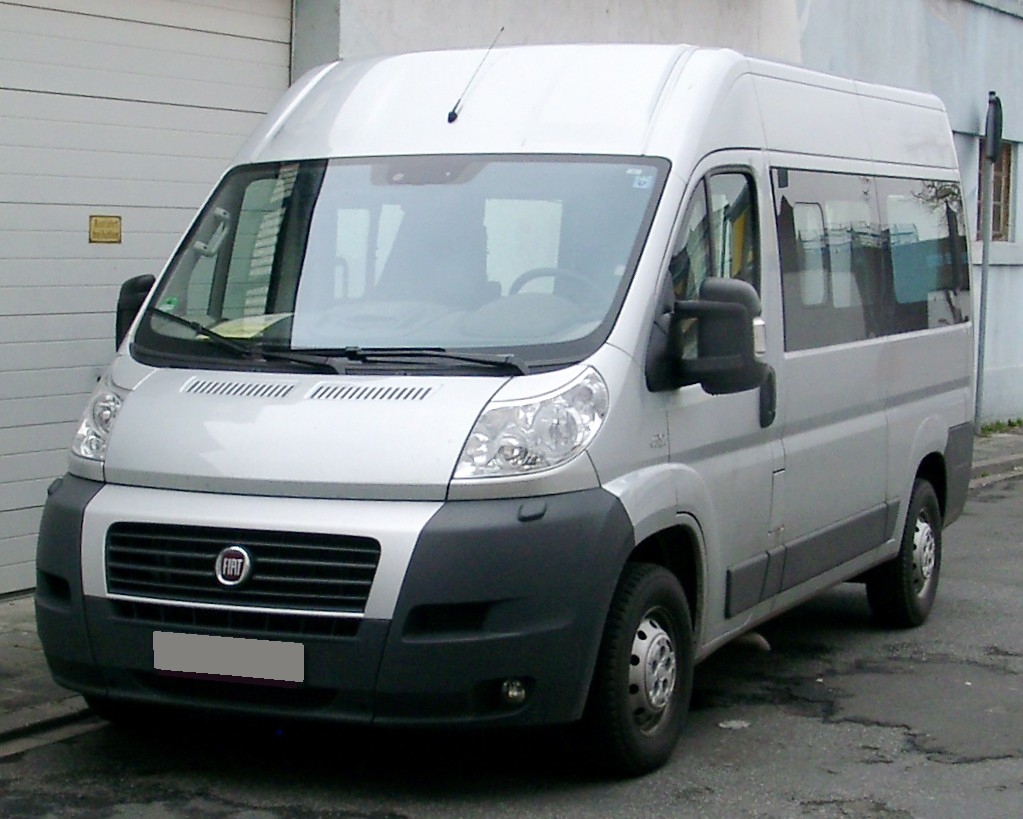
Ducato III.

Depuis le mois d'avril 2007, la division Fiat Veicoli Commerciali - LCV - est devenue Fiat Professional.
- Fiat 621 fabriqué aussi en ex-Yougoslavie, Russie et Pologne
- Fiat 1100T
- Fiat 615 - Fiat 616 aussi fabriqués sous licence en Autriche
- Fiat 850T - 900T - modèle 200G, aussi fabriqué en ex-Yougoslavie
- Fiat 238 - modèle 238, produit aussi en ex-URSS
- Fiat 241 - modèle 241
- Fiat 242 - modèle 242, distribué en France comme Citroën C35,
- Fiat Fiorino - modèles 127/147/146/255, fabriqués au Brésil et Argentine,
- Fiat Ducato I - modèle 280, fabriqué en Italie avec les Peugeot J5 et Citroën C25
- Fiat Talento - fabriqué en Italie et réservé au seul marché italien, version légère du Ducato I,
- Fiat Ducato II - modèle 244, fabriqué en Italie avec les Peugeot Boxer et Citroën Jumper
- Fiat Doblò I - fabriqué en Turquie, Brésil et Russie - modèle 221
- Fiat Ducato III - modèle 250, fabriqué en Italie avec les Peugeot Boxer et Citroën Jumper 2006, mais aussi au Brésil et en Russie, vendu en Amérique du Nord sous le nom Ram ProMaster
- Fiat Doblò FL - 2006 - fabriqué en Turquie,
- Scudo II - 2007 - fabriqué en France - modèle 223,
- Fiat Fiorino II, Oct 2007 - petits fourgons nés de la coopération entre Fiat, PSA Peugeot Citroën et Tofaş - modèle 225 - fabriqué en Turquie comme ses clônes Peugeot Bipper et Citroën Nemo,
- Fiat Doblò II - modèle 263 - 2010 - fabriqué en Turquie. Vendu en Amérique du Nord sous le nom Ram ProMaster City,
- Fiat Novo Uno Furgao - modèle 267 - fabriqué au Brésil,
- Fiat Fiorino (2014) II - modèle 265 - 2014 - fabriqué au Brésil,
- Fiat Ducato IV - modèle 269, fabriqué en Italie avec les Peugeot Boxer et Citroën Jumper 2014
- Fiat Fullback - fabriqué au Japon en coopération avec Mitsubishi,
- Fiat Talento II - fabriqué en France par Renault, remplaçant du Scudo II.

### Véhicules militaires

#### Avant 1945
- Chenillette Fiat L3
- Char Fiat L6/40
- Char Fiat M11/39
- Char Fiat M13/40
- Char Ansaldo P26/40
- Char Fiat M14/41
- Char Fiat M15/42

## Usines

### En Italie

#### Fiat Auto
Voir Usines Fiat Group Automobiles S.p.A.
- G. Agnelli Grugliasco (ex-Bertone) - Turin (Piémont)
- Mirafiori - Turin (Piémont)
- Rivalta di Torino (Piémont) :
- Atessa-Val di Sangro (Abruzzes)
- Cassino (Latium)
- Melfi (Basilicate)
- Pomigliano d'Arco (Campanie)
- Termini-Imerese (Sicile), site fermé en 2011

#### Fiat Powertrain (FPT)
- Mirafiori (Piémont), moteurs et transmissions
- Verrone (Piémont), transmissions
- Arese (Lombardie), moteurs
- Termoli (Molise), moteurs et transmissions
- Pratola Serra (Campanie), moteurs

### Principaux sites du groupe Fiat à l'étranger
- Bielsko Biała (Pologne), moteurs
- Tychy (Pologne)
- Bursa (Turquie)
- Betim (Minas Gerais, Brésil), plus grande usine du groupe
- Sete Lagoas (Minas Gerais, Brésil)
- Vittoria (Venezuela)
- Cordoba (Argentine), moteurs, boîtes de vitesses et véhicules
- Annonay (France), autobus urbains Iveco Bus
- Bourbon-Lancy (France), moteurs camions Iveco
- Fécamp (France), groupes électrogènes
- Vénissieux (France) - autobus et autocars Iveco Bus
- Madrid (Espagne) - gammes Iveco (camions de chantier) et Iveco Bus (autobus et autocars)
- Ulm (Allemagne) - gamme Iveco (camions lourds de ligne)
- Garchizy (France) - rénovation Iveco Fiat CNH
- Tafraoui (Algérie) - usine d'assemblage depuis 2023[43],[44]

#### Anciens sites
- SEVEL Nord (France), coentreprise avec PSA dont parts de FCA ont été revendus au premier en 2012

- Kurla (Mumbai, Inde)
- Changsha (Hunan, Chine) : coentreprise Fiat-GAIC
- Naberejnyïe Tchelny (Tatarstan, Russie)

## Production des modèles Fiat à l'étranger - Filiales et sous-traitants

### Automobiles

#### Afrique du Sud
Création de la filiale Fiat South Africa en 1950 pour y assembler :
- 600, 1100, 2300, 1500, 850, 124 & 124 ST, 125 & 125 S, 131, 132, Uno, Palio, Siena,

Arrêt en 1983 pour cause d'apartheid mais la Uno a continué à être assemblée par la filiale de Nissan jusqu'en 2008 avec des composants brésiliens, 

#### Allemagne
En 1922 rachat de NSU et création de Fiat-NSU : 
- fabrication des modèles Fiat 514, 522, 2500, 508 Balilla, 1100, 2800, Topolino C, 1400, 1900,
- après 1953, renommée Fiat Neckar : 1100, 500, 600 Jagst I & II, 1300/1500, Autobianchi Panoramica, 1100R Europa, 850 Adria, Riviera, 124, 125. Arrêt en 1971 ;

#### Argentine
Création de la filiale Fiat Concord en 1959 pour fabriquer les modèles :
- Fiat 1100, 600, 1500, 1500 Coupé, 1500 Multicarga, 800 Coupé & Spider, 1600, 125 & 125 Mirafiori, 125 Multicarga, 128, 133, 147, Regatta, Uno, Duna, Palio, Siena, Cronos, Titano ;

#### Autriche
Création de Austro-FIAT en 1907 pour fabriquer des automobiles et des camions. En 1945, cession de licences à une filiale Fiat-Steyr Puch pour assembler les modèles :
- Steyr 500 Topolino & Belvedere, 1100 B, 1400 & 2000, 1100 N - TV & 1200 Granluce, 600, 500 moteur Steyr, 1100 R et 126 ;

#### Brésil
Création de Fiat Automoveïs en 1973 pour fabriquer les modèles : 
- 147 essence et alcool, 147 Panorama, Oggi, Fiorino, Uno CS & Premio, Elba, Mille, Tipo (1988), Tempra, Brava, Idea, Stilo, Marea, Palio, Siena, Strada, Linea, Grande Punto, Novo Uno, Bravo, Gd Siena, Jeep Renegade, Toro, Mobi, Argo, Jeep Compass (2016), Pulse ; Fastback

#### Chili
De 1961 à 1983, la filiale Fiat Chile a assemblé les modèles :
- Fiat 1100, 600, 1500, 125P & 125 S, 132, Ritmo, 147 Fiorino ;

#### Chine
Commercialisation directe de la Fiat Fiorino,

Création de la coentreprise Nanjing-Fiat en 1999 pour fabriquer sous licence les modèles :
- Fiat Palio, Palio SW, Siena, Fiat Strada,

Après la rupture des accords avec Nanjing, cession des licences à Zotye pour fabriquer les modèles :
- Fiat Palio (Z.200 HB), Palio SW, Perla (Z.200), Strada, Multiplan Z.300 ;

Création de la coentreprise Fiat-GAIC en 2008 pour fabriquer les modèles :
- Fiat Viaggio, Fiat Ottimo, Renegade, Compass (2016), Cherokee (2014) ;

#### Corée du Nord
Cession de licences à Pyonghwa Motors pour assembler quelques exemplaires des modèles :
- Fiat Palio, Siena, Doblò ;

#### Corée du Sud
Cession de licence à Asia Motors en 1968 pour fabriquer son 1er modèle, la Fiat 124 puis, la Fiat 132 ;

#### Égypte
Cession de licences à El Nasr en 1960 pour assembler les modèles :
- 1100, 600, 1500, 125P, 128, 133, Z 101, Polonez, 131 Şahin (version turque), Regata, Florida, arrêt en 2009 ;

#### Espagne
Création de Seat le 9 mai 1950 pour fabriquer les modèles sous licence :
- Seat 1400, 600, 800, 1500, 850 2p - 4p - Coupé - Spider, 124 & 124 Pamplona, 1430, 132, 127 2p - 3p - 4p & Fura, 133, 128 3P, 131 Mirafiori & SuperMirafiori, 1200 Bocanegra, Panda I & Marbella, Ritmo & Ronda, Lancia Beta  HPE. Arrêt fin 1982 ;

#### États-Unis
La filiale Fiat Motor Corporation débute la construction des modèles Fiat outre-Atlantique en 1908 :
- Fiat Tipo 54 - Tipo 55 - Tipo 56 - Tipo 55E17 ;

#### France
Création de la filiale Simca en 1932 pour fabriquer les modèles dérivés : 
- Fiat 508 Balilla/Simca-Fiat 6 CV, Fiat 518 Ardita/Simca-Fiat 11 CV, Fiat Topolino A/Simca 5, Fiat Topolino C/Simca 6, Fiat 1100 508C/Simca 8, Simca Aronde, Simca 1000 ;

#### Inde
Depuis 1950, Premier Ltd. assemble et produit sous licence les modèles :
- 500 Topolino, 1100 Padmini, 124-118N.

En 1997, Premier Ltd. devient Fiat India et fabrique : Uno, Palio, Siena-Petra, Linea, Grande Punto, Gde Punto Abarth et Adventure, Compass (2016) ;

#### Iran
Création d'une joint-venture en 2006 avec Pars Khodro pour assembler la Fiat Siena (2008-2014).

#### Maroc
Création de la SOMACA en 1959 pour y assembler :
- 600, 1100, 1500, 2300, 124, 125, 128, 131, Uno, Palio, Siena. Fin de l'activité en décembre 2004 ;
- Topolino (Usine Stellantis)

#### Mexique
Après le rachat de Chrysler, l'usine FCA de Saltillo fabrique les modèles Fiat destinés à l'Amérique du Nord :
- Fiat 500 USA, essence et électrique, Siena/Dodge Forza, Ram ProMaster, Compass (2016), assemblage CKD Dodge Neon IV ;

#### Pakistan
Une usine de Karachi a assemblé les modèles :
- 124, Uno et Palio ;

#### Pologne
Création de Fiat-Polski en 1931 et fabrication des modèles :
- fabrication des Fiat 508 Balilla, 518 Ardita, arrêt en septembre 1939,
- assemblage des Fiat 500 Topolino, 1100 et 1500, arrêt en septembre 1939,

Reprise de l'activité en 1967 avec les Fiat Polski 125P, 132P, 127P et 126P, 
En 1982 Fiat Poland : Fiat 126FSM, Cinquecento, Seicento, Panda II, Fiat 500 II, Lancia Ypsilon, Ford Ka II (2008), 600e & hybride ;

#### Russie
Création de la coentreprise avec Severstal-Sollers JSC pour fabriquer et assembler les modèles :
- Fiat Palio, Albea, Doblò, Ducato, Linea ;

#### Union soviétique
Création de Lada-AvtoVAZ en 1966 pour fabriquer les modèles :
- Fiat 124-Lada 2101 Jigouli dans plusieurs versions durant 46 ans, Lada 2101/2102 et variantes (21021 - 21023 - 21025) - 2103 et variantes (21031, 21032, 21033, 21034, 21035) - 2104 et variantes (21043, 21044, 21045, 21047) - 2105 et variantes (21051, 21053, 21054, 21059) - 2106 et variantes (21061, 21063, 21064, 21065) - 2107 et variantes (21072, 21074, 21073, 21079), Oka 1111, Samara, Niva 4x4 ;

#### Turquie
Création de la filiale Fiat-Tofaş en 1968 pour fabriquer :
- Tofaş 124, 131 Şahin & Kartal, Uno 3e série, Tipo, Tempra, Palio, Siena, Marea, Doblò 1re & 2e série, Linea, Fiorino II, Tipo II (Aegea) ;

#### Venezuela
Création de la filiale FIAV C.A. en 1962 pour l'assemblage des modèles : 
- 600, 124, Fourgon 238, 131, 132, 147, Regata, Tempra, Uno Premio, Palio, fin en 1999 ;
- depuis 2013, dans l'usine FCA (ex Chrysler), assemblage de la Fiat Siena/Dodge Forza ;

#### Vietnam
Cession de licence à Mékong Ltd. pour assembler les modèles :
- Fiat Uno, Tempra, Palio, Doblò ;

#### Yougoslavie
En 1953 création de Zastava pour fabriquer des automobiles et camions : 
- Zastava Campagnola, 1400, 1100, 600 - 750 - 850, Fourgonnette 1100 T, 1300, 125P, Z 101, Z 128, Yugo 45, Florida, Punto-Z 10,

Après le rachat de Zastava en 2008, devient Fiat Srbija (Fiat Automobiles Serbie) : 
- Punto, Fiat 500L, Grande Panda ;

Nota : les modèles en gras sont en cours de fabrication (2022).

## Curiosités

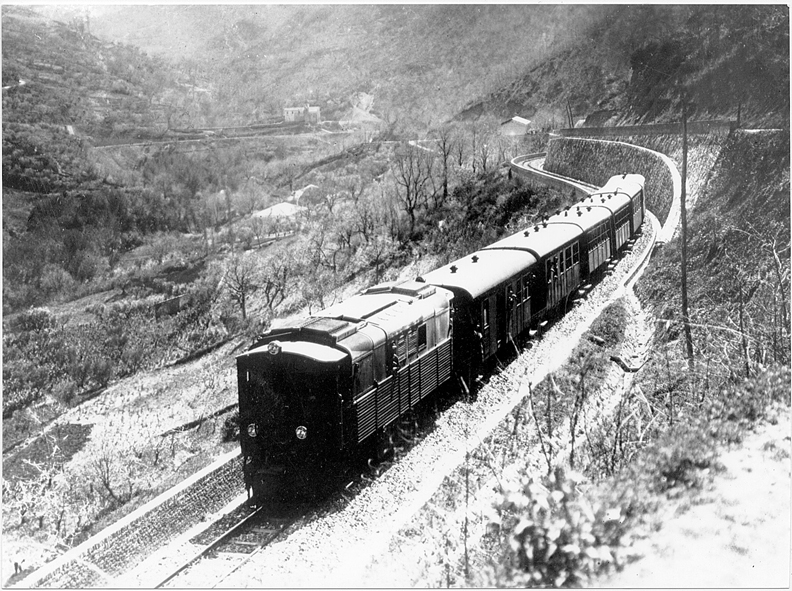
La première locomotive diesel-électrique.

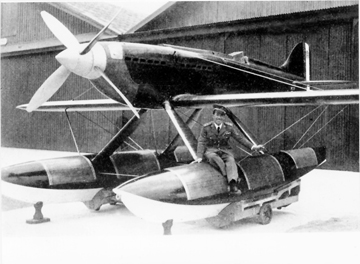
Francesco Agello avec l'hydravion Macchi MC 72.

- La 4 HP de 1899 est la première automobile construite par Fiat Auto. La voiture consomme 8 l de carburant aux 100 km. La boîte de vitesses est à trois rapports, sans marche arrière. Huit automobiles de ce type sont produites la première année.
- Le premier « véhicule pour le transport de marchandises » est construit par Fiat V.I. en 1903. Dans un voyage démonstratif aller et retour entre Turin et Gênes, le camion chargé de 33 quintaux (3,3 t) roule à une moyenne supérieure à 10 km/h.
- Une des plus audacieuses entreprises de la Première Guerre mondiale est le vol au-dessus de Vienne accompli le 9 août 1918 de huit avions italiens qui lancent non pas des bombes, mais des tracts célébrant la paix. L'escadrille, commandée par Gabriele D'Annunzio, est formée de biplans SVA 9 équipés de moteur SPA 6 A de 200 ch, construit par Fiat Avio.
- En 1912, à Long Island aux États-Unis, la S76 remporte le record mondial de vitesse en parcourant le mille à 290 km/h. Le modèle est aussi appelé « 300 HP », en référence à la puissance du moteur, un des plus grands jamais construits par Fiat.
- La Fiat Zero 12-15 HP de 1912 représente un tournant pour l'Italie : c'est la première voiture de petite cylindrée (pour l'époque) construite en série. Elle ne coûte « que » huit mille lires et obtient un succès international : plus de deux mille exemplaires seront fabriqués jusqu'en 1915.
- En 1922, Fiat Ferroviaria lance la première locomotive diesel-électrique au monde : elle est équipée d'un moteur Fiat de 440 ch. Deux ans plus tard, c'est au tour d'un modèle avec transmission électrique et moteur diesel de 450 ch qui sera adopté par les FS : chemins de fer italiens, érythréens et pour les lignes de banlieue de New York.
- Le 23 octobre 1934, le pilote Francesco Agello, à bord d'un Idro Macchi MC72 doté d'un moteur Fiat AS6, atteint les 709,209 km/h. C'est le record mondial absolu de vitesse pour les hydravions à hélice : un record toujours imbattu.
- L'automotrice naît en 1930. Surnommée « Littorina », le premier autorail fait époque : il s'en vendra plus de 2 500 exemplaires dans le monde. Parmi les nombreuses versions, l'Alb80 qui, en 1934, parcourt 11 840 km en quinze jours, réduisant ainsi de moitié les délais par rapport aux trains les plus rapides de l'époque. Elle part de Turin et arrive à Sotchi sur la mer Noire, en passant par Moscou et Saint-Pétersbourg.
- Le tracteur « 50 », premier véhicule lourd à chenilles équipé de moteur diesel, a une histoire insolite. Conçu en 1941, il risque trois ans plus tard d'être réquisitionné par les Allemands. Il est alors caché sous terre, non loin de l'usine de Modène. Il sera récupéré à la fin de la guerre et permettra à l'entreprise de commencer immédiatement sa production à grande échelle, ce qui lui permettra de devenir le leader incontesté dans le domaine des chenillés, qui dure toujours.
- En 1956, la Fiat G 91 remporte le concours de l'OTAN pour un chasseur tactique, grâce à sa capacité à exécuter n'importe quelle mission, en décollant même de terrains herbeux.
- Au volant de la Ferrari 312T, l'Autrichien Niki Lauda remporte le championnat du monde de Formule 1 en 1975. C'est le début d'une saison de triomphes. L'Écurie du Cheval cabré arrive aussi première en 1977 (Lauda, Reutemann et Gilles Villeneuve), seconde en 1978 (Reutemann et Villeneuve) puis à nouveau première en 1979, avec Jody Scheckter et Villeneuve.
- En 1979, l'Iveco 75PC 4 × 4 conduit par les frères Lino et Daniele Pellegrini accomplit le tour du monde. En tout, 184 000 km, sans le moindre problème. Les camions de l'entreprise ont déjà vécu des aventures similaires. En 1975, une caravane de quatorze camions Iveco 190 était partie de Trieste pour atteindre Karachi, au Pakistan.
- La Lancia Stratos a été définie l'« arme absolue » des rallyes grâce à son moteur de 2 418 cm3 à 12 puis à 24 soupapes qui développe une puissance de 280 ch et atteint 220 km/h. Parmi les trophées, la Targa Florio, quatre éditions du Rallye Monte-Carlo, trois victoires au Giro d'Italia et six au rallye de Sanremo. Encore grâce à la Stratos, Lancia remporte le championnat du monde des rallyes pendant trois années consécutives, de 1974 à 1976.
- En 1982, pour la première fois, des bateaux équipés de moteurs diesels triomphent dans les championnats off-shore : ce sont les catamarans Iveco Aifo qui remportent deux titres mondiaux, un européen et un italien.
- Dans les années 1990, Fiat construit les machines à vendanger New Holland Braud : capables de ramasser les grappes même à 15 centimètres de terre, elles secouent doucement les rangées, sans endommager ni les plantes ni les grains. Le modèle SB64 détache 800 quintaux de raisin par jour : le travail de presque cent hommes.
- Ariane 5 est le plus puissant lanceur construit en Europe. D'une hauteur de 52 m, il est capable d'envoyer en orbite jusqu'à 20 t de chargement. Pour ce lanceur, Fiat Avio conçoit et produit des moteurs propulseurs à propergol solide et la turbopompe à oxygène liquide.
- « Overland » est l'un des plus fascinants raids jamais accomplis : 150 000 km autour du monde, parcourus par quatre camions Iveco 330.30, équipés de moteur de 390 ch et de six roues motrices. Pour la première fois de l'histoire, pendant l'hiver 1995, ils quittent l'Italie pour rejoindre New York par la terre, en traversant la Sibérie et le détroit de Béring. En 1997, ils parcourent la côte du Pacifique, atteignent la Terre de Feu et remontent l'Atlantique jusqu'à São Paulo (Brésil). L'an dernier, ils ont fait la route du Cap, en Afrique du Sud, au Cap Nord, au-delà du Cercle polaire arctique. Ils étaient de nouveau en route, partis de Lisbonne pour arriver à Pékin au mois d'août.

## Compétition automobile

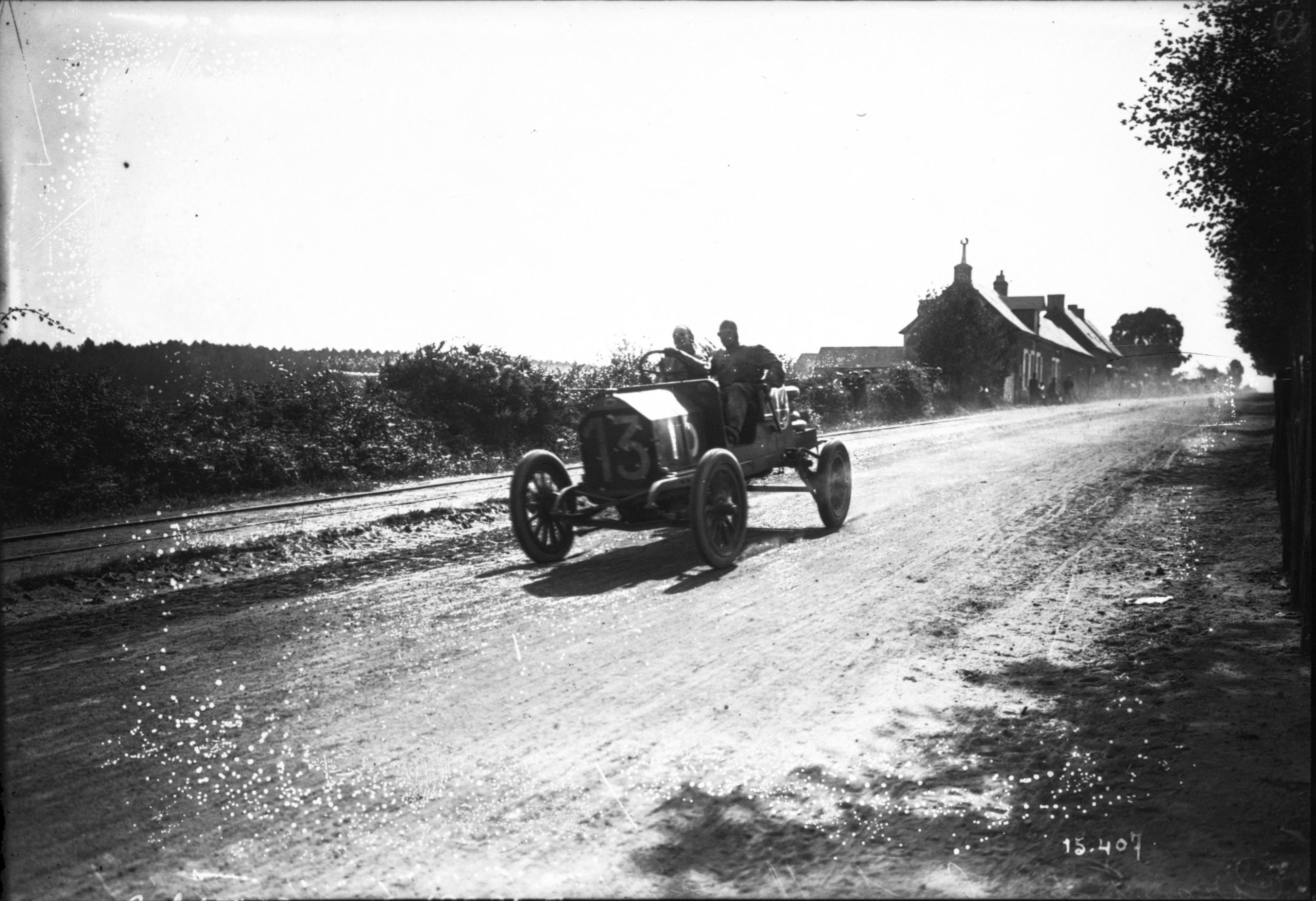
Victor Hémery remporte le Grand Prix de France 1911 en FIAT.

## Récompenses
En plus d'un siècle d'activité, le groupe Fiat a remporté de nombreux trophées au niveau international.

### Voitures de l'année en Europe
Fiat détient le record de victoires au trophée européen de la voiture de l'année, avec 9 modèles primés : 
- 1967 : Fiat 124
- 1970 : Fiat 128
- 1972 : Fiat 127
- 1984 : Fiat Uno
- 1989 : Fiat Tipo
- 1995 : Fiat Punto
- 1996 : Fiat Bravo-Fiat Brava
- 2004 : Fiat Panda II
- 2008 : Fiat 500 II

### Autre
- Quinze titres Pilotes année et Constructeurs en Formule 1
- Autobest en 2003 (Panda II), 2008 (Linea) et 2016 (Tipo II)[45]
- International van of the Year en 1994 (Ducato I), 2006 (Doblò I), 2008 (Scudo II), 2009 (Fiorino III), 2011 (Doblò II)
- 12 modèles titrés « Carro do Ano » au Brésil